# روسيا
روسيا (الروسية: Россия)، المعروفة رسمياً باسم الاتحاد الروسي أو روسيا الاتحادية (الروسية: Российская Федерация)‏ هي دولة تقع في شمال أوراسيا، ذات حكم جمهوري بنظام شبه رئاسي تضمُّ 85 كيانًا اتحاديًا اثنان منهم محدودا الاعتراف دوليًّا (جمهورية القرم ومدينة سيفاستوبول الفيدرالية). لروسيا حدود مشتركة مع كل من النرويج وفنلندا وإستونيا ولاتفيا وليتوانيا وبولندا (عن طريق كالينينغرادسكايا أوبلاست) وبيلاروس (روسيا البيضاء) وأوكرانيا وجورجيا وأذربيجان وكازاخستان والصين ومنغوليا وكوريا الشمالية. كما أن لديها حدودًا بحريَّة مع اليابان في بحر أوخوتسك والولايات المتحدة عن طريق مضيق بيرينغ. روسيا هي أكبر بلد في العالم من حيث المساحة، حيث تغطي نسبة ⅛ من مساحة الأرض المأهولة بالسكان في العالم بمساحة تبلغ 17,098,242 كيلومتر مربع (6,601,668 ميل مربع)، كما أنها تاسع أكبر دولة من حيث عدد السكان في العالم. تمتدُّ روسيا عبر كامل شمال آسيا و40% من أوروبا، كما تغطي تسع مناطق زمنية وتضم طائفة واسعة من البيئات والتضاريس وتمتلك أكبر احتياطي في العالم من الموارد المعدنية والطاقة ولديها أكبر احتياطيات العالم من الغابات والبحيرات، التي تحتوي ما يقرب من ربع المياه العذبة في العالم.
بدأ تاريخ البلاد منذ أن ظهر السلاف الشرقيون كمجموعة معترف بها في أوروبا بين القرنين الثالث والثامن الميلاديَّين. في القرن التاسع للميلاد تأسَّست إمارة كييف روس على يد المحاربين الفارانجيين، واعتنقت المسيحية الأرثوذكسية دينًا لها في عام 988 بسبب تأثير الإمبراطورية البيزنطية، وكانت تلك هي بداية تمازج الثقافتين السلافية والبيزنطية اللتين شكلتا معًا ملامح الثقافة الروسية للألفيَّة التالية. تفتت كييف روس في آخر الأمر إلى عدد من الدويلات الصَّغيرة، وسقطت مُعظم الأراضي الروسية في أيدي الغزو المغولي عامَ 1223، وأصبحت تابعة للقبيلة الذهبية. لاحقًا بدأت دوقية موسكو تُوحِّد تدريجيًا الإمارات المجاورة لها ونجحت في الاستقلال عن حُكم القبيلة الذهبية، وتمكنت من وراثة إرث كييف روس السياسيّ والثقافيّ، وبحلول القرن الثامن عشر توسعت البلاد كثيرًا عبر شن الغزوات والحروب والاستكشاف لتُولد بذلك الإمبراطورية الروسية، التي استحالت ثالث أضخم إمبراطورية في التاريخ بنفوذها الممتد من بولندا في أوروبا إلى ألاسكا في أمريكا الشمالية.
في أعقاب الثورة البلشفية أصبحت روسيا أحد أكبر مؤسسي الاتحاد السوفيتي، وباتت أوَّل دولة دستورية اشتراكية وقوة عظمى معترف بها في العالم، كما لعبت دورًا حاسمًا في انتصار الحلفاء في الحرب العالمية الثانية، حيث تكبَّدَ الاتحاد السوفيتي خسائر بشريَّة أكثر من أيِّ طرف آخر أثناء الحرب. شهدت الحقبة السوفيتية بعض أبرز النجاحات التقنية في القرن العشرين بأكمله، ومن ضمنها إطلاق أوَّل رائد فضاء بشري في تاريخ العالم. لكن هذه الحال لم تدم طويلاً، فقد تفكك الاتحاد السوفيتي في عام 1991، وتأسست عدّة جمهوريات مستقلة بدلاً منه، كان من أبرزها الاتحاد الروسي.
تُعد العاصمة الروسية موسكو أكبر مدن روسيا اليوم وإحدى كبريات مدن العالم من حيث السكان، وميناء روسيا الرئيسي هو سانت بطرسبرغ الواقعة على بحر البلطيق. تُعتَبرُ روسيا سابع أكبر اقتصاد في العالم حسب الناتج المحلي الإجمالي، والسادسة من حيث القدرة الشرائية، والثالثة من حيث الميزانية العسكريَّة. إن روسيا واحدة من الدول الخمس الوحيدة المعترف بامتلاكها أسلحة نووية في العالم، إضافة إلى أنها تملكُ أكبر مخزون من أسلحة الدمار الشامل في العالم. تُعد روسيا إحدى القوى العظمى العالمية، وهي عضوة دائمة في مجلس الأمن الدولي التابع للأمم المتحدة، كما أنها عضوة في مجموعة الثماني ومجموعة العشرين ومجلس أوروبا ومنتدى التعاون الاقتصادي لدول آسيا والمحيط الهادي ومنظمة شانغهاي للتعاون ومنظمة الأمن والتعاون في أوروبا.

## أصل التسمية
يشتق اسم روسيا من «روس»، دولة القرون الوسطى التي كان معظم سكانها من السلاف الشرقيين. لكن أصبح هذا الاسم أكثر بروزاً في التاريخ اللاحق، والبلاد التي كانت تسمى عادة Русская Земля (نقحرة: روسكايا زيمليا) والتي يمكن ترجمتها «الأرض الروسية». من أجل عدم الخلط بين هذه الدولة أو غيرها قام المؤرخون المعاصرون بجعل اسم دولة روس، «روس كييف». أما اسم روس الذي اشتق منه اسم روسيا الحالية فيشتق بدوره من شعب روس الجرماني الإسكندنافي، وهؤلاء جماعة من الفارانجيين (ربما الفايكنغ)، الذين أسسوا دولة روس (الروسية: Русь).
كانت الكلمة اللاتينية «روثينيا» المشتقة من الاسم اللاتيني لروسيا، هي الاسم المستعمل لوصف هذه البلاد في العصور الوسطى. أما الاسم الحالي، Россия (روسيا)، فيشتق من النسخة اليونانية من اسم دولة روس كييف، التي تُلفظ حاليًا Ρωσία [roˈsia] بدلاً من لفظ Ρωσσία، الذي كان مألوفًا في العهد البيزنطي.

## التاريخ

### التاريخ المبكر

#### قبل السلافيين

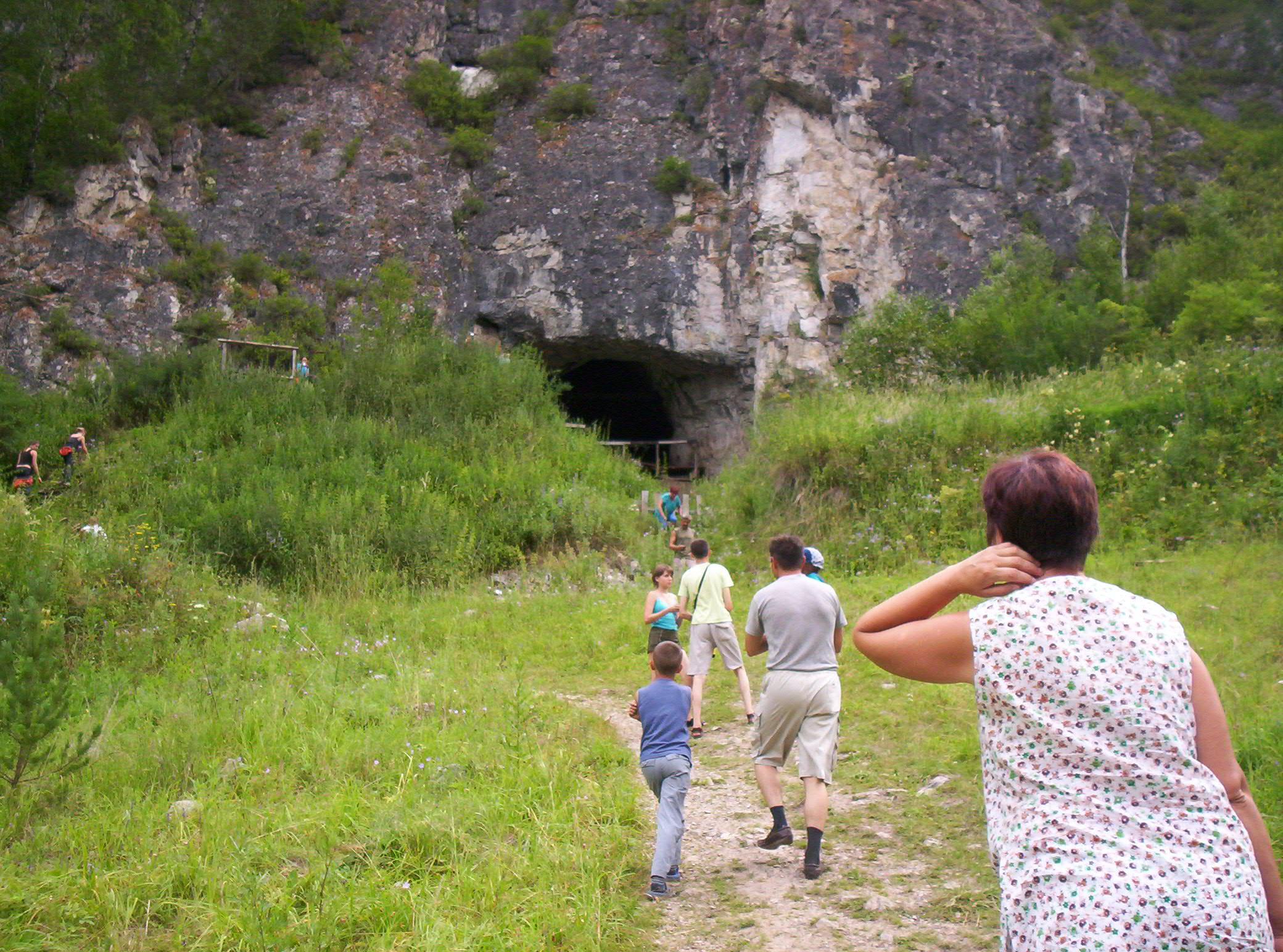
سياح يزورون كهف دانيسوفا حيث اكتُشفت أقدم العظام البشرية في روسيا.

عثر في روسيا على إحدى مجموعات العظام البشرية الأولى تعود إلى 35000 سنة، في كوستينك على ضفاف نهر الدون. كانت السهوب الشاسعة في جنوب روسيا موطناً لقبائل الرعاة الرحل في عصور ما قبل التاريخ. كانت سهوب بونتيك تعرف في العصور الكلاسيكية القديمة باسم سيثيا، وفي تلك السهوب عثر على بقايا حضارات قديمة في أماكن مثل إيباتوفو، سينتاشتا، اكرايم، وبازيريك  في الجزء الأخير من القرن الثامن قبل الميلاد، جلب التجار اليونانيون الحضارة الكلاسيكية إلى مركز التجارة في تانايس وباناجوريا. وصف هيرودوت الجيلينوس بأنها أرض ضخمة «أكبر من أوروبا».

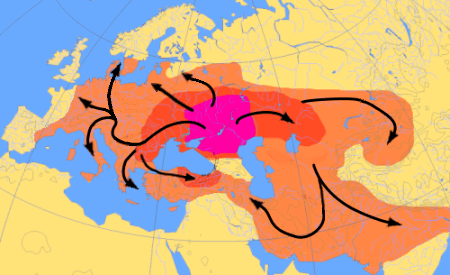
خريطة الهجرات الهندو أوروبية من العام 4000 إلى 1000 قبل الميلاد.

ما بين القرنين الثالث والسادس الميلاديين، تعرضت مملكة بوسبوران، وهي تنظيم سياسي هلنستي خلف المستعمرات اليونانية، إلى موجات متعاقبة من غزوات القبائل البدوية، التي غالبًا ما كانت تنتقل إلى أوروبا، كما هو الحال مع الهون وآفار أوراسيا. في الفترة التي سبقت سنة 1200ق.م كان يسكن شعب السيميريين، وهم من شعوب البلقان في شمال البحر الأسود وهي منطقة جنوب أوكرانيا الآن. وقد هزمهم في نحو سنة 700 ق.م السيثيون، وهم جماعات تنحدر من أصل إيراني يسكنون أواسط آسيا. وظل السيثيون يسيطرون على تلك المنطقة حتى نحو سنة 200 ق.م. وفي ذلك التاريخ تغلب عليهم السرماتيون، وهم جماعة إيرانية أخرى. وعاش كل من السيثيين والسرماتيين مع المستعمرات الإغريقية التي كانت تنتشر في ساحل البحر الأسود الشمالي في اتصال وثيق، حتى انتهى الأمر باستيلاء الرومان عليها. وقد أخذت هذه الجماعات كثيرًا من طرق الحياة الإغريقية والرومانية عن طريق التجارة والتزاوج وغيرها من الصلات. وفي نحو سنة 200م زحفت قبائل القوط الجرمانية من الغرب واستولوا على الإقليم، وظلوا يحكمون البلاد حتى عام 370م عندما هاجمهم الهون وتغلبوا عليهم. وكان الهون جماعة آسيوية حربية النزعة. ثم ما لبثت هذه الجماعة أن انهارت بعد موت ملكها أتيلا الهوني سنة 453م. وأعقبت هذه الجماعة قبيلة هونية، تعرف باسم الآفار حكمت تلك المنطقة في أواسط القرن السادس الميلادي، ووصلت جماعة الخزر وهي جماعة آسيوية سيطرت على جنوبي الفولغا وشمالي القوقاز. حكمت الشعوب التركية والخزر، سهوب حوض الفولغا المنخفضى بين بحر قزوين والبحر الأسود حتى القرن الثامن. ولوحظ أن ما دوّن في قوانينهم يشير إلى تسامحهم، ونظرتهم الكونية الواسعة. كان للخزر روابط تجارية رئيسية بين بحر البلطيق والدولة العباسية المتحورة في بغداد. وكانوا حلفاء مهمين للإمبراطورية البيزنطية، وشنوا سلسلة من الحروب الناجحة ضد الخلافة الإسلامية. في القرن الثامن، اعتنق الخزر اليهودية وأسسوا تجارة مزدهرة مع بقية الجماعات الأخرى.

#### بعد السلافيين
ينحدر الروس من جماعات سلافية. في وقت مبكر، استقرت جماعات من السلاف الشرقيين في روسيا الأوروبية على دفعتين: الأولى تحركت من كييف (أوكرانيا الحالية) باتجاه سوزدال وموروم، والأخرى تحركت من بولوتسك (بيلاروسيا الحالية) باتجاه فيليكي نوفغورود وروستوف. بدءا من القرن السابع، شكل السلاف الشرقيون الجزء الأكبر من السكان في روسيا الأوروبية، وتم استيعابهم ببطء من قبل الجماعات الفنلندية الأوغرية الأصلية.

### دولة كييف روس

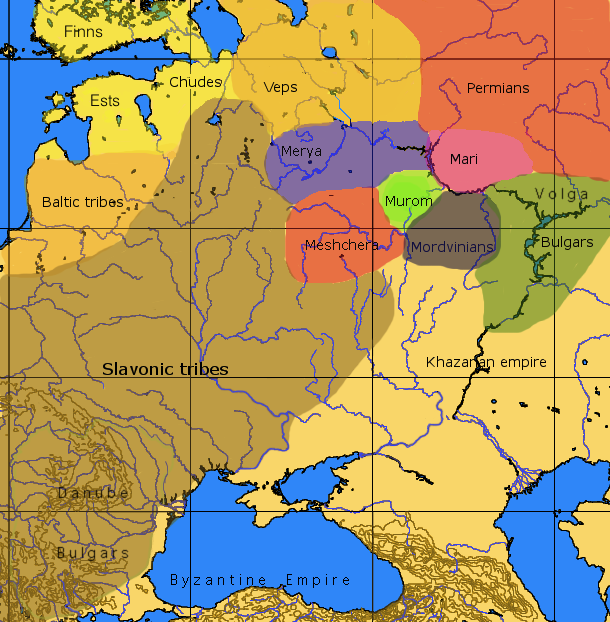
خريطة للاستيطان السلافي قبل المسيحية في القرن التاسع. كان السكان الأوائل لروسيا هم السكان الأصليون الذين بقوا على قيد الحياة حتى يومنا هذا.

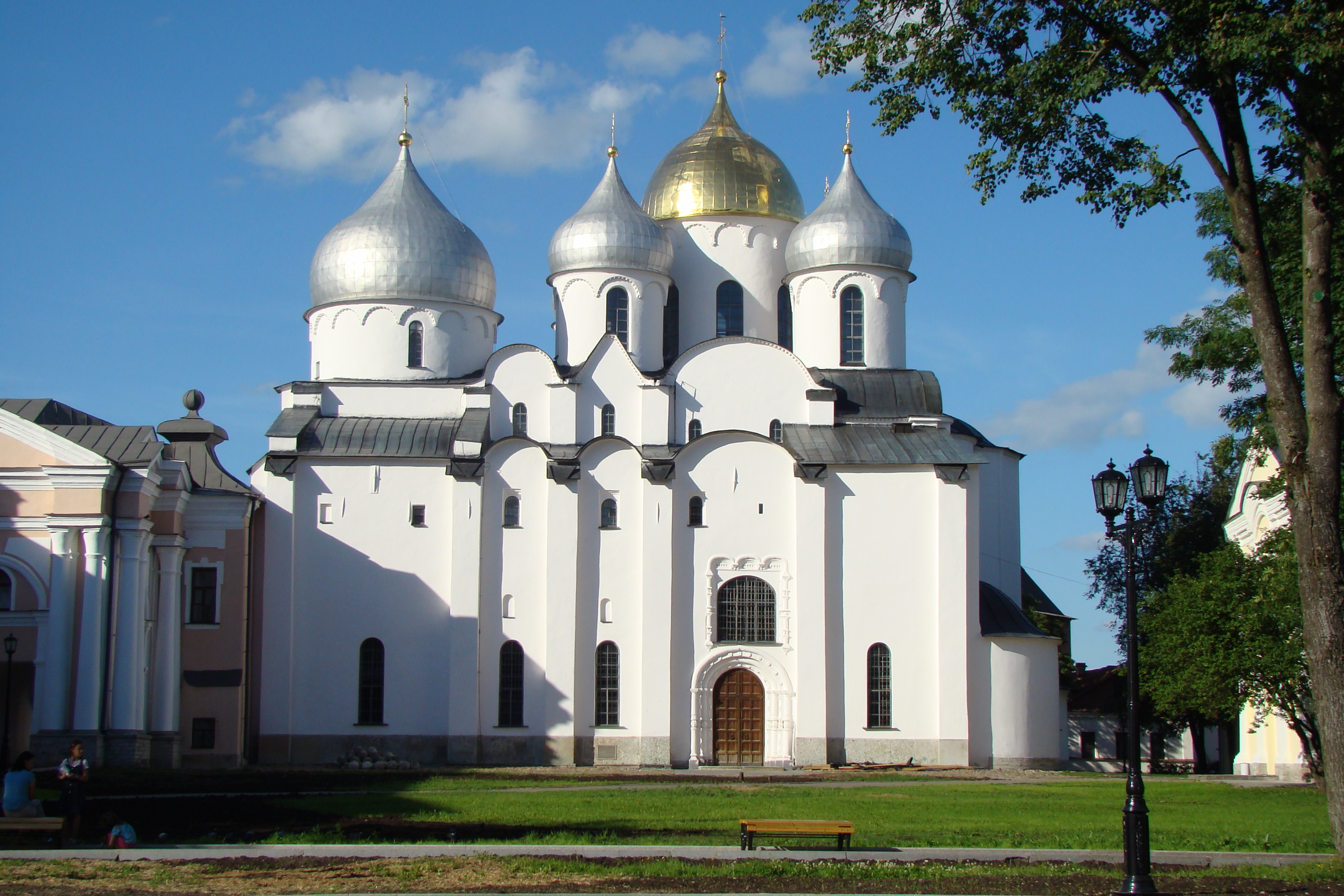
إحدى كاتدرائيات فيليكي نوفغورود - أقدم مدينة في روسيا

عُرف النورمان الإسكندنافيون باسم «الفايكنغ» في غرب أوروبا وباسم «الإفرنج» في الشرق، وقد جمع هؤلاء بين القرصنة والتجارة في أثناء تجوالهم في شمال أوروبا، وفي منتصف القرن التاسع، كانوا قد بدأوا بالاستقرار على امتداد الممرات المائية من شرق بحر البلطيق إلى البحر الأسود وبحر قزوين، في عام 862، قامت إمارة روس في كييف على نهر الدنيبر وحمل أميرها لقب الأمير الكبير، وبرزت إلى جانبها مدن أخرى يحكمها أمراء منها: نوفغورود، فلاديمير، وغيرهما. ويعتبر زعيم الفايكنغ روريك الذي إتخذ من نوفغورود حاضرة له عام 862م بطلب من أهلها؛ مؤسس السلالة التي حكمت روسيا نحو سبعة قرون، ونقل ابنه أوليغ العاصمة إلى كييف، وفي عهد حفيده فلاديمير الأول دخلت المسيحية بلاد روس وانتشرت وفق المذهب الأرثوذكسي، حيث أعتنق الأمير فلاديمير الأول المسيحية في عام 988م، وكان السلاف الشرقيون في ذلك الوقت يعبدون القوى الطبيعية. ولكن فلاديمير جعل المسيحية الدين الرسمي للدولة، ومن ثم اعتنقها الكثير من أهل دولته. وقد أصبح فلاديمير فيما بعد قديسًا للكنيسة الأرثوذكسية الروسية، وأصبحت الأخيرة والدولة مرتبطة دائما ارتباطاً وثيقاً. خلال القرنين العاشر والحادي عشر أصبحت كييف روس واحدة من أكبر الدول في أوروبا والأكثر ازدهارا. حيث كانت الإنجازات في مجالات الاقتصاد، العمارة، والأدب متفوقة على تلك التي كانت موجودة آنذاك في الجزء الغربي من القارة.

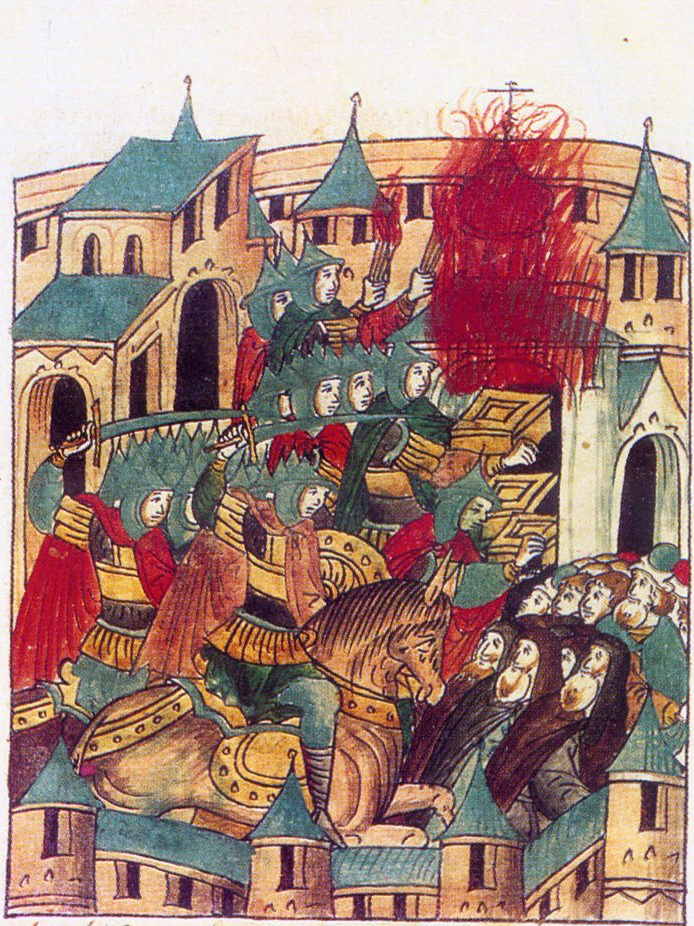
عزل سوزدال بواسطة باتو خان في فبراير ن عام 1238، نموذج مصغر من وقائع القرن السادس عشر.

مع أن كييف كانت مركز الثقل السياسي للروس بسبب وقوعها على الطريق التجاري الرئيسي الذي يصل بين بحر البلطيق ووالبحر الأسود والإمبراطورية البيزنطية، فقد تمكنت كل من إمارات نوفغورود وروستوف، وتشيرنيغوف من الاستقلال عن سلطة الأمير الكبير. في منتصف القرن الحادي عشر كانت قوة كييف قد بدأت في التضاؤل، وإزدادت قوة بعض أمراء الإمارات الروسية الكييفية الأخرى، ودخلوا في حروب مدمرة كثيرة. أصاب روس كييف الضعف بسبب الحروب الأهلية وضعف السلطة المركزية، وصارت كييف نفسها مسرحاً لمعارك طاحنة في سبيل العرش، حتى أصابها دمار كبير على يد أمير روستوف وانتهى أمرها بوصفها عاصمة. برزت بعد سقوط كييف إمارة روستوف سوزدال التي بسط أميرها يوري دولغوروكي نفوذه على نوفغورود وكييف وحمل ابنه لقب الأمير الكبير، وإتخذ من مدينة فلاديمير حاضرة له. تفككت كييف روس في نهاية المطاف كدولة بسبب القتال بين أفراد الأسرة الأميرية التي حكمت جماعياً، حيث تضاءلت هيمنة كييف، لمصلحة فلاديمير-سوزدال في الشمال الشرقي، ونوفغورود في الشمال، وغاليسيا-فولهينيا في الجنوب الغربي. وكان غزو القبيلة الذهبية التابعة لإمبراطورية المغول في القرن الثالث عشر سبباً بخراب كييف وتدميرها في نهاية الأمر، حيث بدأت قبائل المغول بزعامة باتو خان أحد أحفاد جنكيز خان سنة 1237 بغزو روسيا بجيش مكون من نحو 150 ألف إلى 200 ألف مقاتل، فاكتسح معظم المدن الروسية وخربها باستثناء نوفغورود. ثم توسع المغول غرباً في أراضي أوروبا الشرقية واستوطنوا السهوب الواقعة شمال بحر الخزر (قزوين)، واتخذوا مدينة سراي باتو عاصمة لهم، ثم عرفت تلك القبائل باسم التتر أو التتار. أجبر باتو خان الأمراء الروس الأحياء على تقديم ولائهم له، وأجبرهم على دفع ضرائب باهظة. وكان المغول يخرجون من وقت لآخر من عاصمتهم لسحق الشعوب الأخرى في مختلف المناطق تأديبًا لهم على عصيانهم وعدم ولائهم. كذلك فقد عين المغول الأمير العظيم وأجبروا كثيرًا من الروس على الخدمة ضمن جيوشهم، ولكن تدخلهم في الحياة الروسية كان قليلاً، إذ كان جل اهتمامهم منصبًا على الحفاظ على السلطة وجمع الضرائب من الآخرين. وخلال فترة الحكم المغولي التي انتهت في أواخر القرن الخامس عشر كانت الآراء الحديثة وروح الإصلاح التي بعثها عصر النهضة قد أخذت في تغيير كثير من أوجه الحياة بشكل مثير في أوروبا الغربية. ولكن نظرًا لوقوع روسيا تحت السيطرة المغولية، فإنها عُزلت عن تلك المؤثرات الأوروبية الغربية المهمة. وواصل المغول سيطرتهم على الأراضي الروسية حتى حوالي العام 1480.

### دوقية موسكو

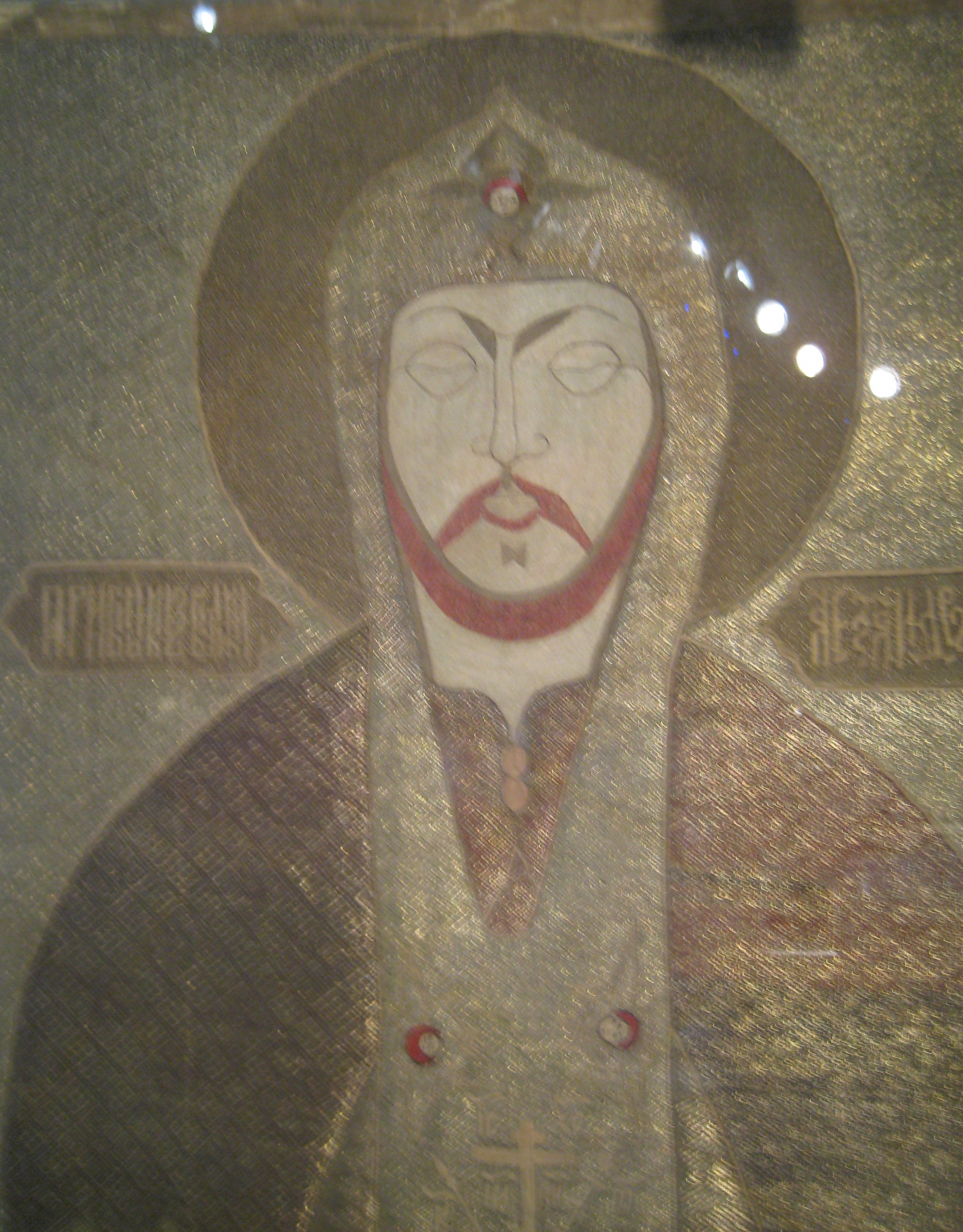
أقدم صورة باقية لألكسندر نيفسكي، والد أول أمير لإمارة موسكو، مركز روسيا

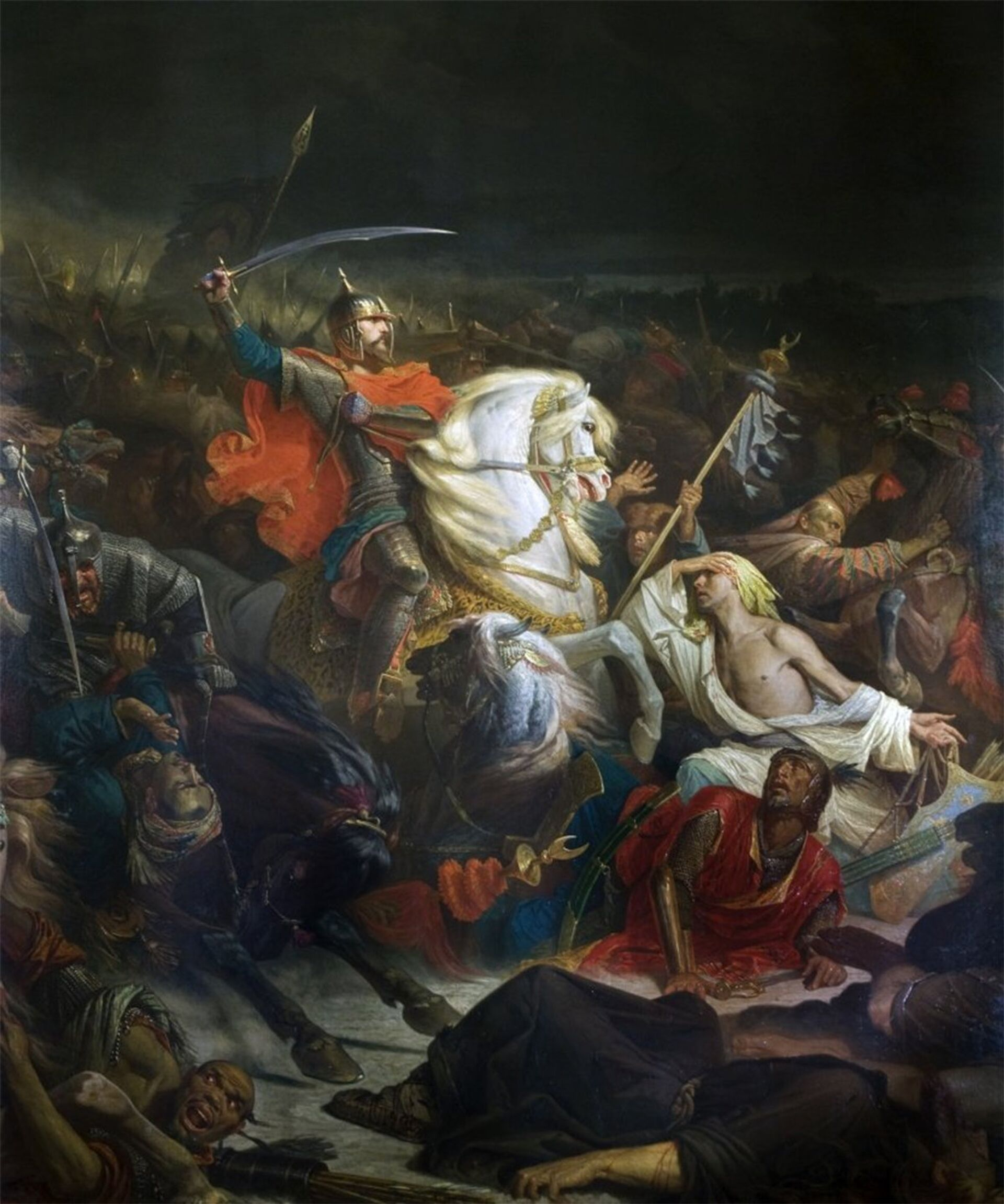
ديمتري دونسكوي في معركة كوليكوفو.

يعد دانييل ألكسندروفيتش، الابن الأصغر لألكسندر نيفسكي، مؤسس إمارة موسكو (المعروفة باسم الإمارة المسكوفية أو المسقوفية)، التي طردت التتار من روسيا في نهاية المطاف. وقعت موسكو في مكان جيد ما بين الأنهار المركزية لروسيا والغابات والمستنقعات التي تشكل درعا لها. في البداية كانت موسكو تابعة لفلاديمير، ولكن سرعان ما أصبحت مستقلة عنها. أحد العوامل الرئيسية في تصاعد قوة موسكو تعاون حكامها مع أمراء المغول، كما تزوج أمير موسكو يوري أخت خان القبيلة الذهبية في أوائل القرن الثالث عشر. وعين يوري في منصب الأمير الروسي الكبير حوالي سنة 1318م، وساعدته القوات المغولية على سحق التهديدات لزعامته التي كانت بعض الإمارات قد أوقدت نارها. منح التتار لقب أمير موسكو الكبير لأمراء موسكو وجعلوهم سماسرة لجمع الضرائب لهم من الإمارات الروسية. كانت عملية جمع الضرائب قد بدأت منذ إمارة إيفان الأول الذي كان يلقب بلفظ حقيبة النقود وذلك حوالي سنة 1330م. وكان إيفان يحتفظ ببعض نقود الضرائب لديه. واشترى العديد من الأراضي، ووسع من أراضيه كثيرًا. وأخذ بعض الأمراء الآخرين، وملاك الأرض الكبار للخدمة في الجيش المغولي والحكومة. وبالإضافة إلى ذلك، فإن إيفان أقنع بطريرك الكنيسة الروسية الأرثوذكسية بالبقاء في موسكو. منذ القرن الخامس عشر، كان أمراء موسكو يريدون توسعة الأراضي الروسية بهدف زيادة السكان والثروة تحت حكمهم، وكان أنجحهم إيفان الثالث، الذي وضع الأسس لقيام دولة قومية روسية. دخل إيفان في منافسه قوية مع دوقية ليتوانيا شمال غرب البلاد، من أجل السيطرة على بعض ممالك نهر الدنيبر شبه المستقلة في أعالي الدنيبر وأحواض نهر أوكا. من خلال انشقاق بعض الأمراء، والمناوشات على الحدود، والحرب الطويلة مع جمهورية نوفغورود، استطاع إيفان الثالث التغلب على نوفغورود، ونتيجة لذلك، ازدادت دوقية موسكو ثلاث مرات في حجمها تحت حكمه. أعلن إيفان سيادته المطلقة على جميع الأمراء والنبلاء الروس. ورفض الوصاية التتارية وبدأ بسلسلة من الهجمات مهدت له الطريق لهزيمة كاملة للقبيلة الذهبية، واتخذ إيفان الخطوة الأخيرة في عملية الانفصال عن سيطرة المغول نهائيًّا في عام 1480 وذلك برفض دفع أية ضرائب لهم. وتقدم جنود المغول نحو موسكو، ولكنهم ما لبثوا أن أداروا ظهورهم للدفاع عن عاصمتهم التي أخذ الروس في مهاجمتها. وبعد ذلك برز الحاكم الروسي كحاكم قوي استبدادي وقيصر وكان أول حاكم روسي توج نفسه رسميًّا بلقب «القيصر» هو إيفان الرابع.

### روسيا القيصرية

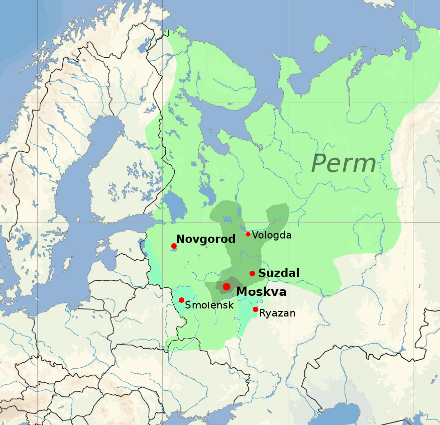
روسيا في نهاية القرن الخامس عشر بعد الانفصال عن القبيلة الذهبية

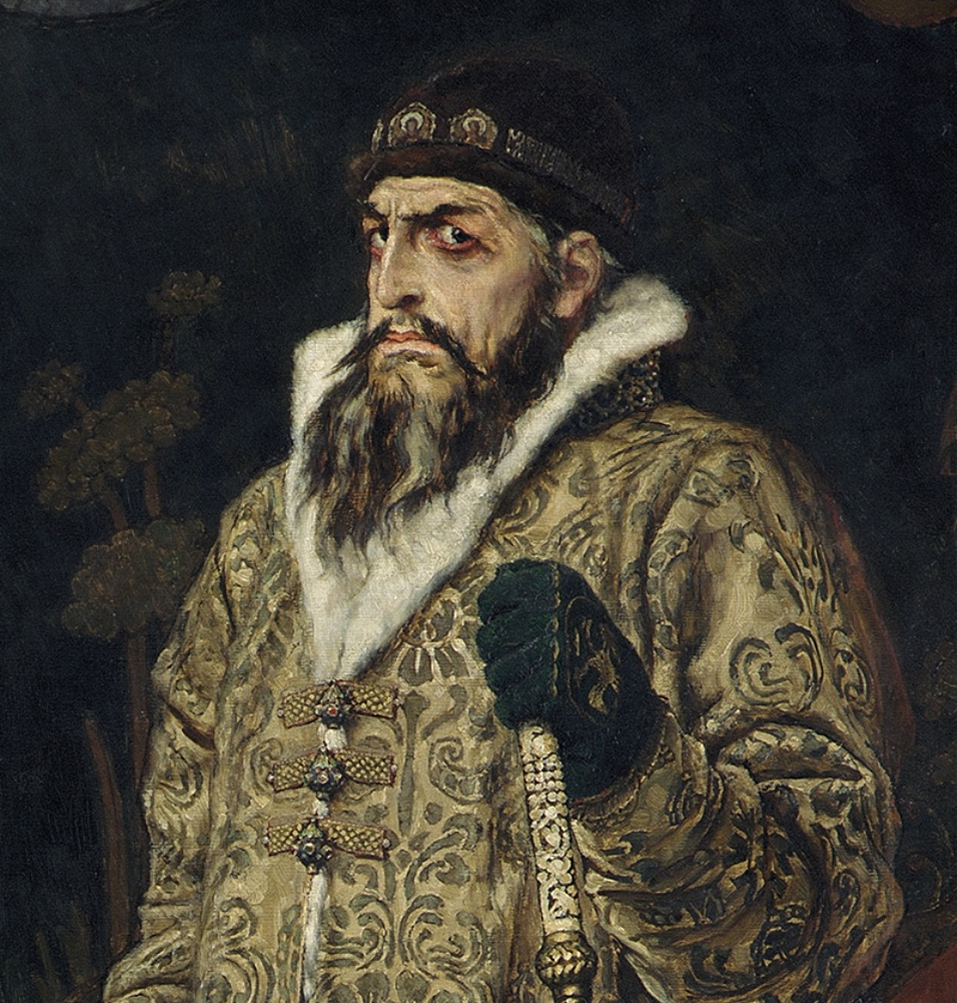
القيصر إيفان الرابع بريشة ايليا ريبين.

بعد ازدياد نفوذ موسكو أصبح أميرها الكبير يحمل لقب القيصر. وفي عام 1547م أصبح إيفان الرابع، الذي اشتهر بلقب إيفان الرهيب أول حاكم على موسكو يتوج بلقب قيصر، وقد استطاع إيفان أن يجعل سلطة القيصر طاغية طغيانًا كاملاً على كل روسيا. كان إيفان قاسيًا كما كان كثير الشكوك وكان يصاب بالجنون أحيانًا. وشكل قوة خاصة من الشرطة وبدأ عهد إرهاب أمر فيه بإلقاء القبض على مئات من الشخصيات الأرستقراطية وقتلها. كان إيفان يعطي أراضي ضحاياه أجورًا لأولئك الذين يخدمونه من ملاك الأراضي في الجيش أو الحكومة. كذلك فإنه وضع قوانين تحدد عدد المقاتلين والجياد التي يجب أن يقدمها ملاك الأراضي لقواته المقاتلة. وقام إيفان بحرق الكثير من القرى والمدن، كما قتل بعض زعماء الكنيسة الذين عارضوه، بل إنه ذهب إلى أبعد من ذلك فقد قتل أكبر أبنائه في إحدى ساعات غضبه. بدأ عصر الاضطراب بسبب تدهور سلطات القيصر وانهيارها بعد موت إيفان. كان ثيودور الأول وهو الابن الثاني لإيفان قيصرًا ضعيفًا، وأصبح شقيق زوجته بوريس جودونوف الحاكم الفعلي لروسيا. وُجد شقيق ثيودور الأصغر، وهو دمتري، ميتًا في عام 1591م، مات ثيودور في عام 1598م دون أن يخلف وراءه وريثًا على العرش، فانتخب الزسكي سوبور وهو برلمان محدود السلطات بوريس ليكون قيصرًا للبلاد. ولكن كان هناك رجل يُعتقد بأن اسمه الحقيقي هو غريغوري أوتربييف وهو كاهن سابق، أعلن أنه هو دمتري وأدعى دمتري المزعوم بأن دمتري لم يمت، وإنما هرب إلى ليتوانيا فرارًا من إلقاء القبض عليه. وفي عام 1604م غزا دمتري المزعوم روسيا ومعه بعض الجنود البولنديين. وإنضم إلى الغزاة عدد كبير من الروس الذين كانوا غير راضين عن حكم بوريس. هذا الغزو كان معلمًا لبداية عصر الاضطرابات في روسيا. وقد مزقت روسيا الحرب الأهلية شر ممزق، كما مزقها الغزو والفوضى السياسية حتى عام 1613م.

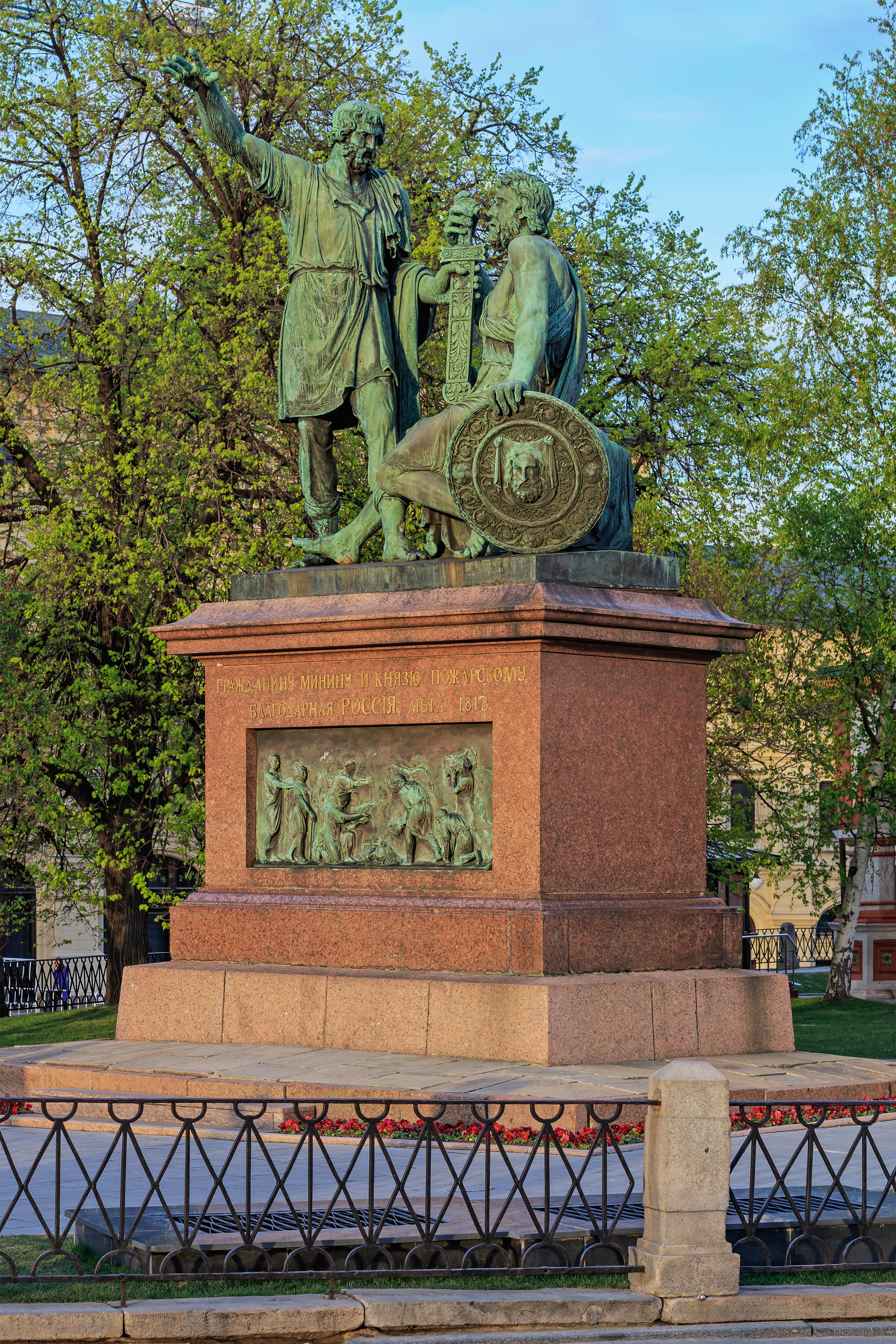
النصب التذكاري لمينين وبوجارسكي في موسكو.

اعتلى دمتري الدعي العرش القيصري عام 1605م، ولكن جماعة من ملاك الأراضي قتلوه في السنة التاليةـ  وعندها أصبح الأمير فاسيلي شويسكي قيصر روسيا. وفي عام 1610م احتل الغزاة البولنديون موسكو، وحكموا عن طريق مجلس برلماني من ملاك الأراضي عديم القوة حتى عام 1612م. وفي نفس الوقت ظهر مدعي آخر باسم دمتري وعدد آخر من المطالبين بالعرش من الكذابين الأدعياء يسمون القوزاق، وقد وجدوا كثيرًا من المؤيدين لهم. اكتسحت ثورات الفلاحين روسيا وتقاتل كل من ملاك الأراضي وأهل القوزاق على الحدود، كما أنهم كانوا يتحدون معًا ويحاربون رجال الطبقة الأرستقراطيَّة الأقوياء. وأدت سيطرة البولنديين على موسكو إلى أن يتحد الروس ويعملوا على طرد البولنديين الغزاة، وانتهى بهم الأمر إلى استعادة عاصمتهم سنة 1612م. بعد طرد البولنديين من روسيا انتخب ميخائيل رومانوف قيصرًا لروسيا، وكان ذلك بداية لحكم عائلة رومانوف الذي استمر لثلاثمائة سنة حتى قيام ثورة فبراير سنة 1917م. وفي القرن السابع عشر أخذت روسيا تتوسع باحتلال أوكرانيا، وسيبريا الشرقية حتى المحيط الهادئ، كما أجرت الكنيسة الروسية الأرثوذكسية بعض التغييرات في الشعائر الدينية مما أثار معارضة بعض الروس الذين ظلوا على العهد القديم حتى الآن.

### الإمبراطورية الروسية

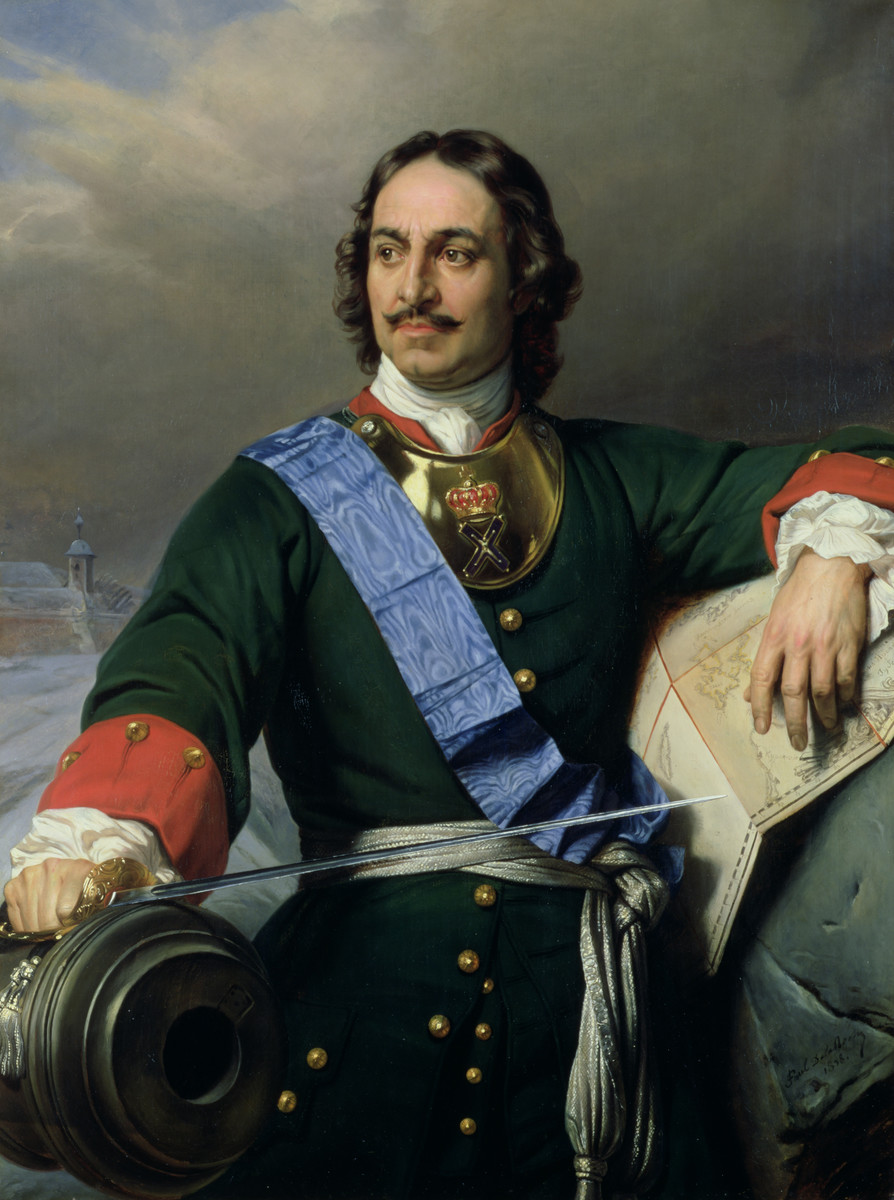
الإمبراطور بطرس الأكبر، المؤسس الفعلي للإمبراطورية الروسية. أعلن عن قيام الإمبراطورية الروسية رسميًا في سنة 1721.

اندلع صراع في عام 1682م من أجل السلطة أدى إلى تتويج بطرس الأول (الذي عرف فيما بعد باسم بطرس الأكبر) مع أخ آخر له من أبيه إيفان الخامس)، إلا أن الحكم الفعلي كان بيد أخته غير الشقيقة صوفيا بوصفها وصية على الحكم حتى أجبرها مؤيدو بطرس على إنهاء حكمها في عام 1689 حين دخل بطرس موسكو مع مؤيديه وتنازلت له صوفيا عن السلطة. قام بطرس بعقد اتصالات وثيقة مع الأوروبيين الغربيين الذين كانوا يعيشون في موسكو. واستقى منهم كثيرًا من المعلومات الحديثة، وأصبح قابضًا على زمام الأمور في عام 1696 عندما مات أخوه المشارك له في السلطة. تأثر بطرس كثيرًا بما كانت تحمله أفكار التجارة العالمية والحكومات، وكانت أفكارًا محببة إلى النفوس في أوروبا الغربية. ولكونه حاكمًا قويًا، فقد حسَّن من قوة روسيا الحربية، كما قام بعدة أعمال عسكرية ناجحة استولى بها على بعض الأراضي. وقد وسعت روسيا رقعة أراضيها خلال فترة حكم بطرس الكبير نحو بحر البلطيق في الحرب الكبرى الشمالية ضد السويد. وفي عام 1703م أسس مدينة بطرس «سانت بطرسبرغ» على بحر البلطيق، ونقل العاصمة إلى هناك في عام 1712م. توفي بطرس الأكبر في عام 1725، تاركًا وراءه خلاف حول من سيعقبه وبلد غير مستقر مستنفذ الموارد. وبعد وفاته لم يتربع أي حاكم عُرف بالطموح أو حتى بشيء منه على العرش الروسي، ما يُقارب من أربعون سنة. وبعد هذه الفترة ظهرت الإمبراطورة كاترين الثانية التي عرفت باسم ولقب بكاثرين العظيمة، التي تزوجت بالقيصر بطرس الثالث، لتغيّر هذا الواقع، فساهمت في إعادة إحياء طبقة النبلاء التي كانت قد بدأت بالظهور مجدداً بشكل بسيط فور وفاة بطرس الأكبر، في عهدها بوجه خاص إزداد التحدث عن الأفكار المتحررة الغربية المتعلقة بالحرية والإصلاح الاجتماعي، وفي عام 1767 دعت كاثرين مجلسًا تشريعيًا ضخمًا لإصلاح القوانين الروسية، غير أن هذا المجلس لم يحقق شيءا. وظل معظم الروس في حالة فقر مدقع وجهل خلال هذه الفترة. ما بين عامي 1773 و1774 بلغ سخط الفلاحين حدًا كبيرًا أدى إلى قيامهم بثورة كان يقودها إميليان بوغاتشيف القوقازي. وأكتسحت الثورة جميع أنحاء روسيا من جبال الأورال حتى نهر الفولغا، بل إنها كادت تكتسح موسكو قبل أن تتمكن الجيوش الحكومية من إخمادها.

الإمبراطورة كاترين الثانية.

في الفترة التي قامت فيها الإمبراطورة بقمع الفلاحين الروس، كانت تخوض حربًا ناجحة ضد الدولة العثمانية نجم عنها توسع روسيا في الحدود الجنوبية لمنطقة البحر الأسود. ثم أقدمت على التآمر مع حكام النمسا وبروسيا للاستيلاء على أراضي الكومنولث البولندي اللتواني عندما كانت بولندا تُقسّم على يد الأمم الأوروبية، فدفعت بذلك الحدود الروسية غربًا إلى أوروبا الوسطى. كانت روسيا قد برزت وأصبحت قوة عظمى في أوروبا وقت وفاة كاترين الكبيرة عام 1796، وأستمر الأمر على هذا المنوال في عهد القيصر ألكسندر الأول الذي انتزع فنلندا من مملكة السويد الضعيفة في سنة 1809 وإقليم بيسارابيا من العثمانيين في عام 1812. خلف كاترين على العرش ابنها بافل الأول حيث أصبح قيصر روسيا وانتهى حكمه بعد خمس سنوات باغتياله في عام 1801، وخلفه على العرش ابنه ألكسندر الأول. وأخذ يتحدث عن تحرير الفلاحين وبناء المدارس لكل أبناء روسيا، بل إنه ذهب إلى أبعد من ذلك وأعلن عن اعتزامه التنازل عن العرش وجعل روسيا جمهورية. وأدخل إلى البلاد عدة إصلاحات منها أنه عفا عن كثير من السجناء السياسيين وساعد على نشر بعض الآراء الغربية وأساليب الغربيين. ولكنه لم يفعل شيءا لتقليل سلطات القيصر الكاملة أو إنهاء مشكلة الفلاحين واستعبادهم، في خلال عهد ألكسندر ظلت روسيا تستولي على مزيد من الأراضي فانتزعت بعضا منها من بلاد فارس والسويد والدولة العثمانية.

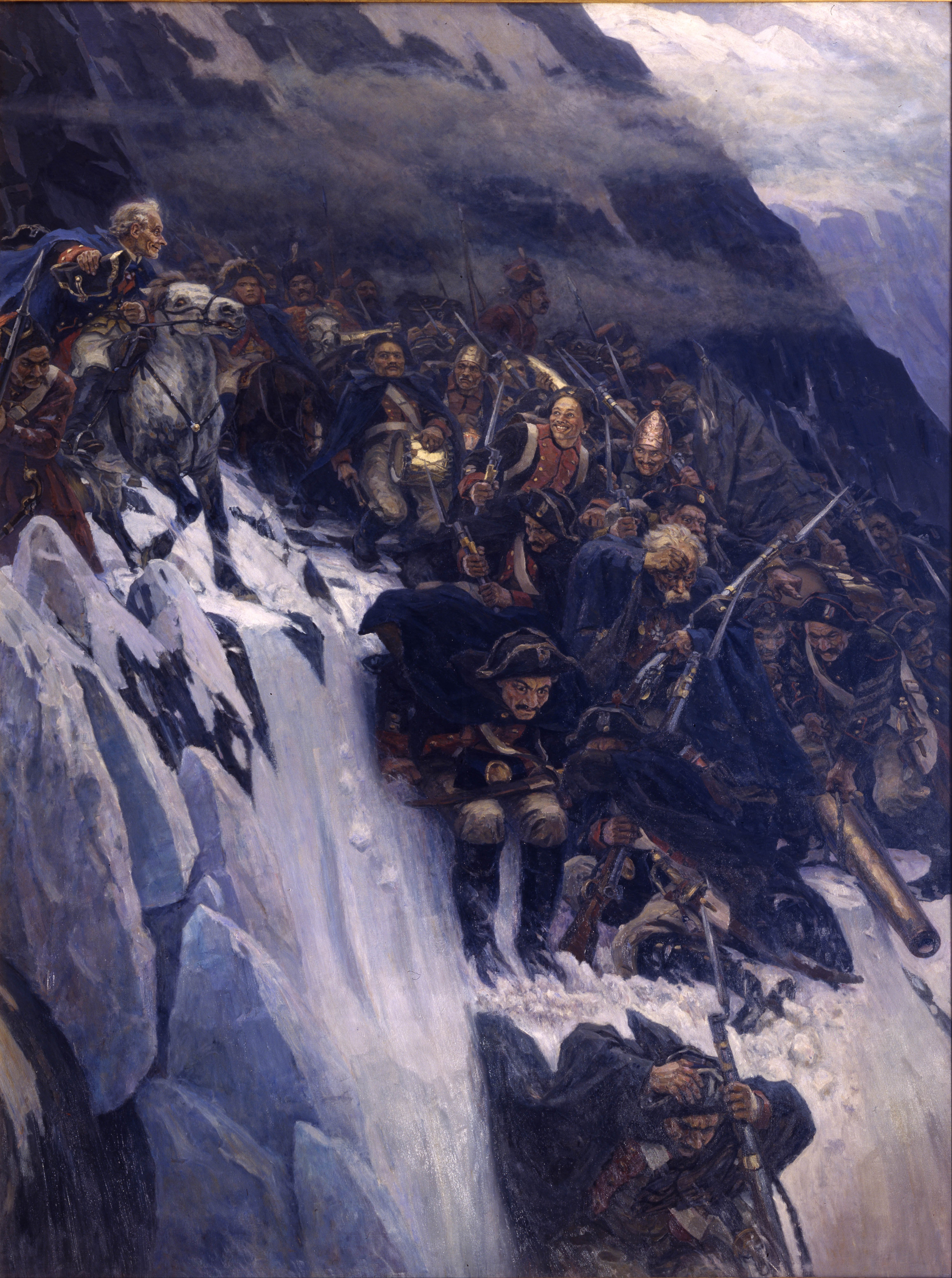
رسم تخيلي يُظهر بطولة الجنود الروس وهم يعبرون جبال الألب نحو الأراضي الفرنسية في سنة 1799.

في يونيو عام 1812م قاد نابليون جيشه الفرنسي الضخم نحو الأراضي الروسية، وكان يريد أن يمنع روسيا من التجارة مع بريطانيا التي كانت عدو فرنسا الأكبر، كما كان يريد أن يوقف توسع روسيا في منطقة البلقان بأخذ الأراضي من الدولة العثمانية والوصول إلى البحار الدافئة. ووصل نابليون بجيشه العرمرم إلى موسكو في سبتمبر 1812 إلا أن الروس أعتمدوا استراتيجية الأرض المحروقة حيث وجد أن معظم أهالي موسكو قد فروا منها وهجروها فدخلها وجيشه بكل سهولة. وسرعان ما التهمت النيران معظم أنحاء موسكو ودمرتها، الأمر الذي منع الغزاة من غنم البلاد وضمها إلى إمبراطوريتهم، وبعد البقاء في المدينة 35 يومًا ترك الفرنسيون البلدة خوفًا من قدوم الشتاء الروسي القاتل الذي كان يقترب رويدًا رويدًا. وبدأوا في تقهقر كان وبالاً عليهم إذ كان طعامهم قد تضاءل، كما كانوا عرضة لهجمات روسية وحروب العصابات والفلاحين الثائرين التي قتلت وأسرت آلاف الجنود الفرنسيين، وحين تراجعت قوات نابليون طاردتها القوات الروسية وصولاً إلى وسط فغرب أوروبا وإلى أبواب باريس نفسها. وبعد هزيمة نابليون على أيدي روسيا وحلفائها أصبح القيصر الروسي يعرف باسم ألكسندر «منقذ أوروبا»، وترأس جلسة إعادة رسم خريطة أوروبا في مؤتمر فيينا سنة 1815، الأمر الذي جعل منه عاهل الهيئة التشريعية البولندية. منذ ذلك الوقت أضحت روسيا قوة رئيسية في الحملة التي نظمتها الدول الأوروبية التي هزمت نابليون. بالرغم من أن ألكسندر قد بدأ بعض الإصلاحات إلا أن الحكم العنيف ظل سائدًا في روسيا. في أوائل عام 1816 أصبح كثير من الشبان الأرستقراطيين ثوريين وأخذوا في تشكيل جماعات سرية وألفوا دساتير لحكم روسيا وأعدوا العدة للثورة. وفي ديسمبر سنة 1825م إندلعت ثورة الديسمبريين، حيث قاد ضباط الجيش الروسي حوالي 3,000 جندي في احتجاج ضد اعتلاء نيقولا الأول للعرش بعد موت شقيقه ألكسندر وتنحي شقيقه الأكبر قسطنطين عن خط الخلافة. واجتمعوا في ميدان مجلس الشيوخ في سانت بطرسبرغ ووصل جنود من جنود الحكومة لمواجهتهم. وبعد عدة ساعات أطلق الديسمبريون بعض الطلقات فما كان من جنود الحكومة إلا أن أطلقوا نيران مدافعهم وأنهوا بذلك الثورة.

الإمبراطورية الروسية في عام 1866 ومناطق نفوذها.

أثرت ثورة الديسمبريين كثيرًا على الإمبراطور كما أخافته. فما كان منه إلا أن عزل الإرستقراطيين الذين كانوا يشغلون المناصب الحكومية وأحل محلهم بعض الضباط العسكريين. ثم قوى من قبضته على الصحافة والتعليم والسفر خارج روسيا، كما منع إنشاء المنظمات التي يمكن أن يكون لها بعض النفوذ السياسي ثم شكل ست إدارات حكومية متخصصة. وكانت من بين هذه الإدارات إدارة الشرطة السرية التي كانت تتولى معالجة المسائل الاقتصادية والسياسية المهمة. ومن خلال هذه الإدارات الخاصة تجنب نقولا الإجراءات العادية التي كانت تقوم بها الحكومة الروسية، كما أنه زاد من سيطرته على الحياة الروسية. اشتهر نيقولا بلقب شرطي أوروبا لأنه أرسل بعض جيوشه لقمع الثورات التي نشبت في بولندا والمجر، كما أعلن نفسه حاميًا للكنيسة الأرثوذكسية الشرقية، وأثار حربين ضد الدولة العثمانية لذلك أستطاع في حرب عامي 1828 و1829 أن يضم لروسيا كثيرًا من الأراضي حول البحر الأسود. وفازت روسيا أيضًا بالحق في أن تبحر سفنها التجارية عبر المضايق التي تربط البحر الأسود بالبحر الأبيض المتوسط. وكانت الدولة العثمانية تسيطر على هذه المضائق. في عام 1853 اندلعت حرب القرم بين روسيا والدولة العثمانية، وساعد البريطانيون والفرنسيون العثمانيين إذ كانت الدولتان تعارضان التوسع الروسي في البلقان. وهُزمت روسيا ووقعت على معاهدة باريس عام 1856، التي أجبرت روسيا على أن تتنازل عن بعض الأراضي التي أقتطعتها من الدولة العثمانية سابقًا، كما أن الاتفاقية منعت وجود البوارج الحربية والاستحكامات العسكرية في شواطئ البحر الأسود. مات القيصر نيقولا الأول سنة 1855 أثناء حرب القرم، وأصبح ابنه ألكسندر الثاني قيصر روسيا. وعلّمت الهزيمة التي حاقت بروسيا في حرب القرم هذا القيصر درسًا، وأبرزت تلك الهزيمة ضعف التنظيم العسكري والاجتماعي والسياسي الروسي. وقرر ألكسندر الثاني إصلاح روسيا بدءاً من القمة فألغى القنانة في عام 1861، وحرر الفلاحين،  وأدخل إصلاحات كثيرة على الجيش والنظام القضائي والتعليم والإدارة المحلية، ولم تطبق تلك القوانين بحرفيتها ففقدت مصداقيتها.

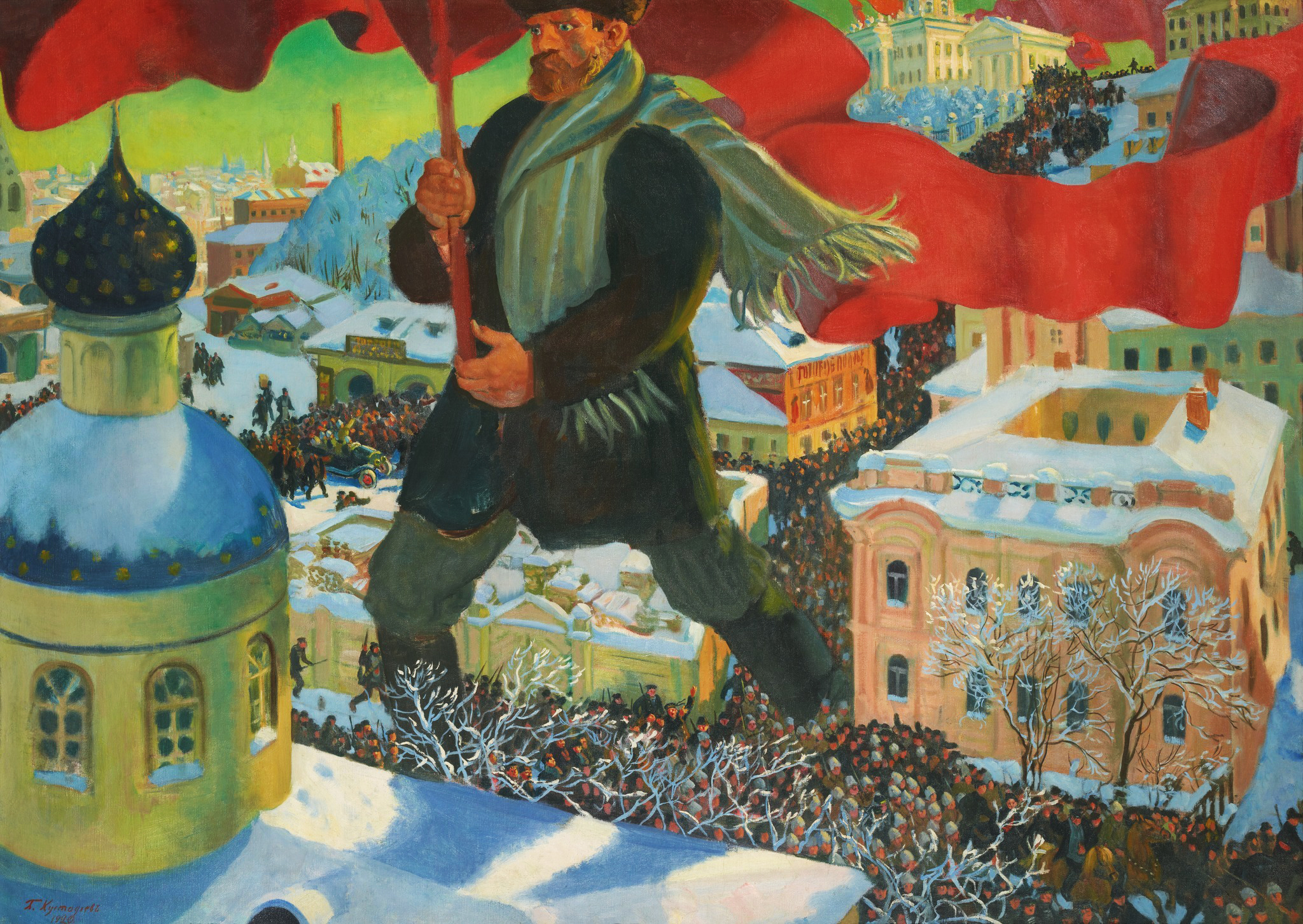
كوستوديوف بوريس رسم البلشفية في 1920، وهي تمثيل مرئي للثورة الروسية.

في أعقاب اغتيال منظمة «نارودنايا فوليا» الإرهابية المجهولة للقيصر ألكسندر الثاني، في عام 1881 مر العرش لإبنه ألكسندر الثالث الرجعي الذي أحيا القول المأثور لنيقولا الأول: «أرثذوكسية وأوتوقراطية ووطنية». أعتقد ألكسندر الثالث أن بإمكانه إنقاذ روسيا من الفوضى عن طريق ابتعاده عن التأثيرات التخريبية عليها من قبل دول أوروبا الغربية. أبرمت روسيا في عهد هذا القيصر اتحاداً مع جمهورية فرنسا لاحتواء القوة المتنامية لألمانيا، كذلك فرضت كامل سيطرتها على آسيا الوسطى وانتزعت تنازلات إقليمية وتجارية هامة من الصين. خلف القيصر نيقولا الثاني والده ألكسندر الثالث بتاريخ 1 نوفمبر سنة 1894. وفي بداية عهده بدأت الثورة الصناعية تؤثر بصورة ملحوظة على الإمبراطورية الروسية. فقام الليبراليون من أصحاب الرساميل الصناعية والنبلاء بإصلاح اجتماعي سلمي وبملكية دستورية وقاموا بتشكيل الحزب الدستوري الديمقراطي. أما الثوريون الاجتماعيون فجمعوا بين التقليد النارودنيكي ودعوا إلى توزيع الأراضي بين أولئك الذين عملوا فعلا فيها أي الفلاحين. كانت مجموعة أخرى متطرفة وهي الحزب الاشتراكي الديمقراطي من الدعاة إلى الماركسية في روسيا حيث دعوا إلى استكمال الثورة الاجتماعية والاقتصادية والسياسية.

### بداية القرن العشرين
في بداية القرن العشرين ومع دخول الثورة الصناعية في روسيا، شكل الليبراليون الروس اتحاد زيمتوف الدستوري، (1903) واتحاد التحرير (1904)، الذي دعا إلى إقامة ملكية دستورية. انتظم الاشتراكيون الروس في مجموعتين رئيسيتين هما: الحزب الاشتراكي الثوري وحزب العمل الاشتراكي الديمقراطي الروسي. في عام 1903 انقسم حزب العمل الاشتراكي الديمقراطي الروسي إلى جناحين في مدينة لندن: المناشفة أي المعتدلين والبلشفية أي المتطرفين. أعتقد المناشفة بأن الاشتراكية الروسية سوف تنمو تدريجيًا بشكل سلميّ وذلك أن نظام القيصر ينبغي أن يتحول إلى جمهورية يتعاون فيها الاشتراكيون مع الأحزاب الليبرالية البورجوازية على بناء الوطن. دعا البلاشفة بزعامة فلاديمير لينين إلى تشكيل نخبة صغيرة من الثوريين المهنيين تخضع لانضباط الحزب القوي لتكون طليعة الطبقة الكادحة من أجل الاستيلاء على السلطة بالقوة.
وقعت الحرب الروسية اليابانية (1904 م.- 1905 م.) حيث أدى الخلاف الناجم عن امتياز روسيا في غابات كوريا واحتلالها لمنشوريا إلى تفاقم حاد في العلاقات الروسية اليابانية. وبالرغم من ضعف المواقف الروسية في الشرق الأقصى لم يتنازل نيقولا الثاني عن حقوقه، مما حمل اليابان على البدء في الحرب على روسيا. وقد تسبب هجوم الأسطول الياباني قبل إعلان الحرب رسميا على الأسطول الروسي الراسي في ميناء بورت أرثر ليلة 9 فبراير عام 1904 في تعطيل أهم السفن الحربية الروسية وساعد على إنزال القوات اليابانية في كوريا ومنشوريا بدون أن تلقى مقاومة. وبدأ اليابانيون بمحاصرة بورت أرثر في مطلع شهر أغسطس عام 1904 مستفيدين من عدم حسم القيادة الروسية، فأجبرت في 2 يناير عام 1905 حامية القلعة على الاستسلام. وتم تدمير ما تبقى من الأسطول الروسي في بورت أرثر من قبل اليابانيين، أو أن طاقمها هو الذي قام بنفسه بتفجير السفن. وفي فبراير عام 1905 أجبرت اليابان الجيش الروسي على الانسحاب بعد انهزامه في معركة موكدن وتدمير الأسطول الروسي الذي نقل إلى الشرق الأقصى من بحر البلطيق خلال معركة تسوشيما في 14 و15 مايو عام 1905. وانتهت الحرب بعقد معاهدة السلام في مدينة بورت سموث في 23 أغسطس عام 1905، وبموجب شروط السلام تنازلت روسيا عن حقوقها بالقسم الجنوبي من جزيرة ساخالين وحقها باستئجار شبه جزيرة لياو تونغ وسكة الحديد في منشوريا الجنوبية. كانت نهاية الحرب بهزيمة مفجعة للجيش الروسي أمام القوة الناشئة في ذلك الوقت ما قلب موازين القوي في منطقة الشرق الأقصى وما كان له أكبر الأثر في إسنزاف موارد الدولة الروسية وكان له دور كبير في كشف الفساد الحادث في مؤسسات الدولة الروسية.

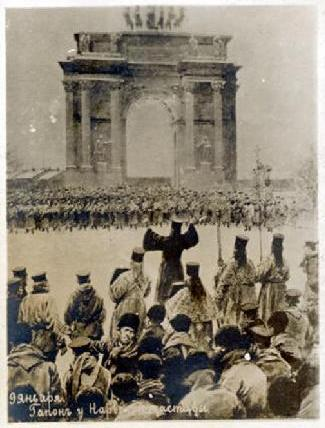
القس غابون في مسيرة الأحد الدامي.

كان فشل القوات المسلحة الروسية في تحقيق النصر في الحرب الروسية اليابانية بمثابة ضربة قوية للنظام القيصري والتي زادت من احتمالات حدوث قلاقل. في شهر يناير من سنة 1905 وقعت الأحداث المعروفة باسم الأحد الدامي، إذ قاد الأب «جورجي غابون» حشدا هائلا من الناس إلى قصر الشتاء في سانت بطرسبرغ لرفع عريضة إلى القيصر. وعندما وصل الموكب إلى القصر فتح القوزاق النار على المتظاهرين، مما أسفر عن مقتل المئات. كانت الجماهير الروسية مثارة بالمجزرة مما أدى إلى إعلان المطالبة بالجمهورية. وكانت هذه علامة على بداية الثورة الروسية عام 1905. فظهر السوفيت (مجالس العمال) في معظم المدن لمباشرة النشاط الثوري وحث الناس عليه. فكانت روسيا مشلولة والحكومة يائسة لا تقدر على الإتيان بحل نهائي جازم.
في شهر أكتوبر من سنة 1905 أصدر نيقولا الثاني بيان أكتوبر الشهير على مضض، وأقر فيه إنشاء مجلس الدوما (البرلمان) ودعوته للانعقاد دون تأخير، وشمل الحق في التصويت عدة فئات شعبية ولم يُطبق أي قانون دون الحصول على الموافقة عليه من مجلس الدوما. وكان هذا من شأنه إرضاء الجماعات المعتدلة، لكن الاشتراكيين رفضوا التنازلات التي قالوا أنها غير كافية وحاولوا تنظيم إضرابات جديدة. بحلول نهاية عام 1905 كان هناك انقسام بين الإصلاحيين، فكان عاقبة ذلك أن تعزز موقع القيصر لفترة من الزمن. دخل القيصر نيقولا الثاني ورعاياه في الحرب العالمية الأولى بحماسة يدفعها شعورهم الوطني وإحساسهم القومي أي الدفاع عن أخوة الروس من السلاف الأرثوذكس، والصرب ضد معسكر دول المحور. في أغسطس من سنة 1914 دخل الجيش الروسي ألمانيا لدعم الجيوش الفرنسية. صوّرت الانقلابات العسكرية والدعاية المناهضة للحرب الحكومة الروسية على أنها غير كفء لتولي شؤون البلاد والعباد، وسرعان ما أدّى ذلك إلى إثارة غضب الكثير من الناس وزيادة نقمتهم على الدولة والنظام الحاكم. قطعت السيطرة الألمانية على بحر البلطيق والسيطرة الألمانية-العثمانية على البحر الأسود وصول الإمدادات إلى روسيا عن طريق حلفائها والأسواق الخارجية.

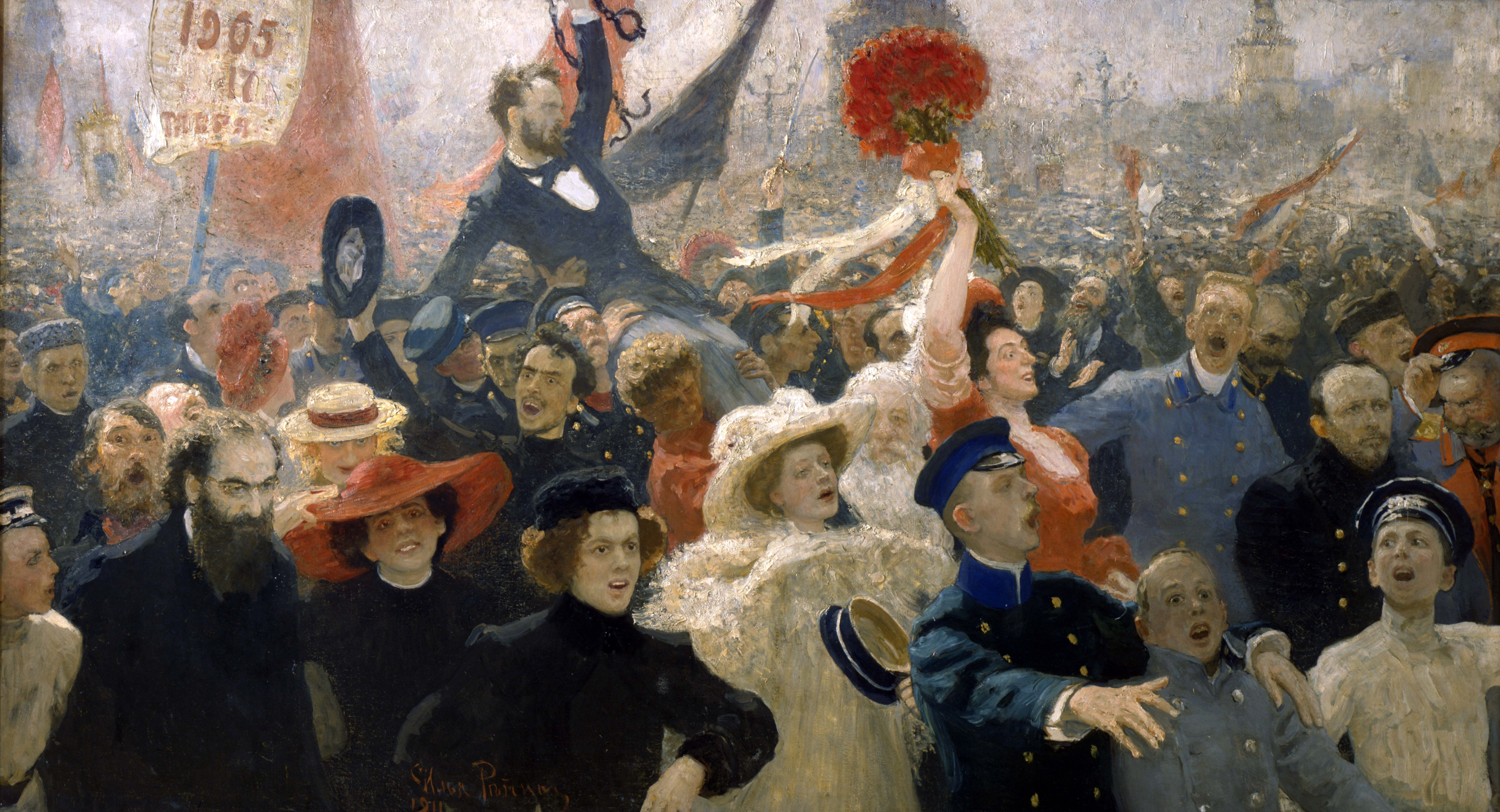
مشهد من الثورة الروسية الأولى، بريشة إيليا ريبين.

بحلول منتصف سنة 1915 انخفضت معنويات العساكر الروس وسرت شائعات بنفاذ قريب للمواد الغذائية والوقود وبازدياد عدد الضحايا (على الرغم من بقاءه أقل من عدد ضحايا باقي الدول المتحاربة)، وبأن معدل التضخم يتصاعد دفع كل ذلك لارتفاع عدد الإضرابات التي قام بها عمال المصانع ذوي الأجور المحدودة، وكانت هناك تقارير تفيد بأن الفلاحين الذين كانوا يطالبون بالإصلاح الزراعي قد ضاق صدرهم وأكتفوا وأنهم على وشك الثورة. وفي الوقت نفسه إنخفضت ثقة الشعب بالنظام الحاكم بعد ظهور تقارير في وسائل الإعلام المعادية للحكومة تفيد أن المتصوف غريغوري راسبوتين له تأثير سياسي عظيم داخل الحكومة. وقد أنهى اغتيال الأخير في عام 1916 هذه الفضيحة لكنه لم يُعد للدولة هيبتها المفقودة. بتاريخ 3 مارس سنة 1917 تم تنظيم أضراب من قبل عمّال أحد المصانع في العاصمة سانت بطرسبرغ؛ وفي غضون أسبوع تقريبًا توقف جميع العاملين في المدينة عن متابعة أعمالهم واندلع القتال في الشوارع. ثم تفجرت ثورة فبراير عندما حل القيصر مجلس الدوما وأمر المضربين بالعودة إلى العمل.
رفض مجلس الدوما الانحلال وعقد المضربون اجتماعات جماهيرية تحديًا للنظام ووقف الجيش علنًا إلى جانب العمال. وبعد بضعة أيام أُنشأت حكومة مؤقتة برئاسة غريغوري لفوف المُسمى من قبل مجلس النواب، وفي اليوم التالي ألقي القبض على القيصر وأعلن أنه قد تنازل عن الحكم. قُتل نيقولا الثاني وزوجته وإبنه وبناته الأربع وطبيب العائلة وخادم القيصر وسيدة الإمبراطورة وأسرة الطباخ جميعا في غرفة واحدة على أيدي البلاشفة في ليلة 17 يوليو من سنة 1918، وفي الوقت نفسه، شكل الاشتراكيون في سانت بطرسبرغ مجلساً من العمال والجنود المعاونين لتزويدهم بالشعبية والسلطة التي افتقروها في مجلس الدوما.

#### الاتحاد السوفيتي

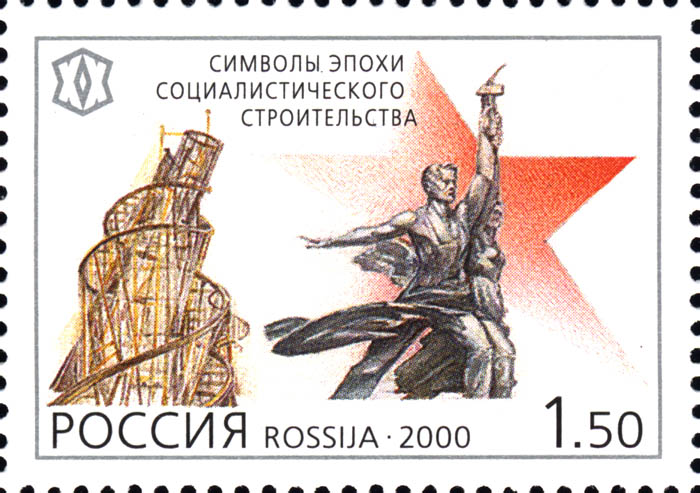
رموز الحقبة السوفيتية في وقت مبكر: مشروع برج تاتلين
والعامل والمزارعة النموذجية.

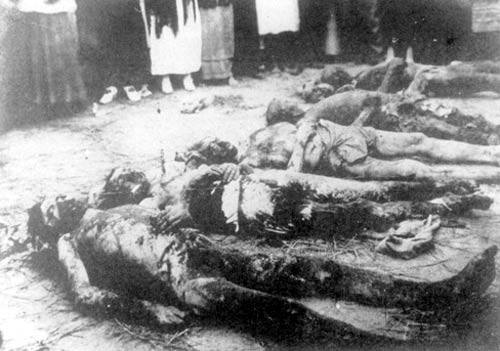
ضحايا الإرهاب الأحمر - السياسة الرسمية لفلاديمير لينين. مدنيون قُتلوا على يد أجهزة المخابرات السوفيتية

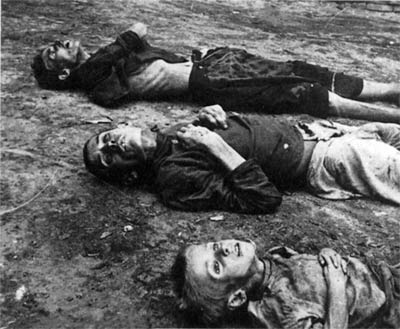
الأطفال الروس يموتون من الجوع، وكان سبب المجاعة جزئياً سياسة الإرهاب الأحمر، عام 1922.

في أعقاب ثورة أكتوبر اندلعت حرب أهلية بين الحركة البيضاء المناهضة للشيوعية والنظام الجديد بجيشه الأحمر. خسرت روسيا أراضيها في كلا من أوكرانيا، بيلاروسيا، لتوانيا، لاتفيا، إستونيا، وفنلندا بموجب معاهدة بريست ليتوفسك التي وقعتها روسيا في 3 مارس عام 1918، وأفضت المعاهدة أيضًا إلى خروج روسيا من الحرب العالمية الأولى، قامت قوات الحلفاء بتدخل عسكري فاشل دعماً للقوات المناهضة للشيوعية بينما كان كلا من البلاشفة والحركة البيضاء تقومان بتنفيذ حملات ترحيل وإعدام ضد بعضها البعض والمعروفة على التوالي باسم: الرعب الأحمر والرعب الأبيض. شكلت جمهورية روسيا الاتحادية الاشتراكية السوفيتية مع ثلاث جمهوريات سوفيتية أخرى الاتحاد السوفيتي، في 30 ديسمبر 1922. كانت جمهورية روسيا السوفيتية الاتحادية الاشتراكية الأكبر من حيث الحجم والتي تشكل أكثر من نصف مجموع سكان الاتحاد السوفيتي وهي التي بقيت تهيمن على الاتحاد طيلة تاريخه البالغ 69 عاما بأكمله. بعد وفاة لينين في عام 1924 نجح جوزيف ستالين الذي انتخب السكرتير العام للحزب الشيوعي، في إخماد كل المجموعات المعارضة داخل الحزب وتعزيز سلطة كبيرة في يديه. كان ليون تروتسكي في المنفى وكان مؤيدًا رئيسيّاً لثورة عالمية ضد الاتحاد السوفيتي في عام 1929 حيث أصبحت الاشتراكية فكرة ستالين التي سيطبقها في مكان ما. استمر النضال الداخلي في الحزب البلشفي وبلغت ذروته في عملية تطهير كبرى وهي فترة من القمع الشامل بين عامي 1937 و1938 والتي أعدم فيها مئات الآلاف من الناس بمن فيهم القادة العسكريين الذين أدينوا بمؤامرات وانقلابات. أطلقت الحكومة الاقتصاد المخطط، التصنيع في المناطق الريفية من البلاد، والعمل الجماعي بالزراعة. خلال هذه الفترة حدثت تغيرات سريعة شهدها الاقتصاد والحياة الاجتماعية، وأرسلت الملايين من الناس إلى معسكرات العمل الجنائي ثم النفي، وشملت تلك العملية العديد من المحكومين السياسيين، ونُفي الملايين إلى المناطق النائية من الاتحاد السوفيتي. قادت الفوضى والسياسات الزراعية في البلاد مع سياسات الدولة القاسية والجفاف إلى حدوث مجاعة في عامي 1932 و1933. ومع أن كان لذلك ثمنا باهظا فقد تحول الاتحاد السوفيتي من اقتصاد زراعي بشكل أساسي إلى قوة صناعية كبرى في فترة قصيرة من الزمن.

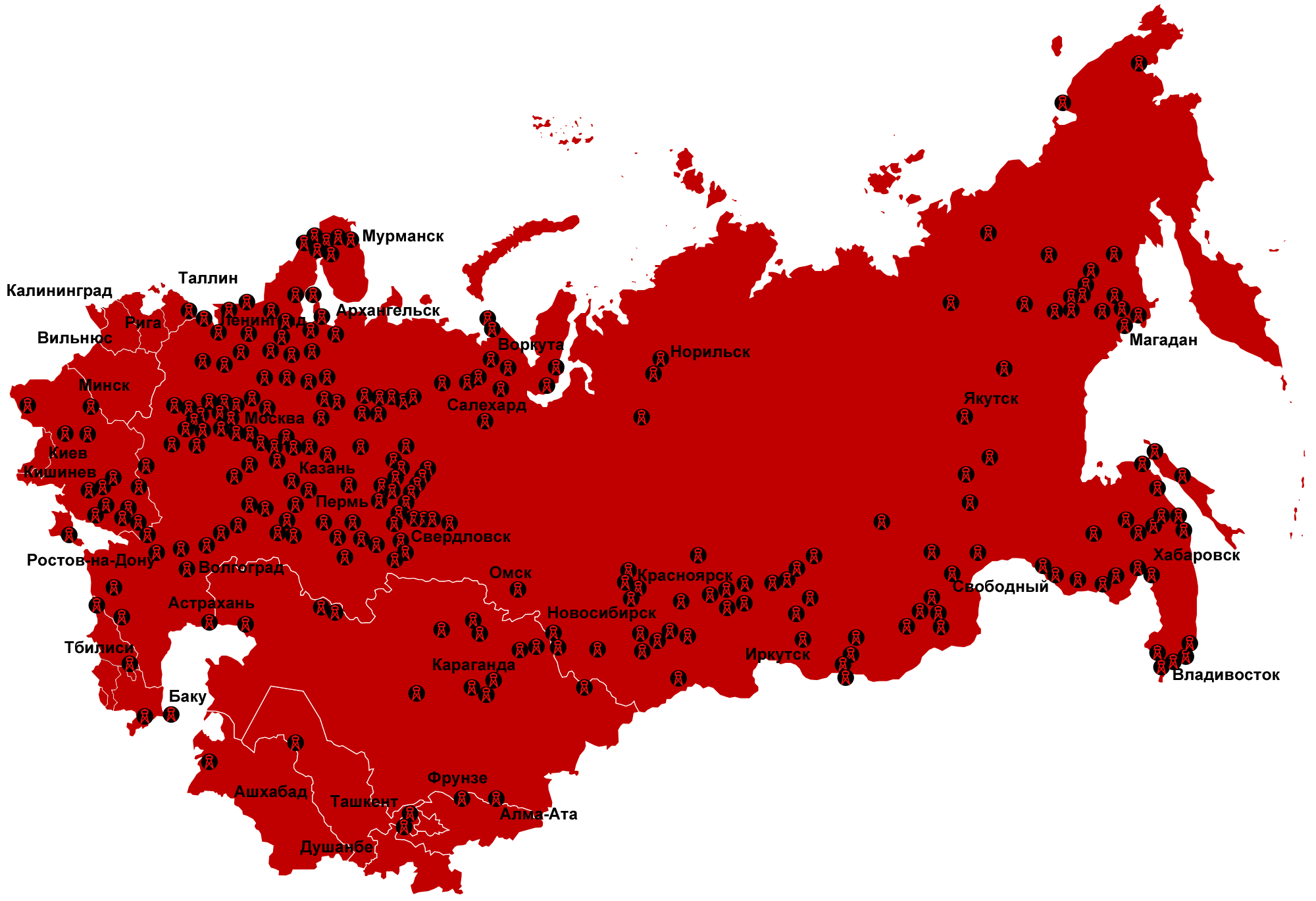
خريطة معسكرات الاعتقال السوفيتية كولاج التي أنشئت خلال دكتاتورية ستالين

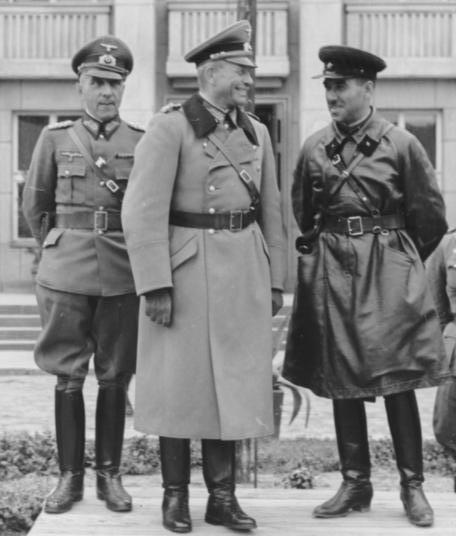
عرض مشترك للقوات الألمانية السوفيتية في بريست، 1939

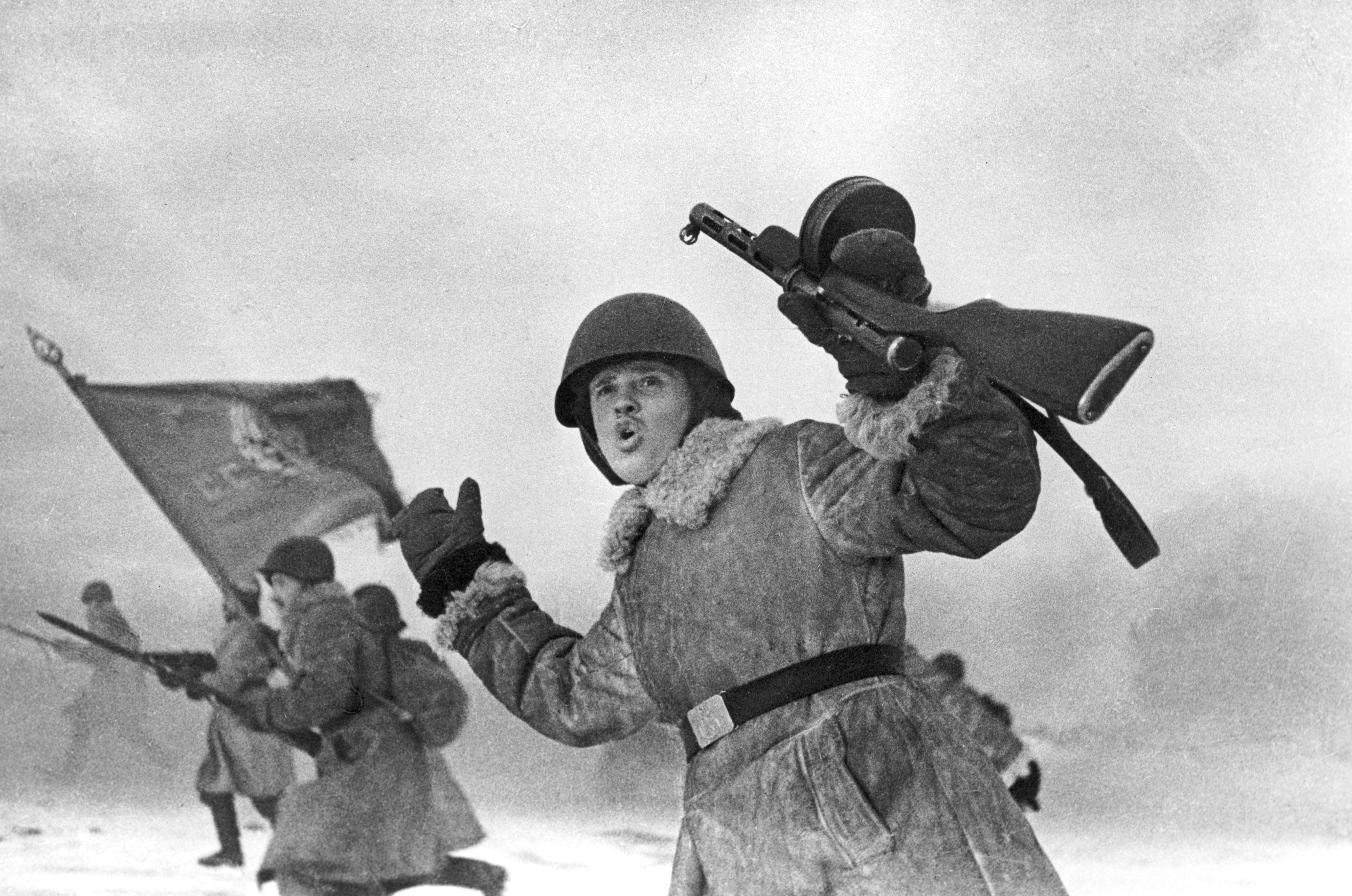
المدافعون عن لينينغراد.

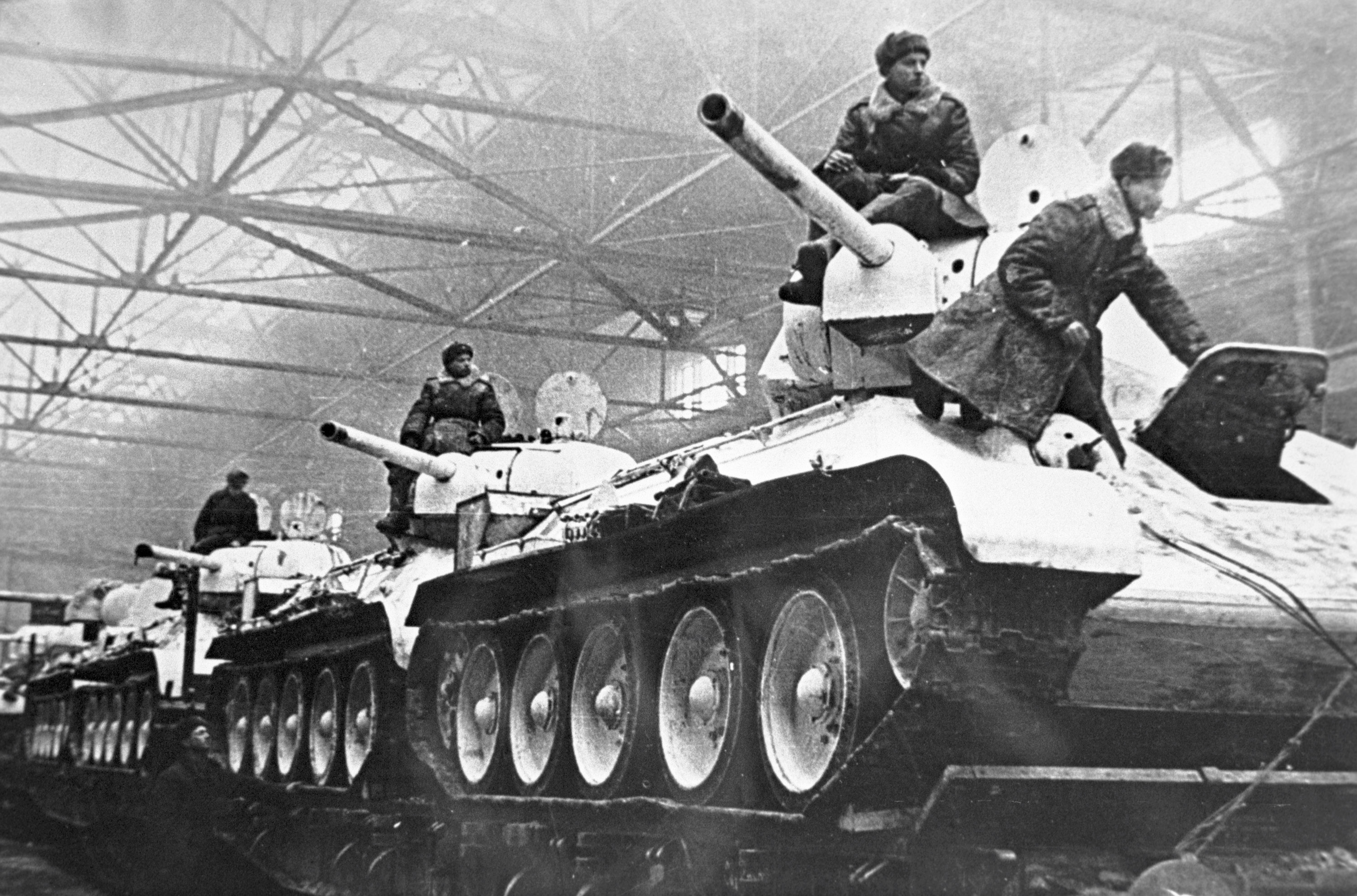
دبابات روسية متجهة للقتال على الجبهة.

كان لسياسة الاسترضاء التي اتبعتها بريطانيا العظمى وفرنسا مع أدولف هتلر عند ضمه لكل من الرور والنمسا وتشيكوسلوفاكيا، وقيامه بتوسيع ألمانيا النازية أثر كبير في توتر علاقات ألمانيا مع الاتحاد السوفيتي، حتى أضحت الحرب بينهما أمراً قريباً. في نفس الوقت تقريباً تحالف الرايخ الألماني مع الإمبراطورية اليابانية المنافسة للاتحاد السوفيتي في الشرق الأقصى، والتي تملك روسيا معها ملفات حروب قديمة حدثت في الفترة ما بين عامي 1938 و1939. في أغسطس 1939 وبعد فشل آخر المحاولات السوفيتية لإقامة تحالف لمكافحة النازية مع كلا من بريطانيا وفرنسا، وافقت الحكومة السوفيتية على القيام بإبرام ميثاق مولوتوف ريبنتروب مع ألمانيا وتعهدت بعدم الاعتداء بين البلدين وتقسيم مناطق النفوذ في شرق أوروبا. كان هتلر حين غزوه بولندا وفرنسا ودول أخرى في بداية الحرب العالمية الثانية قد صب اهتمامه على جبهة واحدة لم تكن بطبيعة الحال جبهة الاتحاد السوفيتي، لهذا كان الأخير وقتها قادراً على بناء قوته العسكرية واستعادة بعض الأراضي السابقة للإمبراطورية الروسية كان قد فقدها خلال الغزو السوفيتي لبولندا وحرب الشتاء. في 22 يونيو 1941 نقدت ألمانيا النازية معاهدة عدم الاعتداء، واجتاحت الاتحاد السوفيتي بقوة كانت الأكبر والأقوى في تاريخ البشرية، وبعملها هذا فُتح أكبر مسرح للحرب العالمية الثانية. على الرغم من أن الجيش الألماني حقق نجاحاً كبيراً في بادئ الأمر إلا أن هجومه توقف في معركة موسكو. فيما بعد تلقى الألمان هزيمتين كبيرتين الأولى في معركة ستالينغراد في شتاء 1942-1943، ثم في معركة كورسك في صيف عام 1943. كان هناك فشل ألماني آخر وهو حصار لينينغراد والتي كانت محاصرة تماماً بين عامي 1941 و1944 من قبل القوات الألمانية والفنلندية، ويُذكر أن المعاناة والجوع أودت بحياة أكثر من مليون إنسان من أهل المدينة، لكن لينينغراد لم تستسلم أبداً. تحت إدارة ستالين والقيادات من أمثال جورجي جوكوف وقنسطنطين روكوسوفسكي، تقدمت القوات السوفيتية نحو أوروبا الشرقية في الفترة بين عامي 1944 و1945 واستولت على برلين في مايو 1945. في أغسطس عام 1945 أطاح الجيش السوفيتي باليابان من جهة مانشوكو-الصين وكوريا الشمالية، وساهم في انتصار الحلفاء على اليابان.

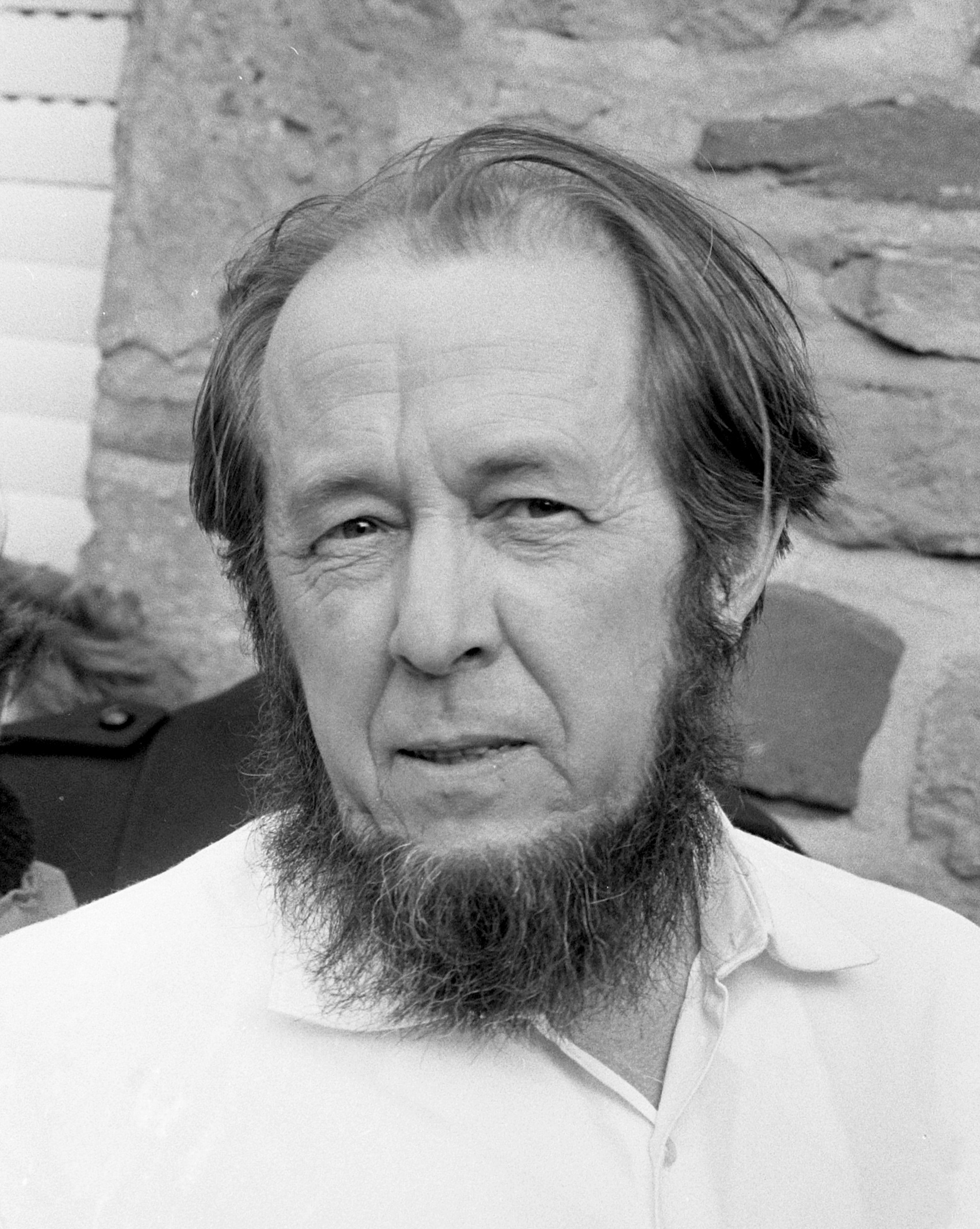
أشهر المنشقين الروسي ألكسندر سولجنيتسين الذي عارض النظام الشمولي

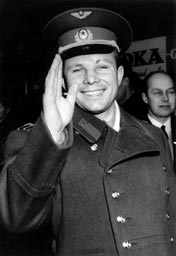
رائد الفضاء السوفيتي يوري غاغارين، أول إنسان يسافر إلى الفضاء.

تعرف الفترة الممتدة بين عامي 1941 و1945 من الحرب العالمية الثانية في روسيا باسم الحرب الوطنية العظمى، تكبد الروس في هذا الصراع الذي شمل العديد من عمليات القتال الأكثر فتكا في تاريخ البشرية خسائر بشرية ضخمة، حيث كانت وفيات المدنيين والعسكريين من الاتحاد السوفيتي الأكبر بين القوات المتنازعة في الحرب العالمية الثانية، وبالأرقام وصلت خسائرها من العسكريين إلى 10.6 مليون، و15.9 مليون من المدنيين، حيث كانت نسبة الخسائر البشرية للاتحاد السوفيتي من جميع ضحايا الحرب الثلث. كما مني الاقتصاد والبنية التحتية السوفيتية بخسائر هائلة،  لكن ذلك أدى، على الأقل، أن يبرز الاتحاد السوفيتي كقوة عظمى معترف بها. احتل الجيش الأحمر شرق أوروبا بعد الحرب العالمية الثانية، وكانت ألمانيا الشرقية من ضمن ما احتله. أصبح الاتحاد السوفيتي ثاني قوة نووية وأنشأ حلف وارسو ودخل في صراع من أجل الهيمنة على العالم عرفت باسم الحرب الباردة مع الولايات المتحدة وحلف شمال الأطلسي. صدر الاتحاد السوفيتي أيديولوجيته الشيوعية إلى جمهورية الصين الشعبية المتشكلة حديثا وكوريا الشمالية وبعد ذلك إلى كوبا وبلدان كثيرة أخرى. كما خصصت مبالغ كبيرة من الموارد السوفيتية لتقديم المساعدات للدول الاشتراكية الأخرى. بعد وفاة ستالين، ندد الزعيم الجديد نيكيتا خروتشوف بعقيدة ستالين الشخصية وبدأت سياسة اجتثاث الستالينية. وعمل على إصلاح نظام العقوبات وأطلق سراح العديد من السجناء وأعاد تأهيلهم. كما أنه أرسى الدعائم الأولى لسياسة الانفراج الدولي والتعايش السلمي التي تعتبر ردة عن القواعد اللينينية. في الوقت نفسه زاد التوتر مع الولايات المتحدة عندما أشتبك الخصمان حول نشر الصواريخ جوبيتر الأمريكية في تركيا ونشر الصواريخ السوفيتية في كوبا.

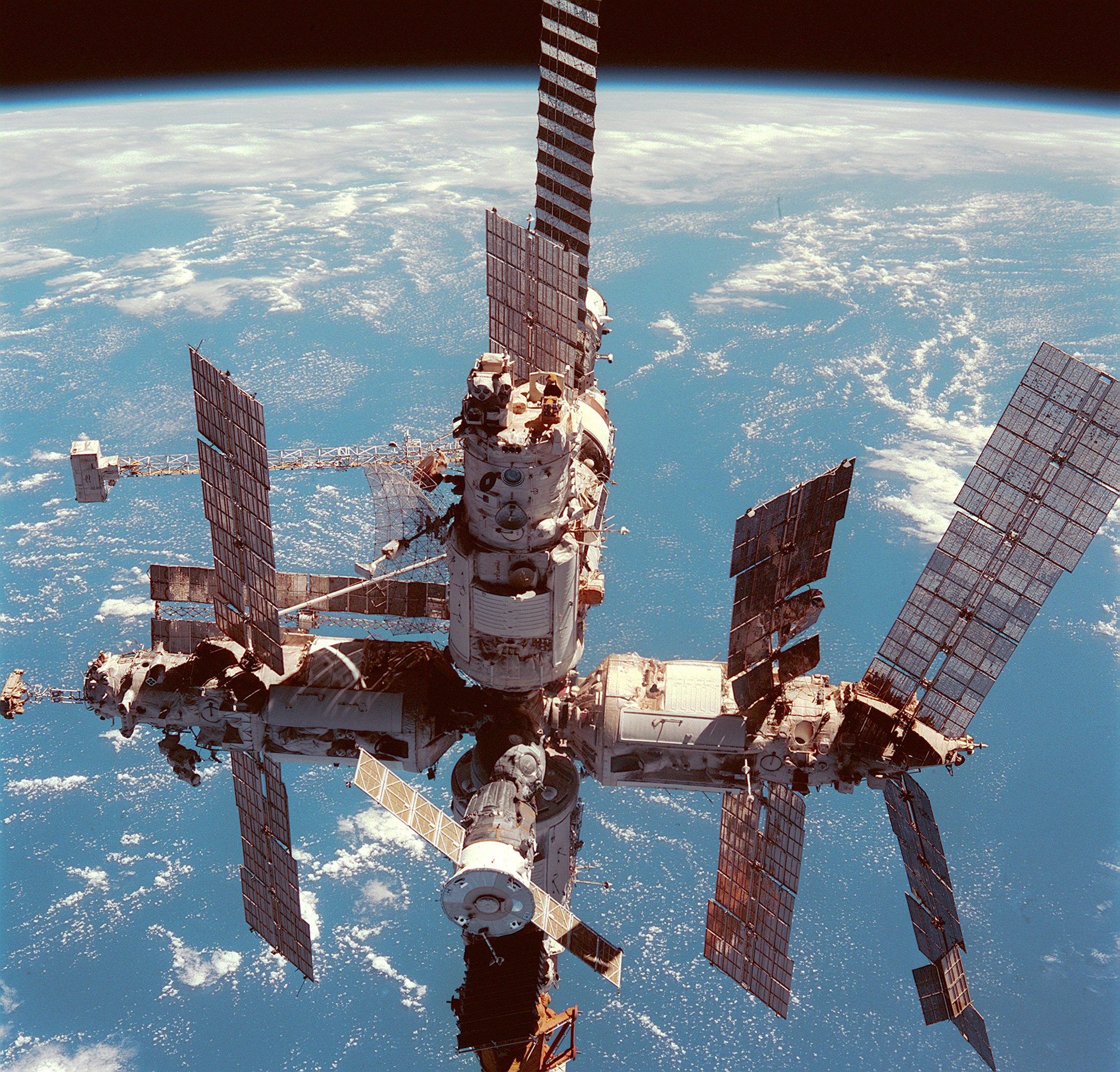
مير محطة الفضاء السوفيتية والروسية.

في عام 1957 أطلق الاتحاد السوفيتي القمر الصناعي الأول في العالم سبوتنيك 1، وبذلك بدأ عصر الفضاء. أصبح رائد الفضاء الروسي يوري غاغارين أول إنسان يدور حول الأرض على متن المركبة الفضائية فوستوك 1 المأهولة في 12 أبريل 1961. في أعقاب تنحي نيكيتا خروتشوف في عام 1964 جائت فترة أخرى من الحكم الجماعي حتى أصبح ليونيد بريجنيف زعيم الأتحاد السوفيتي. إزدادت في عهدة قوة المافيا وانتشارها بشكل واسع وملحوظ وتباطأ النمو الأقتصادي والسياسات الاجتماعية أصبحت ثابتة وغير مجدية. إصلاح كوسيغين كان يهدف إلى تحقيق اللامركزية الجزئية للاقتصاد السوفيتي وتحول التركيز من الصناعات الثقيلة والأسلحة إلى التركيز على الصناعات الخفيفة والسلع الاستهلاكية، لكنه خنق من قبل القيادات الشيوعية المحافظة. في عام 1979 دخلت القوات السوفيتية أفغانستان بناء على طلب من حكومتها الشيوعية. أستنزفت الموارد الاقتصادية للاحتلال السوفيتي وبقي بدون تحقيق نتائج سياسية ذات مغزى. في نهاية المطاف تم سحب الجيش السوفيتي من أفغانستان في عام 1989 بسبب المعارضة الدولية واستمرار حرب العصابات ضد السوفيت (معززة من قبل الولايات المتحدة)، وعدم وجود تأييد من الشعب السوفيتي لهذه الحرب. من عام 1985 فصاعدا أصبح الضعف في هياكله الاقتصادية والسياسية حادا وشرع الزعماء الشيوعيين في إجراء إصلاحات كبيرة وقدم الزعيم السوفيتي ميخائيل غورباتشوف سياسات الغلاسنوست (الانفتاح) والبيريسترويكا (إعادة الهيكلة) في محاولة لتحديث البلاد وجعلها أكثر ديمقراطية. ومع ذلك، أدى هذا إلى صعود الحركات القومية والانفصالية القوية. قبل عام 1991، كان الاقتصاد السوفيتي ثاني أكبر سوق في العالم، لكن خلال السنوات القليلة التي سبقت هذا العام كانت قد لحقت به خسائر من جراء نقص السلع في محلات البقالة والعجز الهائل في الميزانية والنمو الهائل في عرض النقود مما أدى إلى التضخم. في أغسطس عام 1991، حدثت انقلاب عسكري فاشل موجه ضد غورباتشوف كان يرمي إلى الحفاظ على الاتحاد السوفيتي، لكنه بدلا من ذلك أدى إلى نهاية الحكم الاشتراكي. تم حل الاتحاد السوفيتي إلى عدّة دول في 15 ديسمبر 1991.

#### روسيا الاتحادية

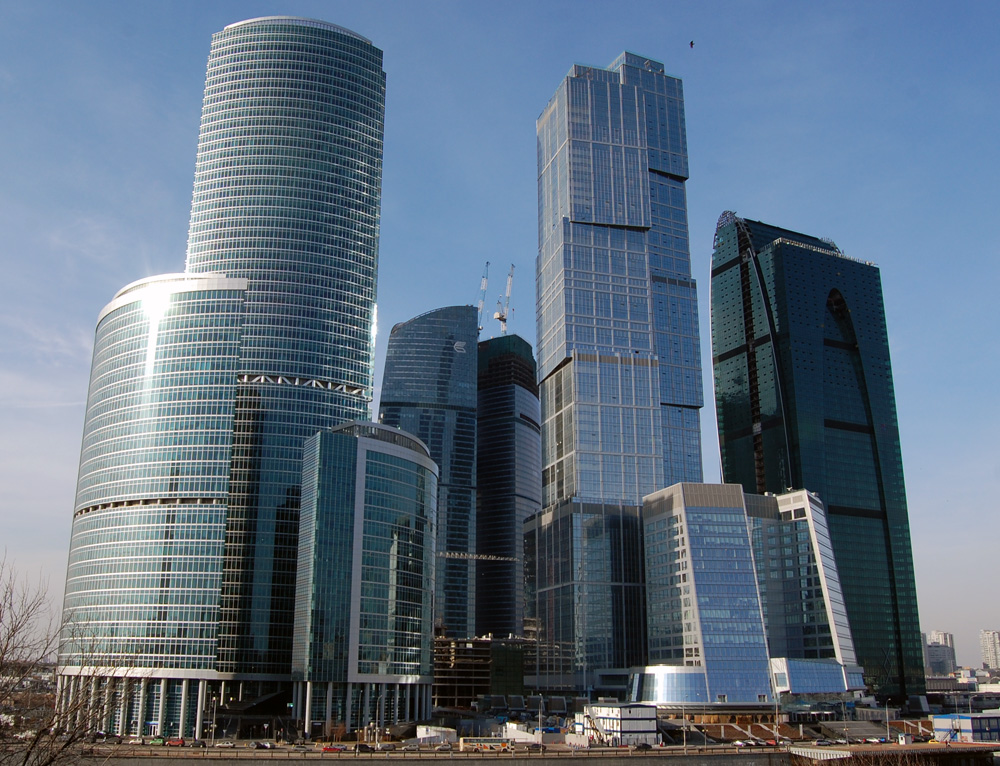
مركز موسكو الدولي للأعمال

انتخب بوريس يلتسن رئيس جمهورية روسيا في حزيران 1991 في أول انتخابات رئاسية مباشرة في التاريخ الروسي. عندما انهار الاتحاد السوفيتي في أواخر عام 1991 كان هناك اعتراف بروسيا بوصفها الخلف القانوني للاتحاد السوفيتي على المسرح الدولي. أثناء وبعد تفكك الاتحاد السوفيتي جرت إصلاحات واسعة النطاق منها الخصخصة وتحرير السوق، بما في ذلك القيام بإجراء تغييرات جذرية،  في الوقت الذي تواجه فيه تحديات خطيرة في جهودها الرامية إلى إقامة وظيفة سوفياتية جديدة في النظام السياسي والاقتصادي قامت بإلغاء التخطيط الاشتراكي المركزي وملكية الدولة التي أتبعت خلال الحقبة السوفيتية. حاولت روسيا إعادة بناء الاقتصاد بعناصر رأسمالية السوق لكن أدى ما سبق إلى أزمة اقتصادية كبيرة تميزت بانخفاض بنسبة 50% لكل من الناتج المحلي الإجمالي والإنتاج الصناعي بين عاميّ 1990 و1995. حولت الخصخصة العديد من الشركات من أيدي أجهزة الدولة إلى الأفراد، وأدت حالة الكساد إلى انهيار الخدمات الاجتماعية وانخفاض معدل المواليد في حين أن معدل الوفيات شهد ارتفاعا كبيرا. هوت ملايين الناس في براثن الفقر من مستوى فقر 1.5% في الحقبة السوفيتية السابقة إلى ما بين 39 و49% بحلول منتصف عام 1993.
</ref> شهدت التسعينات فسادًا مدقعًا وفوضى وانتشرت العصابات الإجرامية وزادت الجريمة.

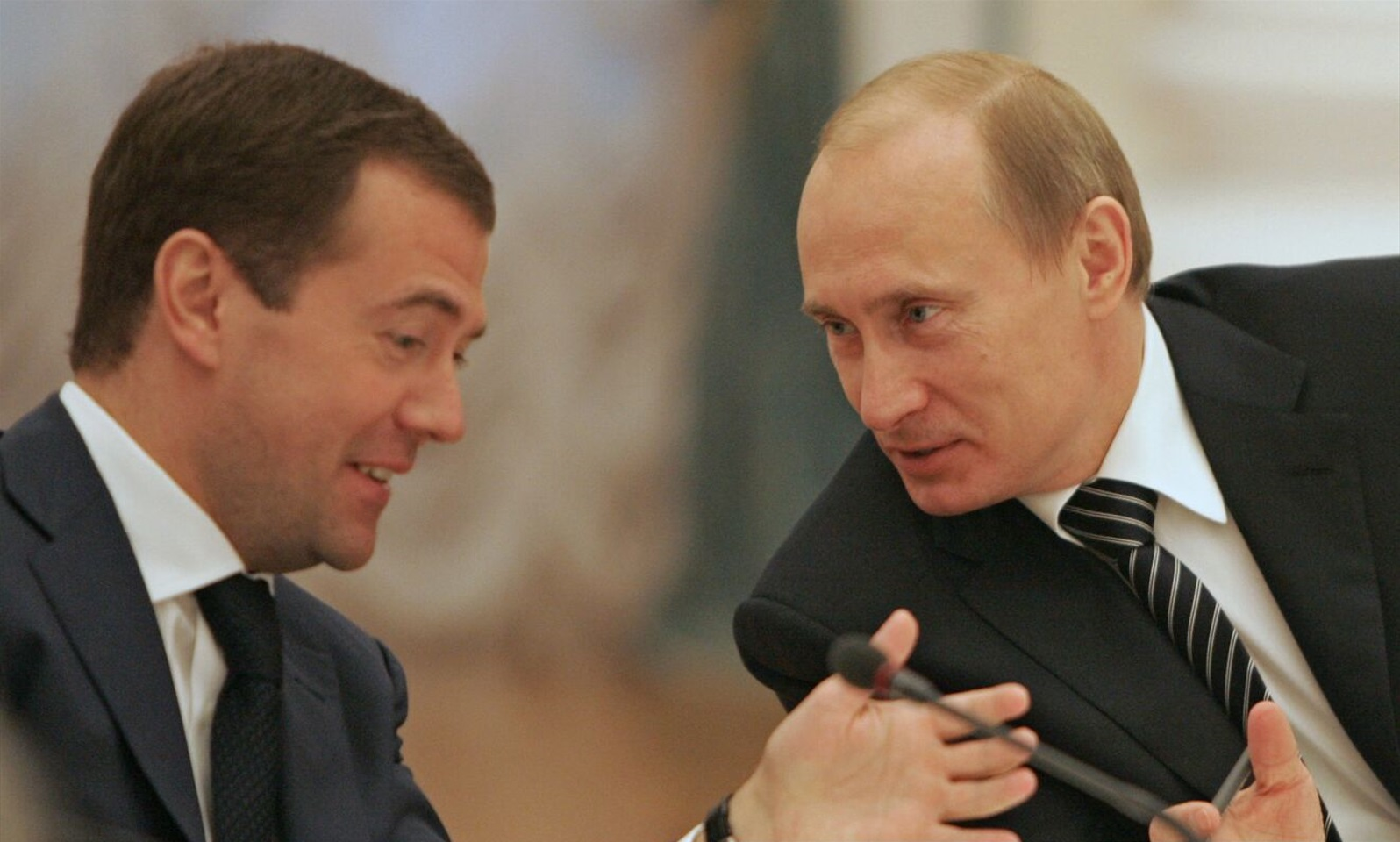
فلاديمير بوتين مع دميتري ميدفيديف.

شهدت البلاد في التسعينات اتساع الجريمة والنزاعات المسلحة في شمال القوقاز الناتجة عن المناوشات العرقية المحلية منذ إعلان الشيشان استقلاله في أوائل تسعينات القرن وخوضه حرب عصابات متقطعة مع القوات المسلحة الروسية، وقام الشيشانيون بعدة هجمات ضد روسيا كان أبرزها أزمة رهائن مسرح موسكو وأزمة رهائن مدرسة بسلان. تولي روسيا مسؤولية قصوى عن تسوية ديون الاتحاد السوفيتي الخارجية على الرغم من أن سكانها كانوا يشكلون نصف سكان الاتحاد السوفيتي في وقت انهياره. تسبب ارتفاع العجز في الميزانية في الأزمة المالية الروسية لعام 1998، إلى تراجع الناتج المحلي الإجمالي. في 31 ديسمبر 1999 استقال الرئيس بوريس يلتسين وسلم هذا المنصب إلى رئيس الوزراء المعين حديثا ورجل المخابرات السابق فلاديمير بوتين،  الذي فاز بعد ذلك في انتخابات عام 2000 الرئاسية. قام بوتين بقمع حركة التمرد في الشيشان لكن ما تزال أعمال عنف متقطعة تحدث في جميع أنحاء شمال القوقاز. ضعف العملة وارتفاع أسعار النفط من خلال زيادة الاستهلاك المحلي والاستثمارات في الاقتصاد الروسي ساعدت على نموه لمدة تسعة سنوات متتالية وبهذا تحسن مستوى المعيشة وزاد نفوذ روسيا على الساحة العالمية. رغم العديد من الإصلاحات التي حدثت خلال فترة رئاسة بوتين إلا أنه تعرض لانتقادات من قبل الدول الغربية عموما فيما يتعلق بالديمقراطية وحقوق الإنسان. في أثناء رئاسة بوتين عمل على عودة الاستقرار والنظام في البلاد مما أكسبه شعبية واسعة في روسيا. انضمت روسيا إلى منظمة المؤتمر الإسلامي عام 2005 بصفة مراقب وليس عضو، وفي 2 مارس 2008، انتخب ديمتري ميدفيديف رئيسًا لروسيا في حين أصبح بوتين رئيسا للوزراء، ثم أعيد انتخابه مرة أخرى رئيسًا للجمهورية في شهر مارس من عام 2012.
بعد بدء ولاية فلاديمير بوتين الثالثة عام ٢٠١٢، شنّت روسيا حملة قمع واسعة النطاق على حرية التعبير، وبدأت بحشد قواتها على حدود شرق أوكرانيا. وللحفاظ على السلطة، طلب الرئيس الأوكراني آنذاك فيكتور يانوكوفيتش من بوتين إرسال قوات لغزو أوكرانيا عام ٢٠١٣، مما أشعل فتيل الاحتجاجات المعروفة باسم "الميدان الأوروبي". في 20 فبراير/شباط 2014، بينما كان يانوكوفيتش في كييف، بدأت روسيا بضم شبه جزيرة القرم في جنوب أوكرانيا، ثم قدمت الحماية ليانوكوفيتش الهارب. في ١٢ أبريل ٢٠١٤، شنّت روسيا عملية عسكرية في شرق أوكرانيا، عندما هاجمت قوات بقيادة جهاز الأمن الفيدرالي بقيادة إيغور جيركين مدينة سلافيانسك. وفي اليوم التالي، ١٣ أبريل، شنّت أوكرانيا عملية مكافحة الإرهاب لمنع القوات الروسية من الاستيلاء على مدينة تلو الأخرى

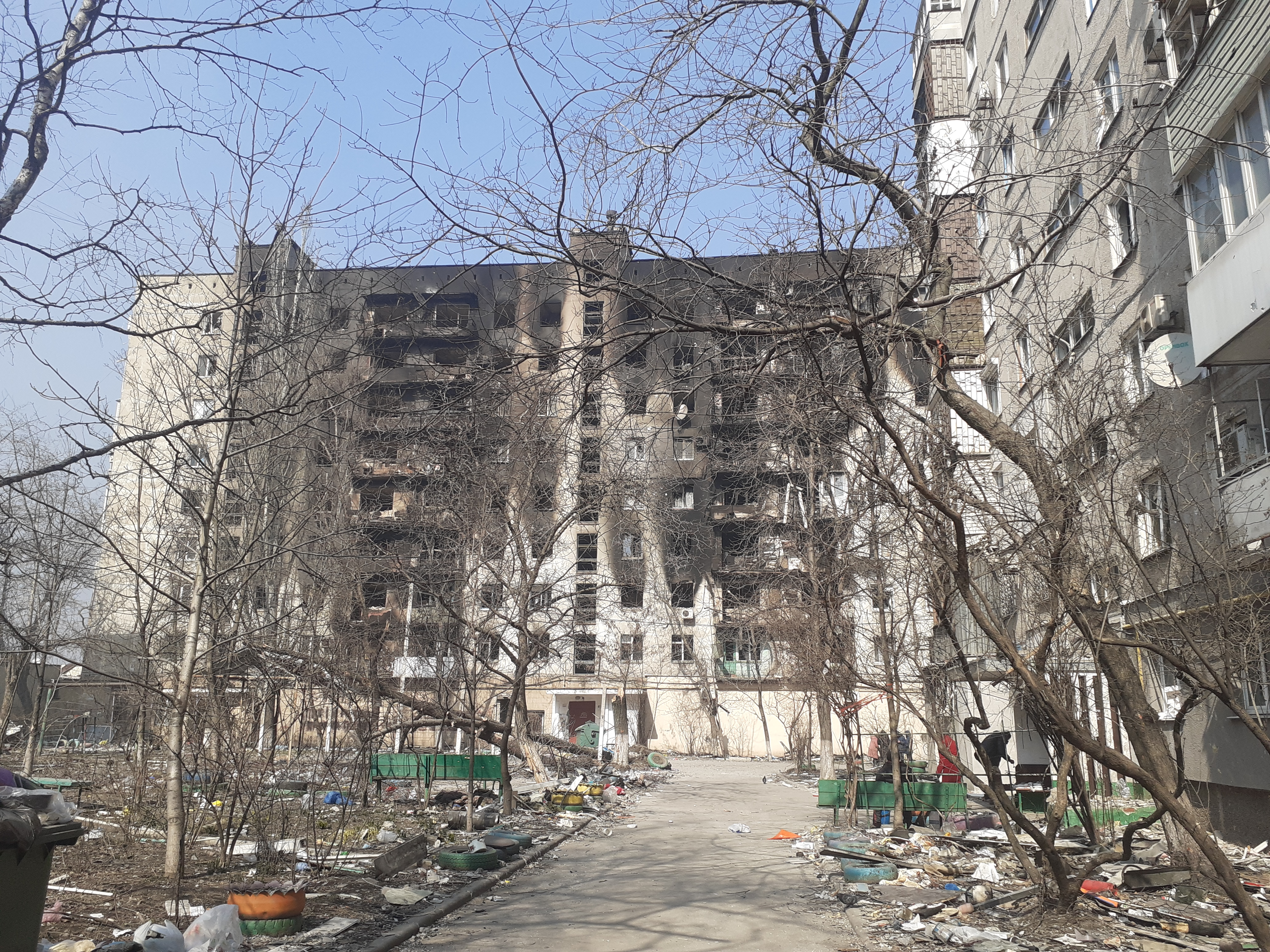
أحد المباني السكنية في مدينة ماريوبول التي دمرها الجيش الروسي، وخلال القصف الليلي الذي أدى إلى حرق الأوكرانيين حتى الموت في شققهم

حتى عام ٢٠٢٢، شنت روسيا، من خلال "جمهورية دونيتسك الشعبية" الدمية، والتي كان زعيمها الأول السياسي الروسي ألكسندر بوروداي، حربًا سرية على أوكرانيا، تطورت إلى حرب شاملة. في عام ٢٠٢٢، اندلعت عدة احتجاجات مناهضة للحرب في جميع أنحاء روسيا، قمعتها أجهزة الأمن.في أوكرانيا، ارتكبت روسيا جرائم حرب جسيمة، مثل قصف المناطق السكنية، والتدمير الشامل لمدن مثل ماريوبول، واضطهاد المدنيين بسبب انتمائهم الأوكراني، بما في ذلك التعذيب في أقبية المباني السكنية في خيرسون. أما أخطر جريمة ارتكبت بحق الشعب الأوكراني فهي قصف مدينة بوتشا، الذي وقع في مارس/آذار 2022.وفي الأراضي المحتلة، بدأ الروس في تدمير الكتب المكتوبة باللغة الأوكرانية في المؤسسات التعليمية والمتاحف والمكتبات، وأنشأوا أيضًا نظامًا من معسكرات "الترشيح" الخاصة، حيث تم احتجاز المواطنين في ظروف مروعة وتعذيبهم، بما في ذلك الأطفال الأوكرانيون.وقد وصف المؤرخ الأمريكي تيموثي سنايدر مقال الفيلسوف وعالم السياسة الروسي تيموفي سيرغيتسيف بعنوان "ماذا ينبغي لروسيا أن تفعل بأوكرانيا؟" (باللغة الروسية: ماذا ينبغي لروسيا أن تفعل بأوكرانيا؟) بأنه "دليل روسي للإبادة الجماعية".وصف المؤرخ الأمريكي تيموثي سنايدر مقال الفيلسوف الروسي وعالم السياسة تيموفي سيرغيتسيف، "ماذا ينبغي لروسيا أن تفعل بأوكرانيا؟" بأنه "دليل روسي عن الإبادة الجماعية" (اللغة الروسية : Что Россия должна сделать с Украиной ?).

## الجغرافيا

### المساحة والموقع

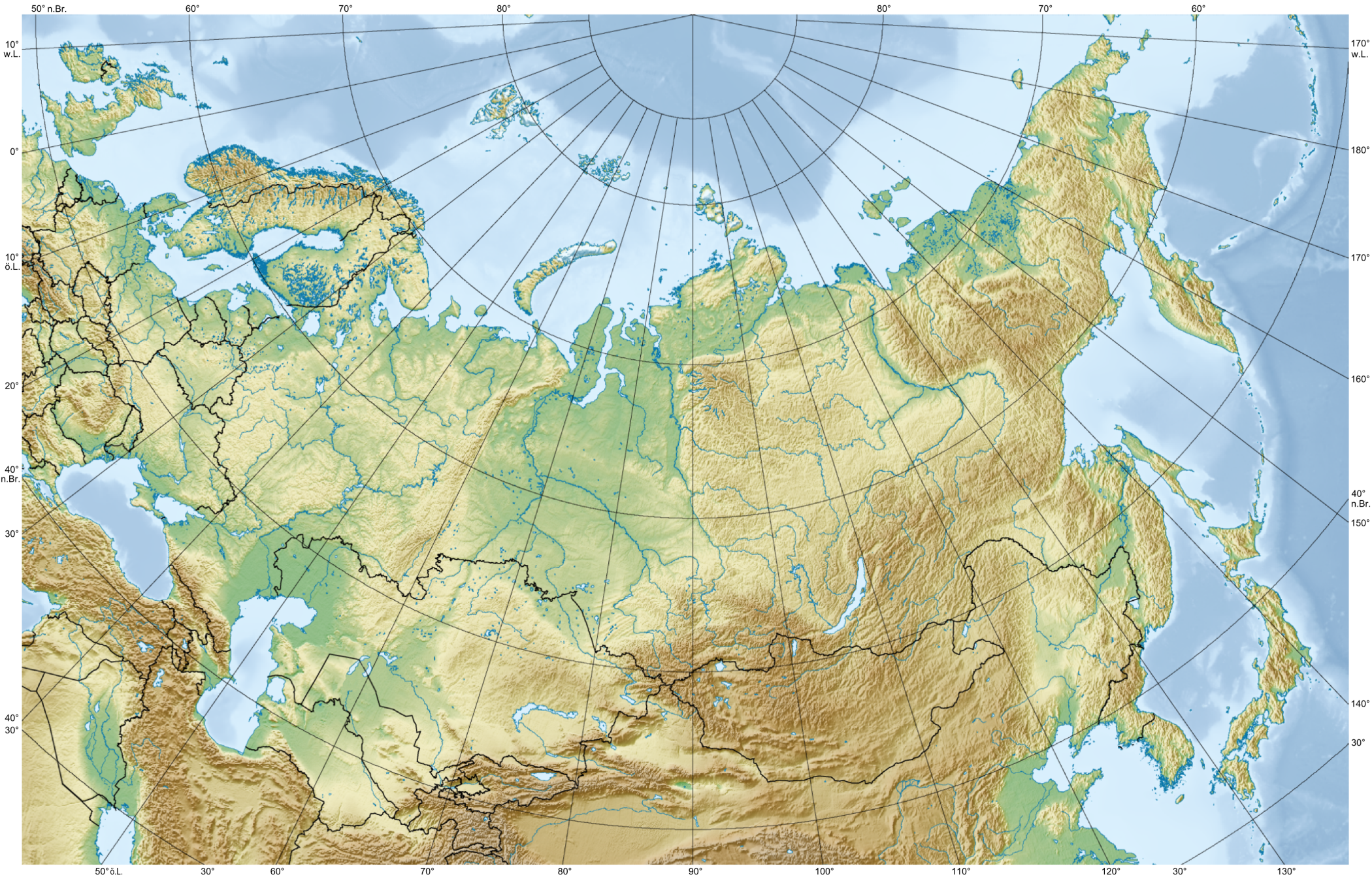
تضاريس روسيا.

تُعدّ روسيا أكبر دولة في العالم من حيث المساحة؛ إذ تبلغ مساحتها 17,075,400كم²، وهي تقريبًا ضعف مساحة كندا ثاني أكبر دولة من حيث المساحة. وتستغرق رحلة بالقطار بين موسكو في الغرب وميناء فلاديفستوك في الشرق سبعة أيام تمر خلالها عبر ثمانية من أقاليم التوقيت. تقع روسيا بين خطي عرض 41 درجة و82 درجة شمالا، وخطي طول 19° شرقا و169 درجة غربا. تمثل روسيا جسرا بين قارتي أوروبا وآسيا. إذ يحدها من الشرق بحر بيرنغ وبحر أخوتسك وبحر اليابان، وهذه البحار الثلاثة تتفرع من المحيط الهادئ. ومن الغرب تحدها بيلاروسيا (روسيا البيضاء)، لاتفيا، إستونيا، خليج فنلندا، والنرويج، ويقع إقليم كاليننغراد الروسي بين ليتوانيا وبولندا. بينما يحدها من الشمال بحر بارنتس، بحر كارا، بحر لابتيف، بحر شرق سيبريا، وبحر تشوكوتكا، وجميع هذه البحار تتفرع من المحيط المتجمد الشمالي. أما من الجنوب فتحدها الصين، منغوليا، كازاخستان، أذربيجان، جورجيا والبحر الأسود. بينما تجاورها من أقصى الجنوب الشرقي كوريا الشمالية.

### الأقاليم الجغرافية

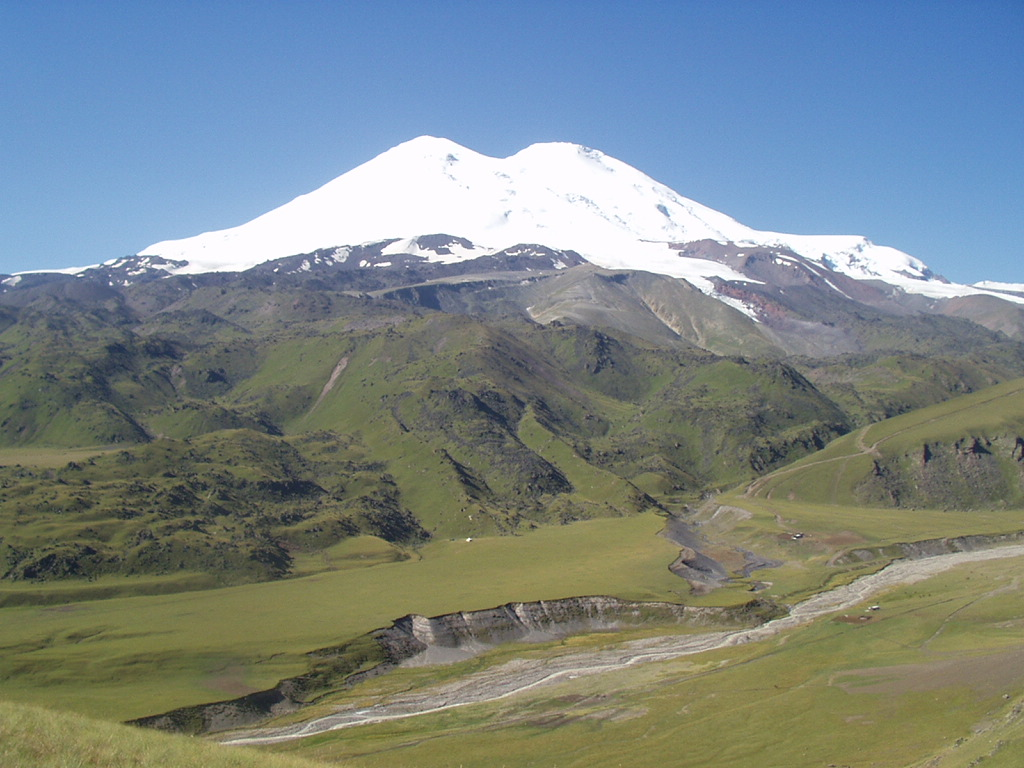
جبل إلبروز، أعلى نقطة في القوقاز، روسيا وأوروبا.

يمكن تقسيم روسيا إلى أربعة نطاقات على أساس ظروف التربة والنباتات التي تعتمد أساسًا على المناخ. وتشكل هذه النطاقات أحزمة واسعة وعريضة عبر روسيا، لا تفصل بينها مناطق انتقالية واضحة والنطاقات هي من الشمال إلى الجنوب: نطاق التندرا، نطاق الغابات، نطاق السهوب، والنطاق شبه الصحراوي والجبلي. يقع نطاق التندرا في أقصى شمالي روسيا، والتندرا سهول خالية من الأشجار، ذات مناخ قصير الصيف وطويل الشتاء، قارس البرودة تتجمد خلاله التربة. وتشكل التربة دائمة التجمد نصف مساحة النطاق وتسمى الجليد الدائم. وفي هذه الأماكن القاحلة يقل عدد السكان وتتكون الحياة النباتية من شجيرات قصيرة وأشجار قزمية والحزاز، وتعيش فيها حيوانات مثل الرنة والثعلب القطبي والأرانب البرية والقاقم واللاموس. يقع إلى الجنوب من التندرا نطاق الغابات. ويُعرف الجزء الشمالي من النطاق باسم التيغا، حيث تكثر الأشجار الصنوبرية مثل: الأرز والصنوبر والتنوب والبيسيه، وتربة البدزول الفقيرة التي لا تصلح للزراعة. أما الجزء الجنوبي من النطاق، فيتسم بتنوع أشجاره التي تشمل: الصنوبر والحور والبتولا والقيقب والبلوط وأنواعًا أخرى. أما التربة فتصلح للزراعة في بعض المناطق خاصة في تلك الأماكن التي تتمتع بمناخ أكثر اعتدالاً ورطوبة. وتعيش هنا حيوانات متنوعة، مثل الدب البني والرنة والأيائل والسناجب والقندس والذئاب. يقع نطاق السهوب إلى الجنوب من نطاق الغابات ويتكون الجزء الشمالي منه من مروج وسهول تغطيها الغابات، بينما يتكون الجزء الجنوبي من براري شاسعة خالية من الأشجار، وهنا توجد التربة السوداء تشيرنوزيم التي تُعدّ من أجود أنواع التربة في روسيا وأخصبها، ولذلك فإن معظم أراضي السهوب زراعية. أما الحياة الحيوانية فإنها تتكون من: الطيور والسناجب والظباء والجرابيع. في أقصى جنوب روسيا يقع النطاق شبه الصحراوي والجبلي. ويتسم هذا النطاق بتنوع تربته ومناخه لتباين التضاريس، ويشمل هذا النطاق المنخفضات شبه الصحراوية الجافة حول بحر قزوين، كما يشمل جبال القوقاز ذات المناخ الرطب والغابات الكثيفة الخضراء. قسَّم الجيولوجيون روسيا إلى خمسة أقاليم تضاريسية، تتباين فيما بينها وتختلف عن التصنيف السابق الذي يعتمد على التربة والنبات. وهذه الأقاليم من الغرب إلى الشرق هي:
- السهل الأوروبي: يكوّن الجزء الأعظم من روسيا الأوروبية وأكثر أجزائها ازدحامًا بالسكان. والسهل الأوروبي أرض منبسطة في معظم أجزائه، تتخللها مرتفعات لا تتجاوز 180م فوق سطح البحر. وعلى الرغم من افتقاره للموارد الطبيعية، فإن الإقليم يحتوي على معظم الصناعات الروسية. وتغطي الغابات معظم أجزاء الإقليم الذي يرتع فيه العديد من الحيوانات المختلفة. وتحف بالسهل من الجنوب ما بين البحر الأسود وبحر قزوين جبال القوقاز حيث يوجد جبل إلبروس، أعلى قمة في القارة الأوروبية (5642م فوق سطح البحر).[179]

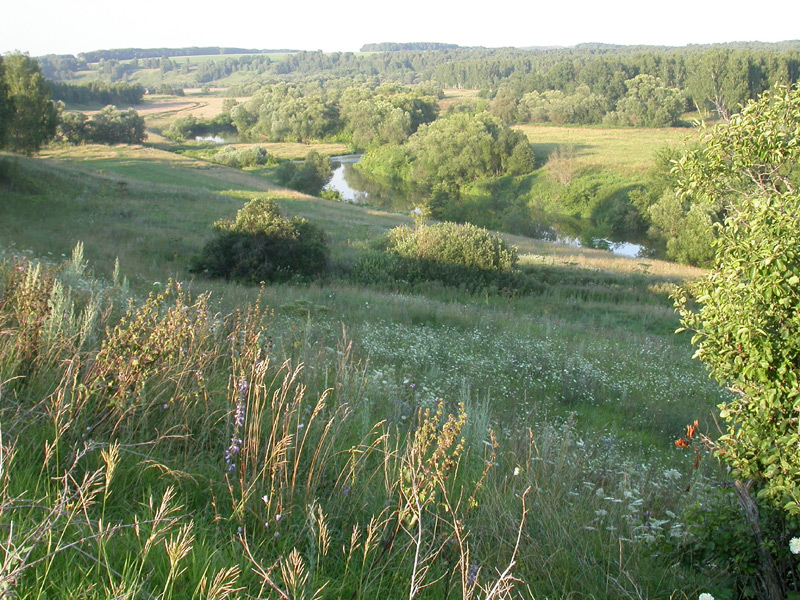
المرتفعات الروسية الوسطى بالقرب من زارايسك، موسكو أوبلاست.

- جبال الأورال: تشكل الحدود التقليدية بين قارتي آسيا وأوروبا ومن ثم بين روسيا الأوروبية وروسيا الآسيوية، وهي في الحقيقة مرتفعات يصل معدل ارتفاعها إلى 610م، وأجزاؤها الوسطى والجنوبية غنية بمعادن مثل الحديد والنحاس، جعلت الجزء الأوسط منه أكثر مناطقها ازدحامًا بالسكان والصناعات المختلفة.[180]
- سهل سيبريا الغربية: يُعدّ من أبرز الأقاليم المنبسطة السطح في العالم، ويغطي أكثر من 2,6 مليون كم² وبارتفاع يقل عن 150م فوق سطح البحر. ويصرف السهل نظام نهر الأوب الذي يصب في المحيط القطبي الشمالي. والتصريف النهري رديء هنا مما أدى إلى كثرة المستنقعات خاصة في أجزائه الشمالية. ويشهد الإقليم تطورًا كبيرًا بسبب ثروته من النفط والغاز الطبيعي. ومن أهم مدنه أومسك ونفوز يبيرسك.[181]
- هضبة سيبريا الوسطى: وتنحدر نحو المحيط القطبي الشمالي، وترتفع كلما اتجهنا جنوبًا ويصل معدل ارتفاعها إلى 610م، وتخترق سطحها أنهار عميقة، وترتفع جبال بيكال وسايان إلى أكثر من 3,350م على طول الطرف الجنوبي للهضبة. وتغطي الغابات الصنوبرية الكثيفة معظم أجزاء الإقليم الذي يسوده مناخ قاري. وتوجد بالإقليم رسوبات معدنية غنية. من أهم مدنه كرازنويارسك واركتسك.[182]
- مرتفعات سيبريا الشرقية: معظمها تتكون من جبال وهضاب مقفرة، وترتفع الجبال إلى 3,000م مكونة جزءًا من مجموعة السلاسل الجبلية التي تمتد على طول الساحل الشرقي لقارة آسيا وبعض الجزر المتاخمة له. وفي شبه جزيرة كمشاتكا يوجد 25 بركانًا نشطًا يرتفع أعلاها إلى 4,750م. ويمنع المناخ القاسي الذي يسود المنطقة من استغلال الثروات المعدنية التي يزخر بها الإقليم ومن أهم مدنه: فلاديفوستك وخباروفسك.[183]

### الأنهار والبحيرات
تؤدي أنهار روسيا الكبرى دورًا مهمًا في النقل والتجارة، وخاصة بعد شق القنوات العديدة التي تربط بين هذه الأنهار. ولكن بعض هذه الأنهار يصب في المحيط القطبي الشمالي مما يفقدها الأهمية خاصة في مجال النَّقل. وهذه الأنهار هي: لينا والأوب وينيسي وآمور وكل أنهار سيبريا تتجمد لفترة تمتد لما بين 7 و9 شهور في السنة. ومن أنهار روسيا الأوروبية نهر الفولغا الذي ينبع من تلال فالداي غربي موسكو ويجري لمسافة 3,531 كم ليصب في بحر قزوين، ويُعدّ من أطول أنهار روسيا. بعد نهر لينا (4,400كم). وهناك أيضًا نهر الدون الذي يصب في البحر الأسود ويرتبط بنهر الفولغا بقناة، ونهر الأورال الذي يصب في بحر قزوين، ونهر دفينا الشمالي. تعج روسيا أيضًا بالعديد من البحيرات التي يبلغ عددها 200,000 بحيرة، أكبرها بحر قزوين الذي يُعدّ أكبر مسطح مائي داخلي في العالم. وهو بحر مالح يصل عمقه إلى 28م. أما بحيرة لادوغا قرب سانت بطرسبرغ ـ أكبر بحيرات أوروبا ـ فإن مساحتها تبلغ 17,703كم². وفي سيبريا توجد بحيرة بيكال التي تُعدّ أعمق بحيرة في العالم إذ يبلغ عمقها 1,620م. تطل روسيا على العديد من البحار ويوجد فيها الكثير من الموانئ على بحر البلطيق، وبحر بارنتس في الشمال، وموانئ على البحر الأسود في الجنوب، وموانئ أيضاً. في مناطق فلاديفستوك الواقعة على المحيط الهادئ بالقرب من اليابان. هناك 266 نوعا من الثدييات، و780 نوعا من الطيور في روسيا. وقد شملت ما مجموعه 415 نوعا من الحيوانات في كتاب المعلومات الأحمر للاتحاد الروسي اعتبارا من عام 1997 والمحمية الآن.

### المناخ

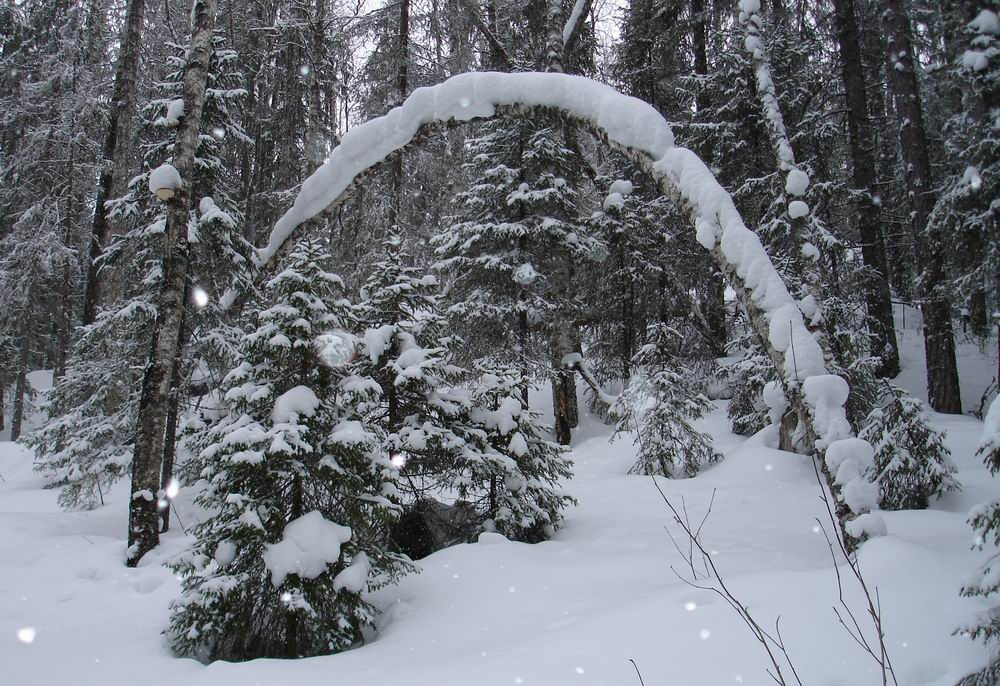
غابات التايغا في فصل الشتاء، أرخانجيلسك أوبلاست.

تشتهر روسيا بشتائها الطويل القارص الذي ساعد في صد الغزاة وشل حركتهم، مثل جيوش نابليون عام 1812م وجيوش هتلر إبان الحرب العالمية الثانية. وفي إقليم موسكو تغطي الثلوج الأرض لمدة خمسة أشهر في السنة بينما تمتد فترة الثلوج في أقاصي روسيا الشمالية إلى أكثر من ثمانية أشهر. ولذلك فإن النسبة الضئيلة من أراضي روسيا الصالحة للزراعة، تعاني من فترة نمو أقصر وأمطار غير كافية، فالتربة في نصف أراضي روسيا في حالة تجمد دائم، كما أن معظم سواحل البلاد وبحيراتها وأنهارها تتجمد معظم شهور السنة.

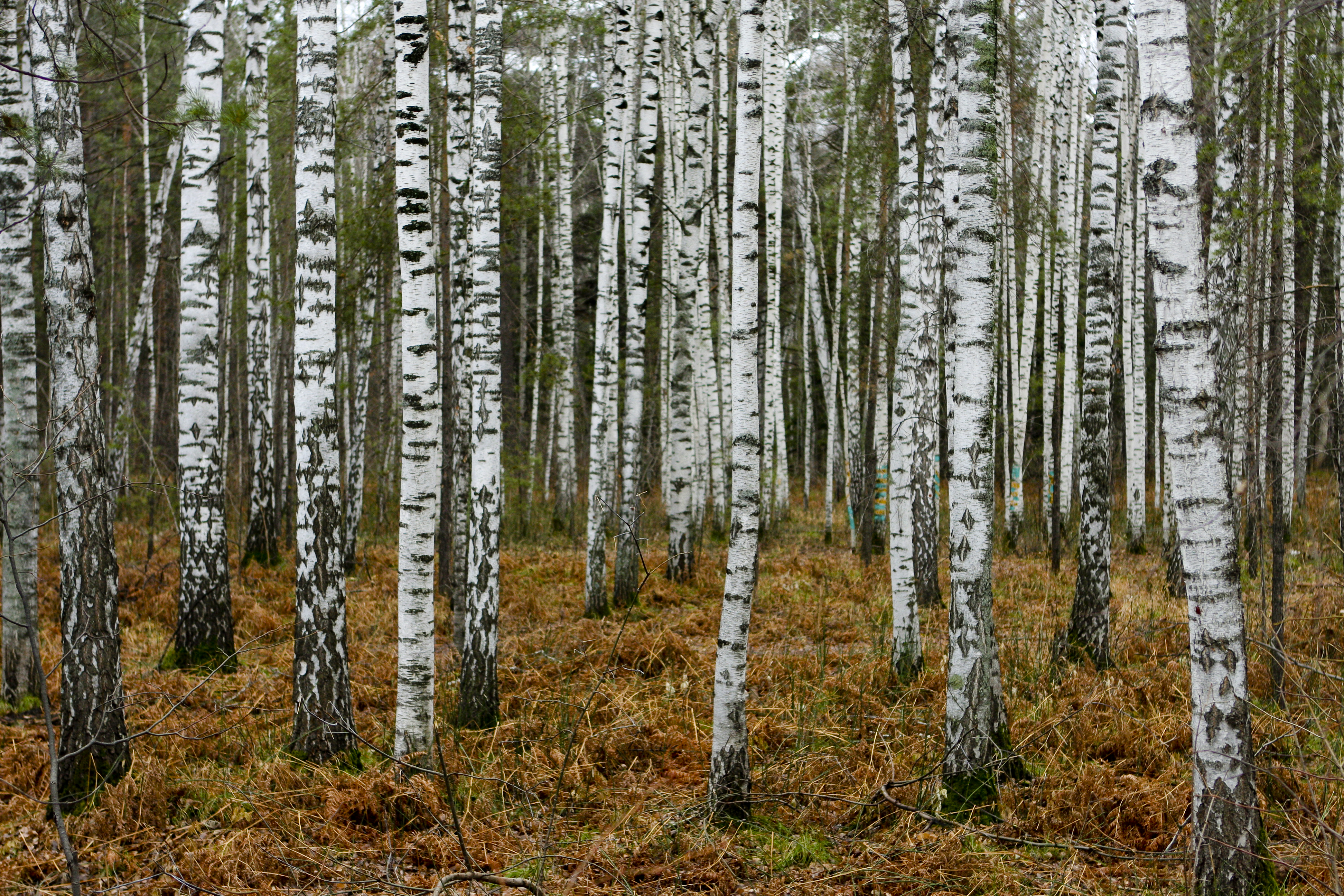
غابة قضبان في نوفوسيبيرسك. تعد شجرة القضبان الشجرة الوطنية في روسيا.

يتنوع المناخ في روسيا كثيرًا نظراً لمساحتها الهائلة التي تمتد من شرقي أوروبا وحتى المحيط الهادئ في الشرق، ومن المحيط المتجمد الشمالي إلى البحر الأسود والمناطق الدافئة في القسم الأوسط من آسيا. يتسم المناخ في روسيا بالاعتدال في فصل الصيف (تتراوح درجات الحرارة بين 1 و25 درجة مئوية فوق الصفر)، والبرودة في فصل الخريف، والبرودة القاسية في فصل الشتاء (تتراوح درجات الحرارة بين 0 و50 درجة مئوية تحت الصفر).
تتميز المناطق الشمالية والمناطق القريبة من القطب الشمالي بشتائها الطويل والبارد وبصيفها القصير البارد نسبياً. يتميز القسم الشمالي الشرقي من روسيا بشتاء بارد طويل أيضاً وصيف قصير ودافئ نسبياً، تصل درجة الحرارة في الشتاء أحياناً إلى 70 درجة مئوية تحت الصفر (متوسط درجة الحرارة في يناير 49 تحت الصفر وفي يوليو 15 درجة فوق الصفر) أما بالقرب من بحر اليابان فالطقس أدفأ (في الشتاء 12 تحت الصفر والصيف 21 فوق الصفر). أما المناطق التي تشمل موسكو وسانت بطرسبرغ فمناخها قاري معتدل. الظروف مناسبة لزراعة بعض أنواع الحبوب وتربية الحيوانات. متوسط الحرارة في سانت بطرسبورغ يصل إلى 17 درجة مئوية في الصيف، و-7 درجات مئوية في الشتاء، أما في موسكو فتصل في الصيف إلى 18 درجة مئوية وفي الشتاء إلى –11 درجة مئوية. المناطق الوسطى والجنوبية تشتهر بالزراعة، ويبلغ متوسط درجات الحرارة خلالها في الشتاء إلى –8 والصيف إلى 25 درجة مئوية. أما غرب ووسط سيبريا، فتعرف تساقط ثلوج غزيرة تصل إلى 120سم في السنة. تشتهر روسيا بغاباتها الشاسعة والمتنوعة. ومن أبرز حيواناتها الدب البني والدب القطبي وكلاب البحر وطيور النورس والذئاب والحجل والطيور المهاجرة والأيائل.
| البيانات المناخية لـروسيا                               | البيانات المناخية لـروسيا | البيانات المناخية لـروسيا | البيانات المناخية لـروسيا | البيانات المناخية لـروسيا | البيانات المناخية لـروسيا | البيانات المناخية لـروسيا | البيانات المناخية لـروسيا | البيانات المناخية لـروسيا | البيانات المناخية لـروسيا | البيانات المناخية لـروسيا | البيانات المناخية لـروسيا | البيانات المناخية لـروسيا | البيانات المناخية لـروسيا |
| الشهر                                                   | يناير                     | فبراير                    | مارس                      | أبريل                     | مايو                      | يونيو                     | يوليو                     | أغسطس                     | سبتمبر                    | أكتوبر                    | نوفمبر                    | ديسمبر                    | المعدل السنوي             |
| ------------------------------------------------------- | ------------------------- | ------------------------- | ------------------------- | ------------------------- | ------------------------- | ------------------------- | ------------------------- | ------------------------- | ------------------------- | ------------------------- | ------------------------- | ------------------------- | ------------------------- |
| الدرجة القصوى °م (°ف)                                   | 26.7 (80.1)               | 26.6 (79.9)               | 33.3 (91.9)               | 37.2 (99.0)               | 39.0 (102.2)              | 43.4 (110.1)              | 45.4 (113.7)              | 45.0 (113.0)              | 41.5 (106.7)              | 36.3 (97.3)               | 30 (86)                   | 27.1 (80.8)               | 45.4 (113.7)              |
| أدنى درجة حرارة °م (°ف)                                 | −67.8 (−90.0)             | −71.2 (−96.2)             | −60.6 (−77.1)             | −57.2 (−71.0)             | −34.2 (−29.6)             | −14.2 (6.4)               | −11 (12)                  | −17.1 (1.2)               | −25.3 (−13.5)             | −48.7 (−55.7)             | −60 (−76)                 | −64.5 (−84.1)             | −71.2 (−96.2)             |
| المصدر #1: Pogoda.ru.net - Climate Monitor              |                           |                           |                           |                           |                           |                           |                           |                           |                           |                           |                           |                           |                           |
| المصدر #2: Meteo.ru - Baseline Climatological Data Sets |                           |                           |                           |                           |                           |                           |                           |                           |                           |                           |                           |                           |                           |

## السياسة

### نظام الحكم

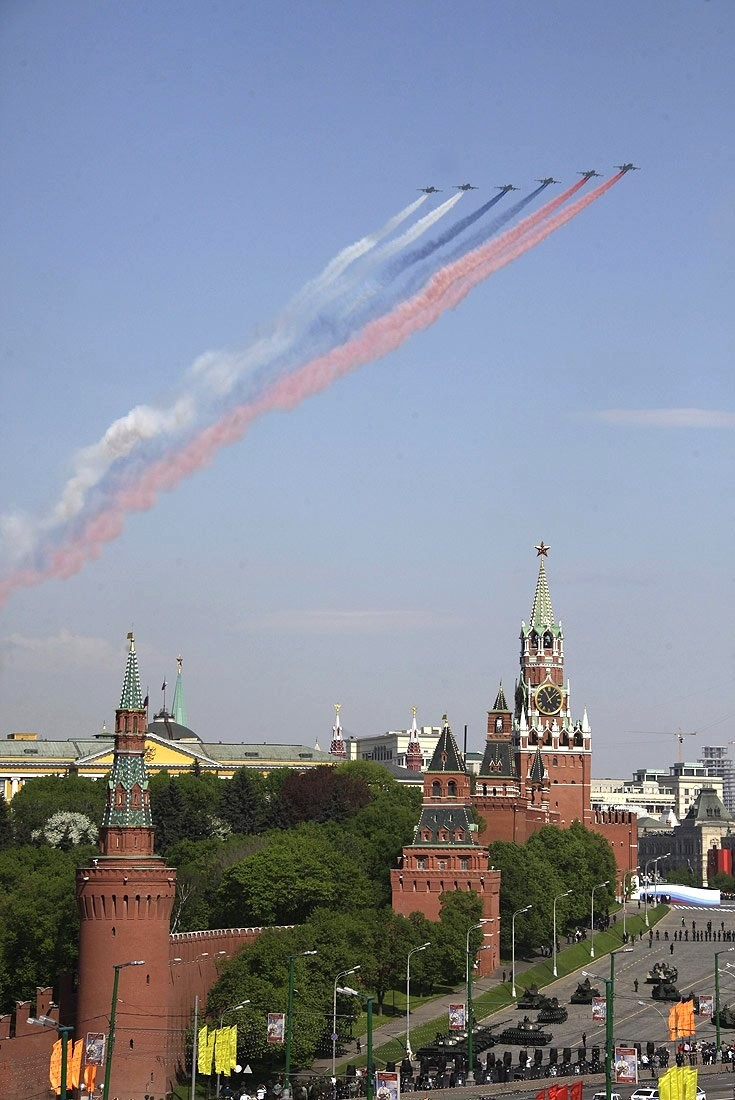
الكرملين مقر عمل الرئيس الروسي.

وفقا للدستور الروسي، فإن الاتحاد الروسي دولة فيدرالية ذات نظام حكم شبه رئاسي، حيث رئيس الجمهورية هو رئيس الدولة، ورئيس الوزراء هو رئيس الحكومة.
ويتمحور الاتحاد الروسي أساسا، كدولة ديمقراطية تمثيلية متعددة الأحزاب، مع حكومة فيدرالية مكونة من ثلاثة سلطات:
- السلطة التشريعية، الجمعية الاتحادية ذات نظام تشريعي ثنائي، يتكون مجلس الدوما من 450 عضوا، و166 للمجلس الاتحادي، من صلاحيات السلطة التشريعية: القانون الاتحادي، تصديق على قرار رئيس الدولة بشأن إعلان الحرب، الموافقة على المعاهدات، كما لديه قوة المال وسلطة اقالة الرئيس.
- السلطة التنفيذية، رئيس الجمهورية هو رئيس أركان الجيش، له حق نقض مشاريع القوانين قبل أن تصبح قوانين ساريا المفعول، كما يعين مجلس الوزراء، والضباط الآخرين، الذين يديرون ويطبقون القوانين الاتحادية وسياساتها.
- السلطة القضائية، المحكمة الدستورية، المحكمة العليا، محكمة التحكيم العليا، والمحاكم الاتحادية الأدنى، ويتم تعيين القضاة من قبل المجلس الاتحادي بناء على توصية من الرئيس، ويمكنه تفسير القوانين والغاء القوانين التي يرونها غير دستورية.

يتم انتخاب الرئيس بالاقتراع الشعبي المباشر لولاية مدتها ست سنوات (مؤهل للحصول على فترة رئاسية ثانية فقط، ولايمكنه لفترة ثالثة). تتكون وزارات الحكومة من رئيس مجلس الوزراء، ومساعديه، ووزراءه، وغيرهم من أشخاص معينيين، الذين يتم تعيينهم من قبل الرئيس بناء على توصية من رئيس الوزراء (في حين أن تعيين هذا الأخير يتطلب موافقة مجلس الدوما). الأحزاب السياسية الرائدة في روسيا تشمل: روسيا المتحدة، الحزب الشيوعي، والحزب الليبرالي الديمقراطي الروسي، وروسيا العادلة. أثارت تساؤلات المراقبين الغربيين حول النظام السياسي في روسيا، هل يتوافق مع مثيلاته في الديمقراطيات الليبرالية الغربية. وشكا كثير من الأحيان الأكاديميين حول صعوبة تصنيف النظام السياسي في روسيا. وفقا لستيف وايت، أن بوتين خلال فترة رئاسته لروسيا قال: «من الواضح أنه ليس لروسيا نية لإنشاء "الطبعة الثانية" من النظام السياسي الأميركي أو البريطاني، بل النظام الذي كان أقرب إلى التقاليد في روسيا وظروفنا الخاصة».

### العلاقات الخارجية

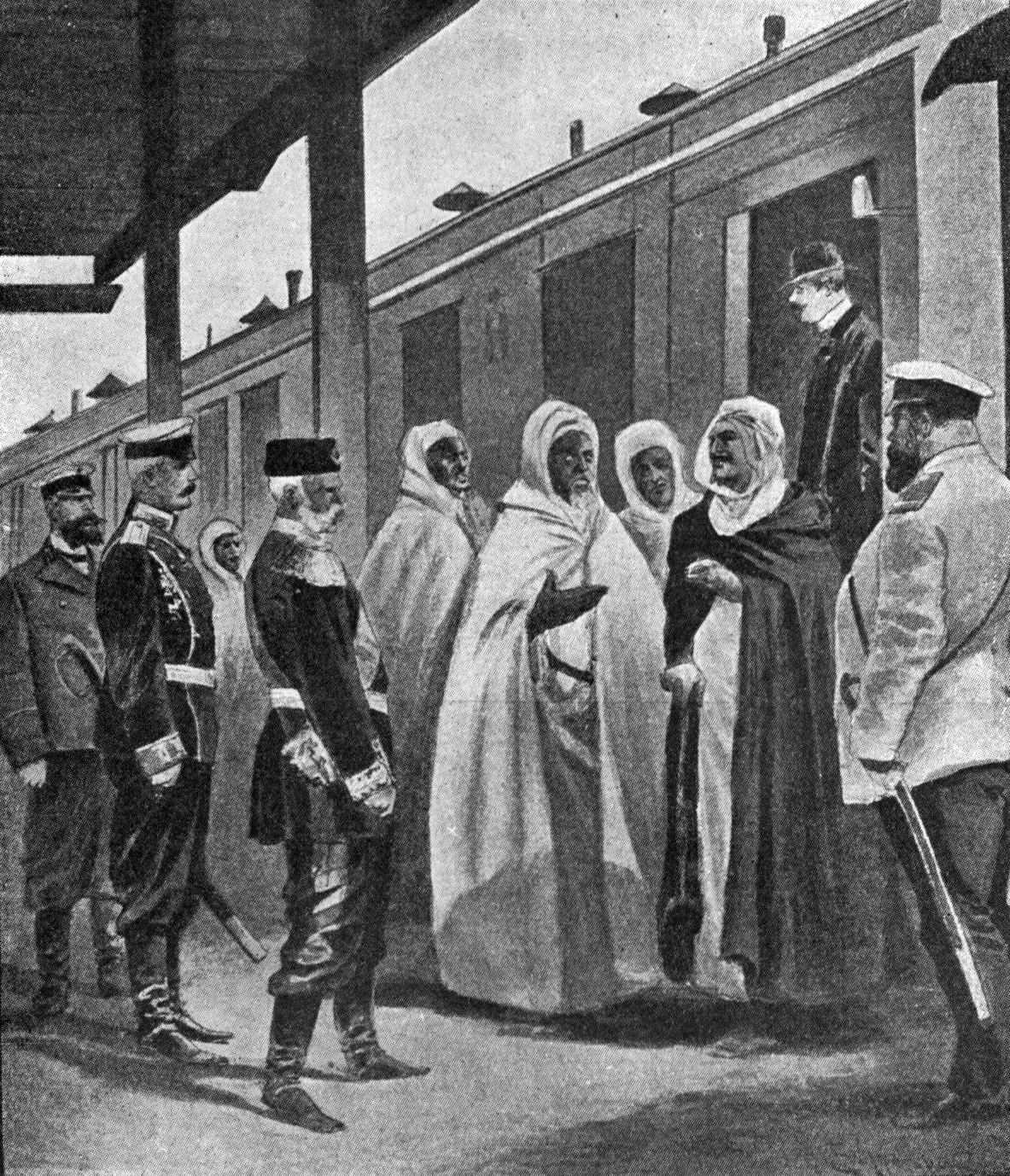
سفارة المغرب في موسكو، 30 يوليو 1901.

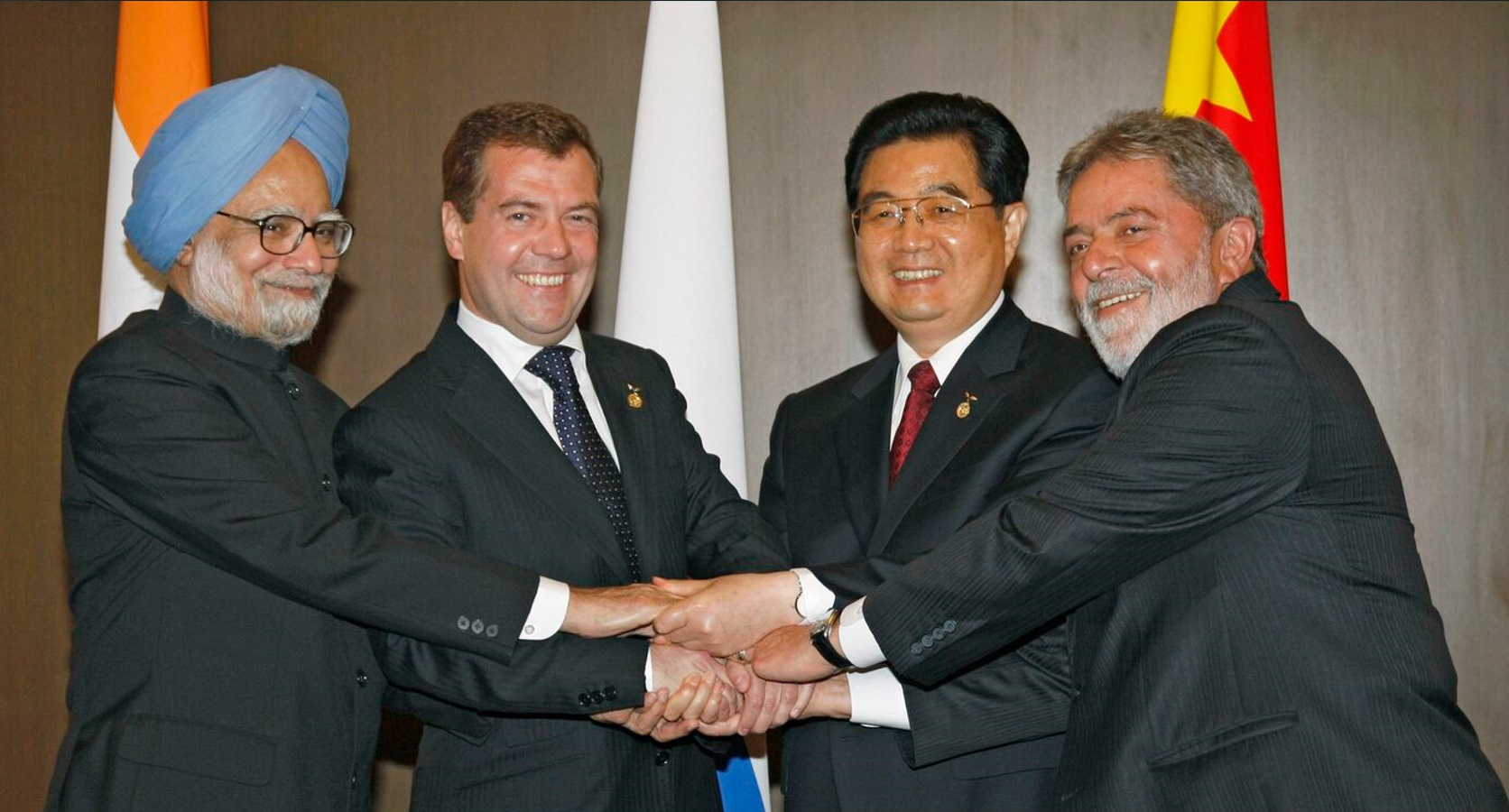
زعماء دول البريكس في عام 2008: (من اليسار) الهندي مانموهان سينغ، الروسي ديمتري ميدفيديف، الصيني هو جينتاو، والبرازيلي لويس إيناسيو لولا دا سيلفا.

من المعترف به في القانون الدولي، أن الاتحاد الروسي هي الدولة الخليفة للاتحاد السوفيتي السابق. روسيا تواصل تنفيذ الالتزامات الدولية المترتبة على الاتحاد السوفيتي، وتشغل مقعد الاتحاد السوفيتي الدائم في مجلس الامن الدولي، وفي المنظمات الدولية الأخرى، وهي ملتزمة بالحقوق والواجبات المنصوص عليها في المعاهدات الدولية، والممتلكات والديون. روسيا لديها سياسة خارجية متعددة الجوانب. واعتبارًا من عام 2009، فإنها تحتفظ بعلاقات دبلوماسية مع 191 دولة و144 سفارة. تُحدد السياسة الخارجية من قبل الرئيس وتختص وزارة الشؤون الخارجية الروسية بتنفيذها.
تمت مناقشة وضع روسيا الجيوسياسي في كثير من الأحيان بوصفها خلفا لقوة عظمى سابقة، خاصة فيما يتعلق بوجهات النظر أحادية القطب، والمتعددة الأقطاب على النظام السياسي العالمي. وتصنّف روسيا على أنها قوة عظمى، وهذا ما جرت عليه العادة خلال السنوات الأخيرة، وما عبّر عنه عدد من زعماء العالم، الباحثين،  والمحللين والساسة.
ما يشكل جانبًا هامًا من علاقات روسيا مع الغرب، هو انتقاد النظام السياسي في روسيا والطريقة التي يدير بها حقوق الإنسان من قبل الحكومات الغربية، إضافة إلى وسائل الإعلام، الأداء الديمقراطي، ومراقبي حقوق الإنسان. تنظر منظات حقوق الأنسان لروسيا وعلى وجه الخصوص، منظمات مثل منظمة العفو الدولية وهيومان رايتس ووتش، بأن روسيا لا تتمتع بسمات ديمقراطية بما فيه الكفاية، كما أن السماح بالحقوق السياسية والحريات المدنية لمواطنيها محدود. صنفت منظمة بيت الحرية الدولية التي تمولها الولايات المتحدة، روسيا بأنها «غير حرة»، مشيرة إلى «انتخابات هندستها الحكومة بعناية» وإلى «غياب» النقاش. السلطات الروسية ترفض هذه الادعاءات وخصوصا نقد بيت الحرية. وصفت وزارة الشؤون الخارجية الروسية تقرير الحرية في العالم «بالمجهز مسبقا»، مشيرة إلى أنه تحول من قضايا حقوق الإنسان إلى سلاح سياسي، ولا سيما من قبل الولايات المتحدة.

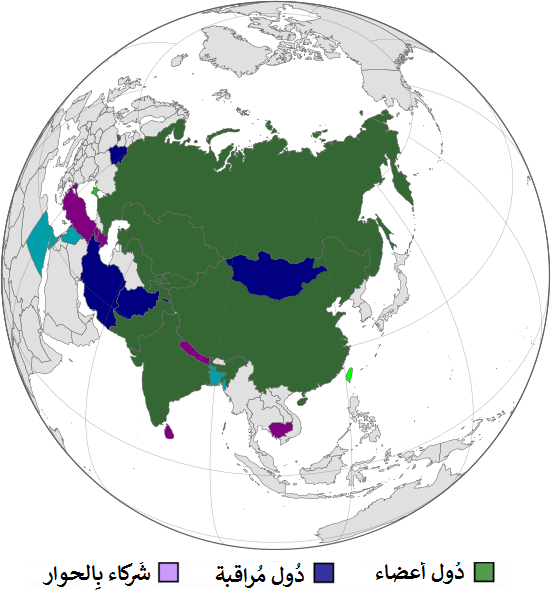
الدول الأعضاء، والمراقبين، والشركاء في منظمة شنغهاي للتعاون.

باعتبارها واحدة من الدول الخمس دائمة العضوية في مجلس الأمن، تلعب روسيا دورًا كبيرًا في الحفاظ على السلم والأمن الدوليين. كما أنها تشارك في اللجنة الرباعية حول الشرق الأوسط، المحادثات السداسية مع كوريا الشمالية. بالإضافة لكونها عضو في مجموعة الدول الثماني الصناعية، مجلس أوروبا، منظمة الأمن والتعاون في أوروبا، ومنتدى التعاون الاقتصادي لدول آسيا والمحيط الهادي. عادة ما تأخذ روسيا دورا قياديا في المنظمات الإقليمية مثل اتحاد الدول المستقلة، المجموعة الاقتصادية الأوراسية، منظمة معاهدة الأمن الجماعي، ومنظمة شانغهاي للتعاون. كان الرئيس السابق فلاديمير بوتين قد دعا إلى شراكة إستراتيجية مع تكامل وثيق في مختلف الأبعاد، بما في ذلك إنشاء الاتحاد الأوروبي وروسيا مساحات مشتركة. منذ تفكك الاتحاد السوفيتي، أضحت روسيا أكثر ودية، وإن كانت العلاقة مضطربة مع حلف شمال الأطلسي. تم تأسيس مجلس الناتو - روسيا في عام 2002 للسماح لقوات الحلفاء الستة وعشرين وروسيا، على العمل معا كشركاء متساويين للبحث عن فرص للتعاون المشترك.
روسيا تقيم علاقات قوية وإيجابية مع بريكس الأخرى. في السنوات الأخيرة، سعت البلاد لتعزيز علاقاتها، وبخاصة مع جمهورية الصين الشعبية من خلال التوقيع على معاهدة الصداقة فضلا عن بناء خط أنابيب النفط العابرة لسيبيريا الموجه نحو سد الاحتياجات المتزايدة في مجال الطاقة الصيني.

### القوات المسلحة

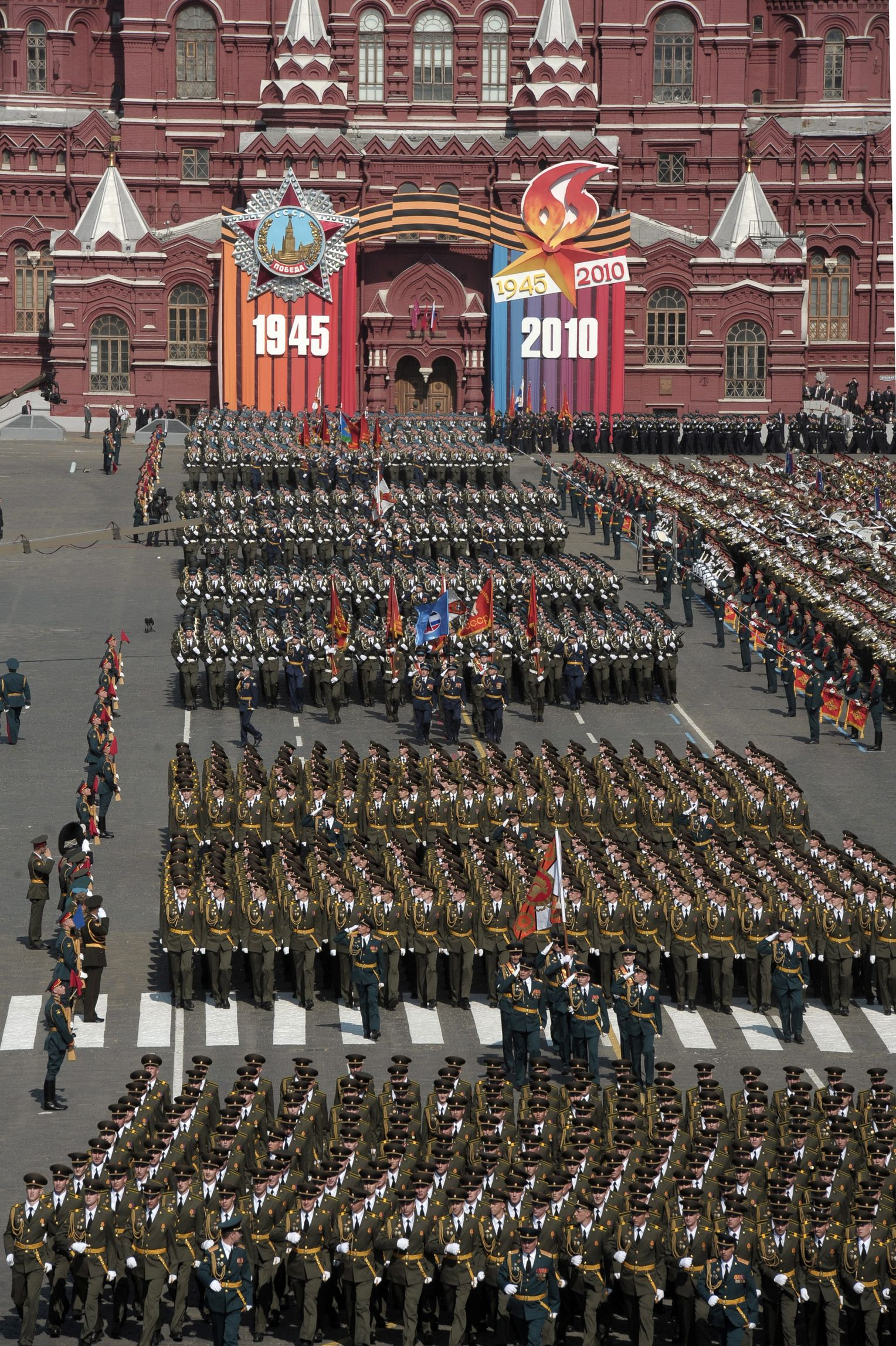
موكب يوم النصر في موسكو لعام 2010.

تعد روسيا وريثة أغلب أسلحة الاتحاد السوفيتي السابق وبالذات الأسلحة النووية وأقمار التجسس الاصطناعية ومصانع السلاح والقواعد العسكرية حتى تلك التي باتت تقع الآن خارج حدودها في إحدى جمهوريات الاتحاد السوفيتي السابق. ينقسم الجيش الروسي إلى القوات البرية، البحرية، وسلاح الجو. كما يوجد هناك أيضا ثلاثة أسلحة مستقلة: قوات الصواريخ الاستراتيجية، قوات الفضاء، والقوات المحمولة جوا. بلغ قوام الجيش الروسي في العام 2006، 1.037 مليون فردا في الخدمة العسكرية الفعلية، وبذلك كان الرابع عالميًّا من حيث عدد المدربين. الخدمة العسكرية إلزامية للذكور الذين تتراوح أعمارهم بين 18 و27 سنة، لمدة عام في القوات المسلحة. تمتلك روسيا أكبر مخزون من الأسلحة النووية في العالم. ولديها ثاني أكبر أسطول من غواصات الصواريخ البالستية، وهي البلد الوحيد باستثناء الولايات المتحدة، الذي يمتلك قاذفة قنابل استراتيجية حديثة.
روسيا تمتلك أكبر سلاح دبابات في العالم، وقواتها البحرية والجوية من بين أكبرها في العالم. كما لديها صناعة أسلحة ضخمة، وتنتج معظم معداتها العسكرية الخاصة مع استيراد أنواع محددة من السلاح. لدى روسيا أكبر مخزون من الأسلحة النووية في العالم والذي يقدر بحوالي 16000 رأس نووي. إضافة إلى أنها أكبر أو ثاني أكبر - في السنوات الأخيرة - مورد للأسلحة في العالم، منذ العام 2001، حيث تمثل صادراتها من الأسلحة حوالي 30% من تجارة السلاح العالمية، وتقوم بتصدير الأسلحة إلى نحو 80 بلدا. وضعت الحكومة ميزانية للإنفاق العسكري عام 2008 قدرت بثمانية وخمسين مليار دولار مما جعل روسيا تحتل المركز الخامس عالميا من حيث الإنفاق العسكري. في الوقت الحالي، تقوم روسيا بتحديث معداتها بقيمة تبلغ حوالي 200 مليار دولار، في عملية تمتد بين عامي 2006 و2015.

### الكيانات الفدرالية
يتألف الاتحاد الروسي من 85 كيانًا فدراليًّا كما يلي: 22 جمهورية معظمهن يتمتعن باستقلال ذاتي في شؤونهم الداخلية وغالباً ما تمثل كل جمهورية مجموعة عرقية واحدة أو أكثر، 46 أوبلاست (أقاليم)، 9 كرايات (مقاطعات)، 4 أوكروجات، 1 اوبلاست مستقل ذاتيا، وثلاث مدن فدرالية.
| 1 | 22 جمهورية (ولايات) (بالروسية: республики، ومفردها: республика؛ النطق: ريزپوبليكي، ومفردها: ريزپوبليكا) - اسميا ذات حكم ذاتي لا تملك حق الانفصال، وكل منها لها دستورها ورئيسها وبرلمانها وعاصمتها، لا تملك سياده وتمثلها الحكومة الفدرالية في الشئون الدولية، ويفترض أن تكون موطناً لأقلية عرقية معينة.(لا تزال جمهورية القرم محدودة الأعتراف دوليا) |
| 2 | 46 اوبلاست (إقليم) (بالروسية: области، ومفردها: область؛ النطق: أوبلاستي، مفردها: أوبلاست) - أكثر الكيانات شيوعا، وهي وحدات إدارية اعتيادية. ويعين حاكمها من قبل السلطات الفدرالية، ومجلس تشريعها ينتخب محلياً. وهي أقرب شيء لمفهوم "محافظة". |
| 3 | 9 كرايات (مقاطعات) (بالروسية: края، مفردها: край؛ النطق: كرايا، ومفردها: كراي أو كرِي، والنطق الأخير أصح نحوياً إلا أنه أقل استخداماً.) - وتشبه الأوبلاست إلا أنها في المعتاد نائية وأقل سكاناً. |
| 4 | 1 اوبلاست مستقل ذاتياً (بالروسية: автономная область؛ وتنطق: آڤتونومنايا اوبلاست). |
| 5 | 4 مناطق مستقلة ذاتيا (بالروسية: автономные округа، ومفردها: автономный округ؛ وتنطق: آڤتونومنيّي اوكروجا، ومفردها آڤتونومني اوكروج) - أكتر استقلالا من اوبلاست ولكن أقل من جمهورية؛ وفي المعتاد ينتمي نسبة عالية من سكانه إلى أقلية عرقية. |
| 6 | 3 مدن اتحادية (مدن تحت الإشراف المباشر للسلطات الاتحادية) (بالروسية: федеральные города، مفرد: федеральный город؛ النطق: فيدرالنيه جورودا، ومفردها: ''فيدرالني جورود) - مدن كبرى تتصرف كمناطق منفصلة.(لا تزال مدينة سيفاستوبول الفيدرالية محدودة الأعتراف دوليا)                                                                                    |

## الاقتصاد
عرفت روسيا منذ نهاية النظام الاشتراكي فترة انتقال من الاقتصاد المركزي والمخطط إلى اقتصاد حر. الاقتصاد الروسي يعتبر متقدما حاليا مقارنة بأوائل التسعينيات. كما تعتبر روسيا من الأسواق التي تشهد نمواً مضطرداً في الفترة الحالية، إذ أنها تحقق أرباحاً نتيجة لارتفاع أسعار النفط والغاز الطبيعي. في العموم، فإن معظم صادرات روسيا تتمثل في المواد الخام وصادرات الطاقة، لكن روسيا تمتلك قدرات تصنيعية بارزة في مجالات صناعات الفضاء، والهندسة النووية، والعلوم. لدى روسيا موارد طبيعية هائلة، خاصة من النفط والغاز الطبيعي، بالإضافة إلى الحديد، النيكل، الألماس، الفوسفات، الفضة، الرصاص، والذهب. تعد البلاد إحدى أكبر عشر اقتصادات في العالم من حيث الناتج المحلي الإجمالي، والسادسة من حيث القدرة الشرائية. المشكلة الرئيسية لضعف الاقتصاد الروسي هو الانفاق العسكري الكبير، وثاني انفاق من الميزانية الروسية على الأسلحة. منذ مطلع القرن الحادي والعشرين، عزز ارتفاع الاستهلاك المحلي وزيادة الاستقرار السياسي النمو الاقتصادي في روسيا، انهت البلاد في عام 2008 عامها التاسع على التوالي بمعدل نمو 7%، كل سنة بين عامي 2000 و2008. بلغ الناتج المحلي الإجمالي للفرد الواحد 19,840 في عام 2010. ارتفع متوسط الراتب في روسيا من 80 دولار في عام 2000، إلى 640 دولار في أوائل عام 2008. وفي نهاية عام 2010 بلغ متوسط الأجور الشهرية الاسمية 21,192 روبل أي ما يعادل 750 دولار أمريكي، بينما الضرائب على دخل الافراد تأخذ بمعدل 13% على معظم دخل الفرد. يعيش 13.7% من الروس تحت خط الفقر الوطني (2010). بعد أن انخفضت نسبتهم من 40% في عام 1998، كأسوء نسبة وصلت إليها البلاد بعد انهيار الاتحاد السوفيتي. وصلت نسبة البطالة إلى 12.4% في عام 1999، لكنها انخفضت إلى 6% في عام 2007. زادت الطبقة الوسطى من 8 ملايين شخص فقط في عام 2000 إلى 55 مليون شخص بحلول عام 2006.

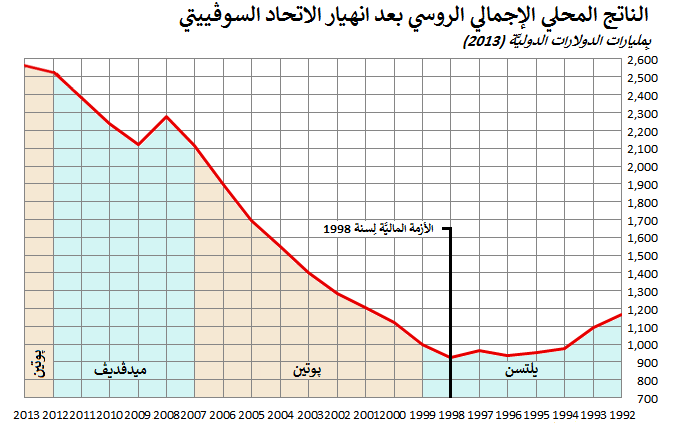
الاقتصاد الروسي منذ انهيار الاتحاد السوفيتي.

منذ العام 2003، بدأت الصادرات من الموارد الطبيعية تناقص في أهميتها الاقتصادية، وعلى الرغم من ارتفاع أسعار الطاقة والنفط والغاز عالميا، فانها تساهم فقط في 3.7% من الناتج المحلي الإجمالي في روسيا. عائدات تصدير النفط سمحت لروسيا بزيادة احتياطياتها الأجنبية من 12 مليار دولار في عام 1999، إلى 597.3 مليار دولار بتاريخ 1 أغسطس 2008، لتحتل المرتبة الثالثة بين الدول صاحبة أكبر احتياطيات للنقد الأجنبي في العالم. سياسة الاقتصاد الكلي الحكيمة والسليمة، تحت قيادة وزير المالية الروسي أليكسي كودرين، جعلت من الممكن تخزين فائض الإيرادات في صندوق الاستقرار الروسي، الأمر الذي ساعدها للخروج من الأزمة المالية العالمية في حالة أفضل بكثير مم توقعه العديد من الخبراء. في عام 2006، سددت روسيا معظم ديونها الضخمة، مما يجعل اقتصادها واحد من أقل الاقتصادات الرئيسية بالديون الخارجية. ساهم قانون الضرائب المعتمد في عام 2001، بتخفيض العبء الضريبي على الناس، وزادت عائدات الدولة كثيرًا. روسيا لديها معدل ضريبة ثابتة مقداره 13 في المئة، كما صنفت على أنها البلد الذي لديه ثاني أكثر نظام ضريبي شخصي جاذبية للمدراء في العالم بعد دولة الإمارات العربية المتحدة. وفقا لبلومبرغ، تعتبر روسيا متقدمة بفارق كبير عن معظم البلدان الأخرى الغنية بالموارد في نموها الأقتصادي، إضافة بما لديها من تقليد طويل في التعليم، العلوم، والصناعة. يوجد في البلاد خريجي تعليم عالي أكثر من أي بلد آخر في أوروبا. التنمية الاقتصادية في البلاد متفاوتة جغرافيا بدرجة كبيرة، حيث منطقة موسكو تسهم بحصة كبيرة من الناتج المحلي الإجمالي في البلاد،  ثمة مشكلة أخرى هي الشيخوخة، وتحديث البنية التحتية، التي عانت سنوات من الإهمال في التسعينات، وقالت الحكومة انه سيتم استثمار 1 تريليون دولار في تطوير البنية التحتية بحلول عام 2020.

### الزراعة

حقول الشعير على طريق ايفان شيشكين. روسيا هي أكبر منتج في العالم للشعير، الحنطة، الشوفان، عباد الشمس، وواحدة من أكبر منتجي ومصدري القمح.

توجد في روسيا مساحات شاسعة من الأراضي الزراعية، لكن الزراعة تعاني من مشكلات منها قصر فصل النمو وقلة الأراضي الخصبة. قدرت المساحة الإجمالية للأراضي المزروعة في روسيا بحوالي 1,237,294 كم2 في عام 2005، كرابع أكبر دولة في العالم. في الفترة ما بين عامي 1999 و2009، نمت الزراعة بشكل مطرد، وتحولت البلاد من مستورد للحبوب إلى ثالث أكبر مصدر للحبوب بعد الاتحاد الأوروبي والولايات المتحدة، وقد نما إنتاج اللحوم من 6,813,000 طن في عام 1999 إلى 9,331,000 طن في عام 2008 وما زال النمو مستمرا. دعمت الزراعة من خلال استعادة السياسة الائتمانية للحكومة، ومساعدة المزارعين سواء كانوا أفرادا أو مزارع كبيرة تملكها شركات. يوجد في البلاد نحو 15,000 مزرعة حكومية يتكون نصفها من مزارع دولة سوفخوزي تديرها الدولة ويعمل المزارعون فيها بأجر، بينما يتكون النصف الآخر من مزارع جماعية كولخوزي تسيطر عليها الحكومة ولكن إدارتها في يد المزارعين. وفي عام 1992م وضمن سياسة الدولة لتحرير الاقتصاد، صدرت قوانين تسمح للمزارعين بترك مزارع الدولة. وتكوَّنت حوالي 260,000 مزرعة خاصة مستفيدة من الإعانات التي قدمتها الحكومة لتحقيق ذلك. تخصَّص نحو 13% من أراضي روسيا الزراعية لزراعة المحصولات ويُعدّ نطاق الأرض السوداء الممتد من حدود أوكرانيا إلى جنوب غربي سيبريا من أهم الأقاليم الزراعية في البلاد، كما توجد أقاليم أخرى في منطقة الفولغا والأجزاء الشمالية من جبال القوقاز وفي سيبريا الغربية. في حين أن المزارع الكبيرة تركز بشكل رئيسي على إنتاج منتجات الحبوب الحيونات، تنتج المزارع الخاصة الصغيرة معظم محصول البلاد من الخضار والبطاطا والفاكهة.

### الطاقة

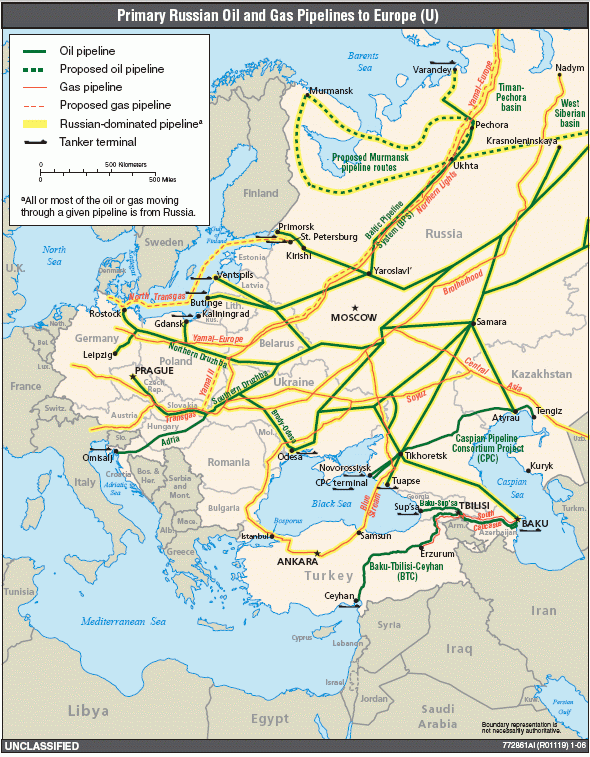
يذكر ان روسيا مورد رئيسي للنفط، والغاز لجزء كبير من أوروبا.

كثيرا ما وصفت روسيا في السنوات الأخيرة، كقوة عظمى في مجال الطاقة. يوجد في البلاد الاحتياطات الأكبر من الغاز الطبيعي في العالم، وثامن أكبر احتياطي من النفط في العالم، وثاني أكبر احتياط من الفحم. روسيا دولة رائدة في العالم في تصدير الغاز الطبيعي، وهي دولة رائدة في إنتاج الغاز الطبيعي. في 1 يناير 2011، قالت روسيا انها بدأت في إرسال شحنات النفط المقررة إلى الصين، مع خطة لزيادة معدل الأنتاج إلى ما يصل إلى 300,000 برميل يوميا بحلول عام 2011.
روسيا هي ثالث أكبر منتج للكهرباء في العالم، وخامس أكبر منتج للكهرباء المتجددة، والسبب أن إنتاج الطاقة الكهرمائية متطور في البلاد، إذ يضم الجزء الآسيوي من روسيا، عدّة محطات للطاقة الكهرمائية، لكن هناك مصادر هائلة من الطاقة الكهرمائية في سيبيريا، والشرق الأقصى الروسي، لا تزال غير مستغلة كثيرًا. تُعدّ روسيا من أكبر الدول المنتجة للنفط الخام، كما أنها تملك مصادر هائلة من مصادر الطاقة، خاصة النفط والغاز الطبيعي، وتنتج حقول النفط في سيبريا الغربية أكثر من نصف إنتاج روسيا من النفط، وهناك حقول أخرى في منطقة الفولغا والأورال وشمالي القوقاز وحوض تيمان بشورا. وتنتج روسيا أيضًا كميات هائلة من الغاز الطبيعي والفحم. ويُنقل النفط والغاز الطبيعي بالأنابيب من سيبريا إلى روسيا الأوروبية. أما الطاقة الكهربائية فتنتج من محطات بخارية (حرارية) ومصادر كهرمائية بالإضافة إلى الطاقة النووية. كانت روسيا أول بلد يطور الطاقة النووية المدنية، ويشييد أول محطة للطاقة النووية في العالم. البلاد حاليا هي رابع أكبر منتج للطاقة النووية عالميا. كل الطاقة النووية الروسية تدار من قبل مؤسسة روساتوم. تهدف روسيا لزيادة حصتها الإجمالية من الطاقة النووية من 16.9%، حاليا إلى 23% بحلول عام 2020. تعتزم الحكومة الروسية تخصيص مبلغ 127 مليار روبل (5.42 مليار دولار)، لبرنامج اتحادي مخصص لتوليد جيل مقبل من تكنولوجيا الطاقة النووية. حوالي 1 تريليون روبل (42.7 مليار دولار) ستكون ميزانية اتحادية مخصصة، للطاقة النووية، وتطوير الصناعة قبل عام 2015.

### العلوم والتقنية

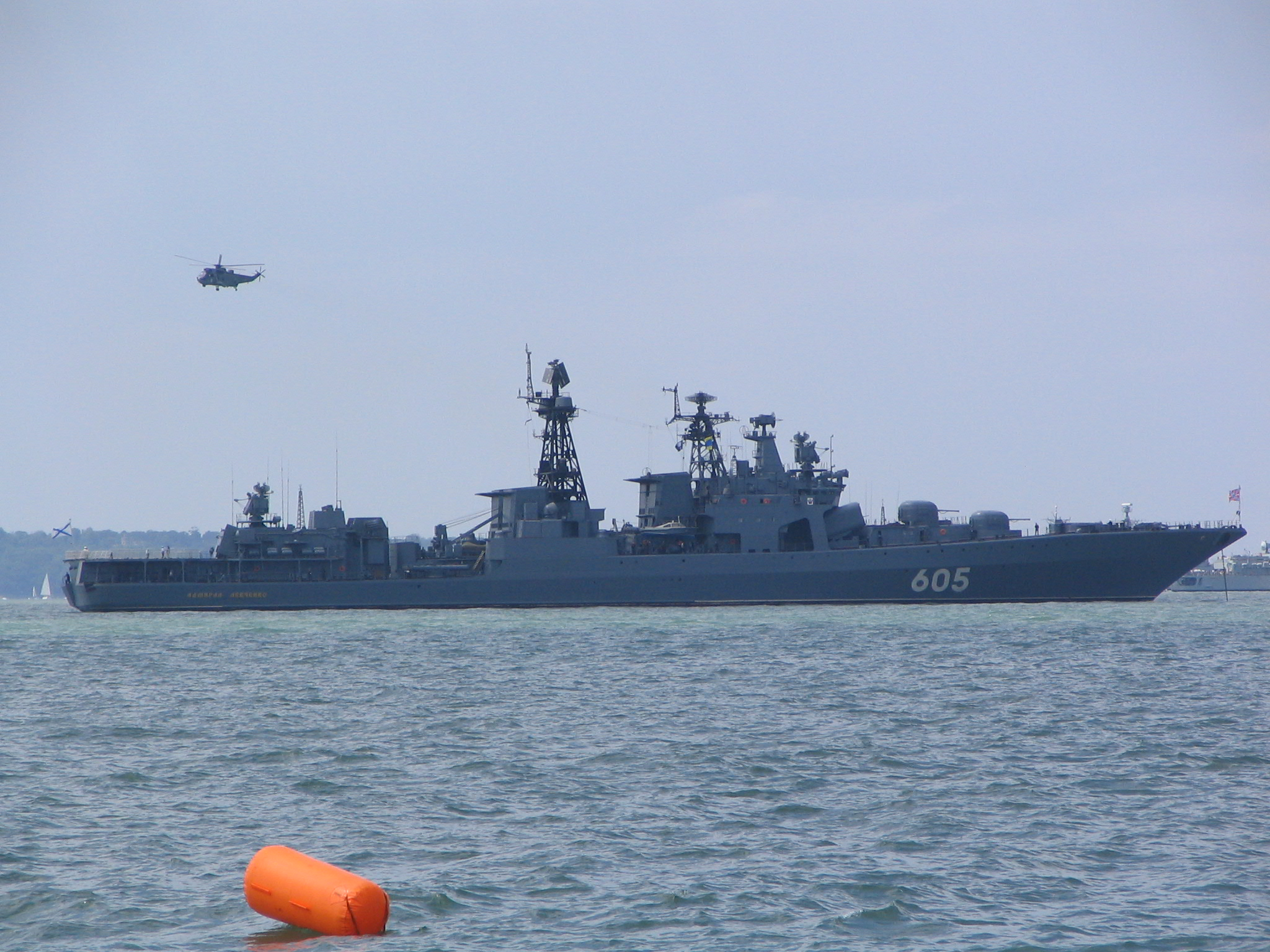
السفينة الروسية المضادة للغواصات الأدميرال فتشنكو في الذكرى المئتين لمعركة طرف الغار

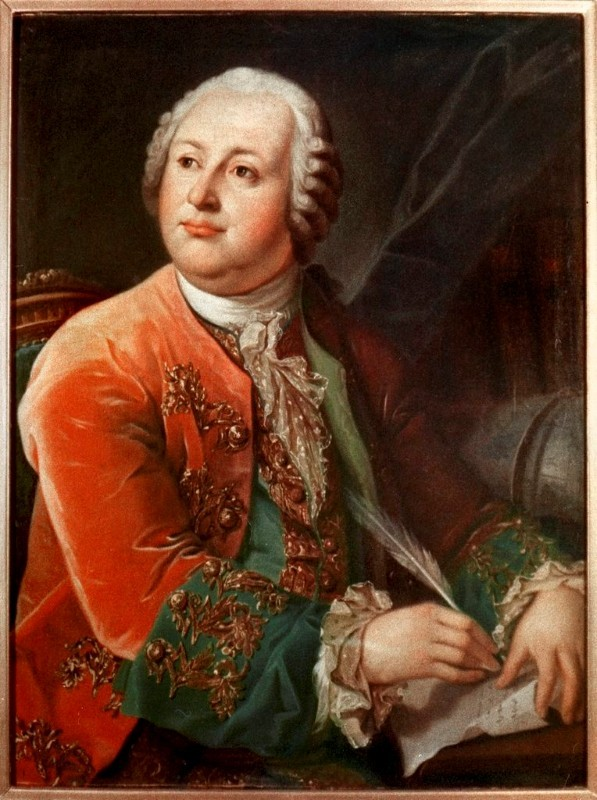
ميخائيل لومونوسوف (1711–1765)، موسوعي عالم، مختبرع، شاعر، فنان

أنفقت روسيا قرابة 1% من الدخل القومي على البحث والتطوير عام 2019، ما وضعها في المرتبة العاشرة عالمياً في قائمة الدول حسب الإنفاق على البحث والتطوير. كما احتلت المرتبة العاشرة عالمياً في عدد المنشورات العلمية عام 2020 بما يقارب 1.3 مليون ورقة بحثية. منذ عام 1904، خحصل 26 عالماً سوفييتيا وروسياً على جائزة نوبل في الفيزياء، والكيمياء، والطب\ علم وظائف الأعضاء، والعلوم الاقتصادية، والأدب، والسلام.
حلّت روسيا في المرتبة 51 في مؤشر الابتكار العالمي عام 2023، متراجعة من المركز 45 عام 2021، وتراجعت للمركز 59 في مؤشر عام 2024.

ازدهرت العلوم والتكنولوجيا في روسيا منذ عصر التنوير، عندما أسس بطرس الأكبر الأكاديمية الروسية للعلوم، وجامعة سانت بطرسبورغ. وأنشأ العلاّمة ميخائيل لومونوسوف جامعة موسكو الحكومية، مما مهد طريقًا قويًا للتعلم والابتكار. في القرنين التاسع عشر والعشرين أنجبت البلاد عددًا كبيرًا من العلماء والمخترعين. الاكتشافات والاختراعات الروسية في مجال الفيزياء تشمل: القوس الكهربائي، قانون لنتس، المجموعة الفراغية، بلورة، الخلايا الشمسية، التصوير التجسيمي، إشعاع شيرنكوف، المايزر، والليزر، الذي شارك في اختراعهما نيكولاي باسوف، والكسندر بروخروف. أنجبت روسيا عددًا من العلماء والباحثين فاشتهر الكسندر بوبوف باختراعه لأول جهاز استقبال ذبذبات كهرمغناطيسية وأطلق عليه اسم «مسجل الرعد» الذي سمي فيما بعد الراديو. برع بيوتر كابيتسا في الفيزياء واكتشف عام 1937 الميوعة الفائقة للهيليوم، وتحصل على جائزة نوبل في الفيزياء على الاختراعات والاكتشافات الأساسية التي قام بها في فيزياء الحرارة المنخفضة. العالمة الروسية في مجال الرياضيات والميكانيك صوفيا كوفاليفسكايا أول امرأة تحصل على لقب بروفيسورة،  وكان العالم السوفيتي فيتالي غينسبورغ أحد مصممي القنبلة الهيدروجينية في الاتحاد السوفيتي والحائز على جائزة نوبل في مجال الفيزياء. ايغور كورتشاتوف مؤسس وأول رئيس لمعهد الطاقة الذرية، المشرف العام للبرنامج العلمي السوفيتي، أحد مؤسسي اتجاه استخدام الطاقة الذرية في الأغراض السلمية، كما أنه اب القنبلة الذرية السوفيتية. حاز دميتري ايفانوفيتش منديلييف على الشهرة في العالم بصفته صاحب الجدول الدوري للعناصر الكيميائية،  وكان سيرغي فلاديميريفيتش إليوشن مصمم طائرات سوفيتي بارز وعضو في اكاديمية العلوم السوفيتية الحائز على جائزة ستالين.
تعزى الإنجازات الروسية في مجال تكنولوجيا الفضاء واستكشاف الفضاء مرة أخرى إلى قسطنطين تسيولكوفسكي، فقد ألهمت أعماله الرائدة مهندسي الصواريخ السوفيتية مثل سيرغي كوروليوف، فالنتين غلوشكو، وكثيرون غيرهم ممن ساهموا في نجاح برنامج الفضاء السوفيتي في المراحل الأولى من سباق الفضاء وبعده. في عام 1957 تم إطلاق أول الأقمار الاصطناعية التي تدور حول الأرض وكان سبوتنك 1، في عام 1961، تم إطلاق أول رحلة بشرية إلى الفضاء بنجاح من قبل يوري غاغارين،  كما أن روسيا المزود الوحيد لخدمات النقل السياحة الفضائية. في القرن 20 برز عددا من مهندسي الطيران السوفيت، من وحي الأعمال الأساسية لنيكولاي جوكوفسكي، وسيرجي شابلجن، وغيرهم، وصممت العديد من مئات النماذج من الطائرات العسكرية والمدنية، وأسسوا عددا من كيه بي اس (مكاتب البناء) التي تشكل الآن الجزء الأكبر من شركة الطائرات الروسية المتحدة. الدبابات الروسية الشهيرة تشمل T-34، التي كانت أفضل تصميم للدبابات في الحرب العالمية الثانية،  وسلسة دبابات تي; تي-54/تي-55. بنادق طراز إيه كيه-47 وإيه كيه-74 بواسطة ميخائيل كلاشنكوف تشكل النوع الأكثر استخداما من البنادق الهجومية في جميع أنحاء العالم، لدرجة أنه قد تم تصنيع بنادق AK أكثر من أي نوع أخر من البنادق الهجومية الأخرى مجتمعة.
برنامج الفضاء السوفيتي السابق، الذي أسسه سيرجي كوروليوف، كان ناجحا بصفة خاصة. يوم 4 أكتوبر 1957 أطلق الاتحاد السوفيتي أول ساتل (قمر صناعي) وهو سبوتنيك 1. يوم 12 أبريل 1961 أصبح يوري جاجارين أول إنسان يسافر إلى الفضاء في مركبة الفضاء السوفيتية فوستوك 1. الإنجازات الأخرى لبرنامج الفضاء الروسي ما يلي : الصورة الأولى من الجانب البعيد من القمر واستكشاف كوكب الزهرة والجولة خارج المركبة الأولى من أليكسي ليونوف وأول رحلة فضائية من الإناث فالنتينا تيريشكوفا. وفي الآونة الأخيرة، أصدر الاتحاد السوفيتي في العالم أول محطة فضاء، ساليوت في عام 1986 والتي استعيض عنها بمير، أول محطة مأهولة باستمرار في الفضاء، التي خدمت من 1986 حتى 2001.

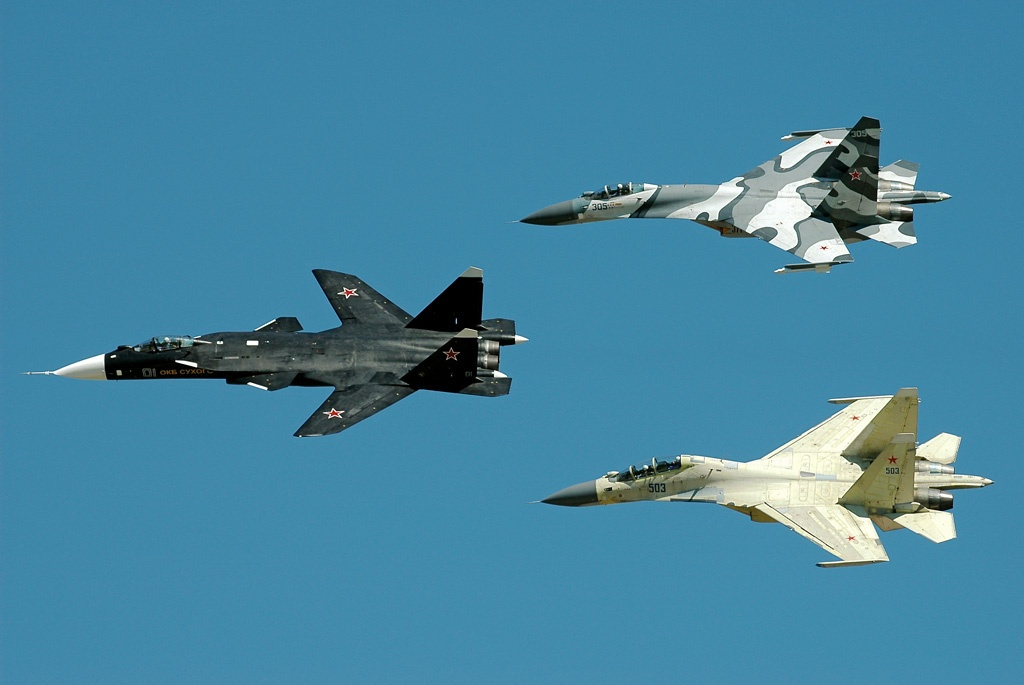
سوخوي سو-47 في المقدمة

إلى جانب التطور في العلوم والفضاء برعت روسيا في صناعة الأسلحة حيث ان منظومات الدفاع الجوي الحديثة تتقدم إلى حد كبير على مثيلاتها الأجنبية، خاصة المجاميع الصاروخية المضادة للجو الروسية من طراز اس-300 وخاصة اس-400 التي تصنعها شركة الماس- انتاي والتي قد دخلت الخدمة في الجيش الروسي وتتفوق من حيث مواصفاتها الفنية التكتيكية على المجاميع الأمريكية من طراز باتريوت. كما تعتبر مواقف روسيا قوية أيضا في سوق المجاميع البحرية المضادة للطائرات. تملك قوات الصواريخ الاستراتيجية الروسية الصواريخ البالستية العابرة القارات الثابتة والمتحركة المزودة بالرؤوس النووية. روسيا دولة رائدة صناعة الطائرات حيث تملك طائرات ميل مي-24، 26،28 القاذفة المقاتلة سو-34، المقاتلة الاعتراضية ميغ -31، قاذفة القنابل سو-24، طائرة الكشف الرإداري البعيد  آ-50 وقاذفة القنابل الحاملة للصواريخ توبوليف – 160 (البجعة البيضاء)  والمقاتلة ميغ- 35 وهي مقاتلة الجيل ++4. لدى روسيا أسلحة قوات بحرية حديثة حيث تملك من الطرادات والمدمرات; فرقاطةالاميرال غورشكوف التي تستخدم لخوض العمليات الحربية في المناطق البحرية القريبة والبعيدة وكذلك في مياه المحيط العالمي. الطراد الذري الثقيل بيوتر فيليكي (بطرس الأكبر) المعتبر من أضخم وأحدث السفن الحربية في القوات البحرية الروسية وأقوى السفن الحربية غير الحاملة الطائرات في العالم. وستكون مدمرات مشروع 21956 هي مستقبل الاسطول البحري الحربي الروسي، ويجب أن تحل المدمرات من مشروع 21956 محل مدمرات مشروع سوفريمينني. تضم الألة العسكرية الروسية غواصات من أمثال الغواصة الذرية الاستراتيجية حاملة الصواريخ يوري دولغوروكي، الغواصة الذرية الحاملة الصواريخ دميتري دونسكوي، وغواصة سيفيرودفينسك الذرية الروسية العديمة الصوت التي تعتبر أقل ضجيجا من غواصة سي فولف النووية الأمريكية المتعددة الأغراض. بالإضافة لامتلاك الطراد الثقيل الحامل الطائرات الاميرال كوزنيتسوف المخصص لتدممير الأهداف البحرية الكبرى وحماية التشكيلات البحرية الصديقة من هجوم العدو المحتمل. والمقاتلة البحرية سوخوي -33" سو-27 كا 

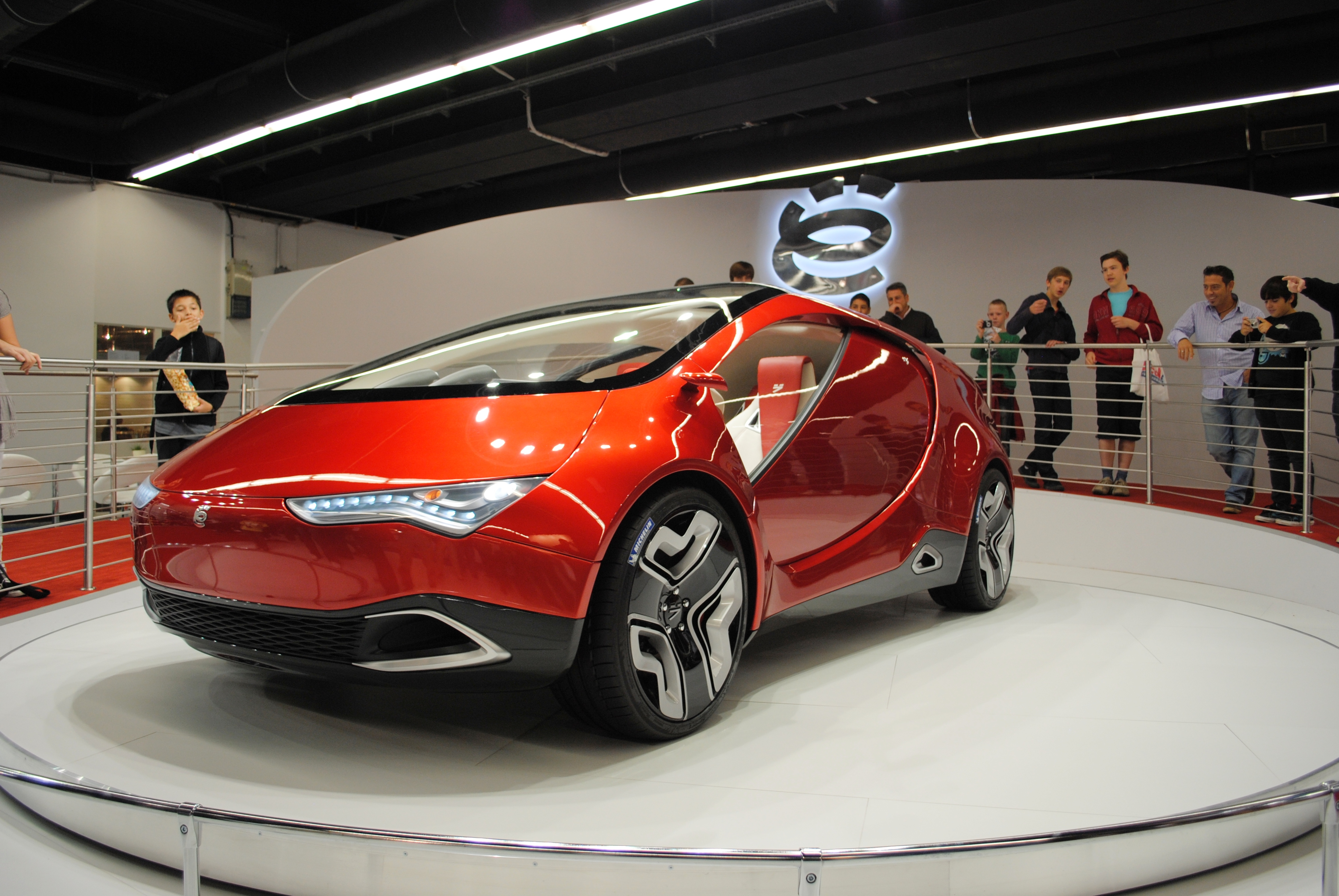
يو-موبيل، السيارة الروسية الجديدة الهجينة العاملة بالكهرباء

مع كل هذه الإنجازات، ومنذ أواخر الحقبة السوفيتية كانت روسيا متأخرة عن الغرب في عدد من التقنيات، ومعظمها تلك المتعلقة بالحفاظ على الطاقة، وإنتاج السلع الاستهلاكية. أدت الأزمة من عام 1990 إلى انخفاض حاد في دعم الدولة للعلوم، وهجرة الأدمغة من روسيا. في القرن الواحد والعشرين شهدت البلاد موجة من الازدهار الاقتصادي، فقد تحسن وضع العلوم والتقنية الروسية، وشنت الحكومة حملة تهدف إلى التحديث والابتكار. الرئيس الروسي ديمتري ميدفيديف وضع أعلى 5 أولويات للتنمية في البلاد التطور التقني، كفاءة استخدام الطاقة، تقنية المعلومات (وتشمل تقنيات الفضاء)، الطاقة النووية، والمواد الصيدلانية (الصناعات الدوائية. روسيا حاليا تستكمل منظومة غلوناس للملاحة الفضائية،  فضلا عن تطوير برنامجها الخاص الطائرة المقاتلة من الجيل الخامس  وإنشاء أول محطة نووية محمولة. في عام 2010، بدأ العمل على مشروع السيارة الكهربائية الهجينة، وسميت يو-موبيل Yo-mobil، التي سوف ينتج منها اعداد كبيرة.

## الديموغرافيا

### السكان
يشكل السكان ذوو الأصول الروسية 79.8٪ من سكان البلاد الذين ينتمون إلى 160 مجموعة عرقية مختلفة. على الرغم من أن تعداد سكان روسيا كبير نسبيا إلا أن الكثافة السكانية منخفضة بسبب حجم البلاد الكبير. بالرغم من وقوع معظم الأراضي الروسية داخل القارة الآسيوية فإن معظم سكان البلاد يعيشون في روسيا الأوروبية بالقرب من جبال الأورال وسيبيريا في جنوب غرب البلاد، 73٪ من السكان يعيشون في المناطق الحضرية في حين أن 27٪ في المناطق الريفية. تشير النتائج الأولية لتعداد السكان عام 2010 لوصول مجموع السكان إلى 142,905,208 نسمة.
وصل أكبر عدد لسكان روسيا لحوالي 148,689,000 في عام 1991، قبل تفكك الاتحاد السوفيتي. بدأت روسيا تعاني من انخفاض سريع في عدد السكان ابتداء من منتصف التسعينات  كادت الدولة تتعرض لكارثة ديمغرافية بسبب هذا الانخفاض الكبير بعدد السكان بعد تفكك الاتحاد السوفيتي وهذا دفع الحكومة المركزية لتقيم برامج لتشجيع الإنجاب ودعم العائلة ومنح الأم ميزات من دعم مالي واجتماعي خاص. وتعود أسباب تناقص عدد السكان في روسيا إلى العزوف عن الإنجاب وتأخر سن الزواج إضافة إلى ارتفاع نسبة الوفيات بين الذكور. كما أن روسيا تعرضت أيضا إلى كارثة ديموغرافية نتجت عن الحرب الأهلية والحربين العالميتين التي نالت منهما روسيا أكبر عدد من الخسائر البشرية أكثر من عشرين مليون قتيل من سكان الاتحاد السوفيتي السابق. لقد تعرضت روسيا إلى كارثة ديموغرافية نتجت عن الحرب الأهلية والحربين العالميتين التي نالت منهما روسيا أكبر عدد من الخسائر البشرية.
في عام 2009 سجلت روسيا معدل نمو سكاني للمرة الأولى منذ خمسة عشر عاما حيث بلغ معدل النمو الإجمالي نحو 10,500. منهم 279,906 مهاجر وصلوا إلى الاتحاد الروسي في نفس العام، 93٪ منهم قد جائوا من بلدان اتحاد الدول المستقلة. عدد المهاجرين الروس أنخفض بإطراد من 359,000 في عام 2000 إلى 32,000 في عام 2009. وهناك أيضا ما يقدر بنحو 10 ملايين مهاجر غير شرعي من دول الاتحاد السوفيتي السابق يعيشون في روسيا. حوالي 116 مليون من الأصول الروسية في روسيا، ونحو 20 مليون شخص يعيشون في جمهوريات أخرى من الاتحاد السوفيتي،  معظمهم في أوكرانيا وكازاخستان.
معدل المواليد في روسيا هو أعلى من مثيلاته في البلدان الأوروبية (12.6 ولادة لكل 1000 شخص في عام 2010. بالمقارنة مع متوسط الاتحاد الأوروبي البالغ 9.90 في 1000)،  في حين أن معدل الوفيات أعلى بكثير (في عام 2010، كان معدل الوفيات في روسيا 14.3 لكل 1000 شخص  بالمقارنة مع المتوسط في الاتحاد الأوروبي البالغ 10.28 لكل 1000). قامت الحكومة بعدد من البرامج المصممة لزيادة معدل المواليد وجذب المزيد من المهاجرين. وقد تضاعفت المساعدات الحكومية الشهرية لمعونة الأطفال إلى 55 دولارا أمريكيا، كما قدمت دفعة لمرة واحدة قيمتها 9,200 دولار أمريكيا للنساء لمن لديهن طفل ثاني منذ عام 2007. شهدت روسيا في عام 2009 أعلى معدل للمواليد منذ تفكك الاتحاد السوفيتي.

### اللغة

البلدان التي تتكلم اللغة الروسية

روسيا تحوي 160 جماعة عرقية تتحدث نحو 100 لغة. وفقا لتعداد عام 2002 فإن هناك 142.6 مليون نسمة يتكلمون الروسية تليها التترية بنحو 5.3 مليون والأوكرانية بحوالي 1.8 مليون ناطق. الروسية هي لغة الدولة الرسمية ولها ثلاث لهجات إقليمية رئيسية هي: اللهجة الشمالية واللهجة الجنوبية واللهجة الوسطى. وقليلاً ما تُعيق الاختلافات الصغيرة الفهم. وتكتب اللغة الروسية بالحروف السيريلية، وللأقليات لغاتها الخاصة وتتحدَّث بالروسية كلغة ثانية. اللغة الروسية هي إحدى اللغات السلافية وتعتبر اللغة الأكثر استخداما من بين اللغات السلافية في أوروبا، وقد أضافت اللغة العربية عديد من الكلمات إلى اللغة الروسية.

### الدين
<div style="border:solid transparent;position:absolute;width:100px;line-height:0;
<div style="border:solid transparent;position:absolute;width:100px;line-height:0;
الدين في روسيا (2017)

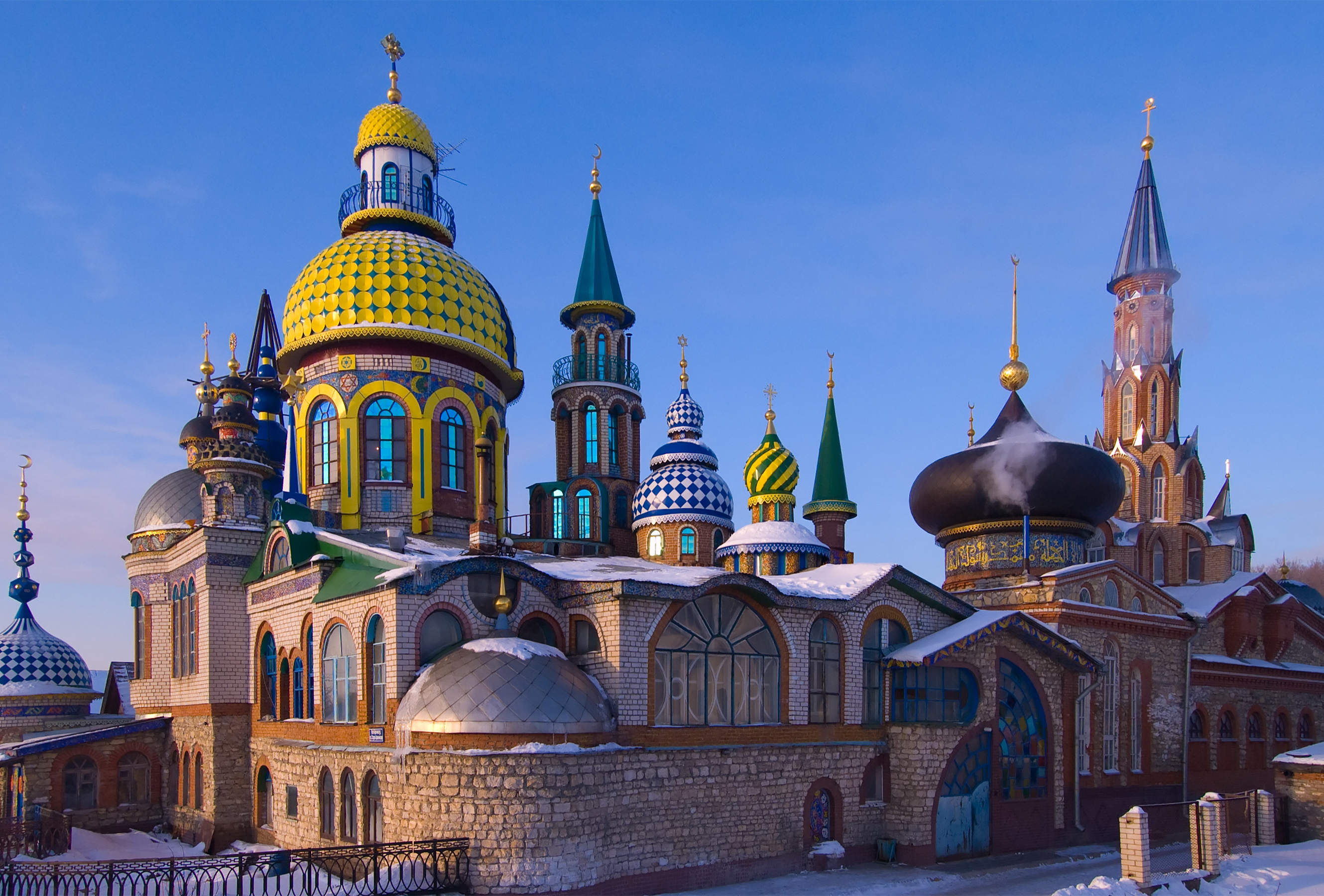
معبد جميع الأديان في مدينة متعددة الثقافات قازان

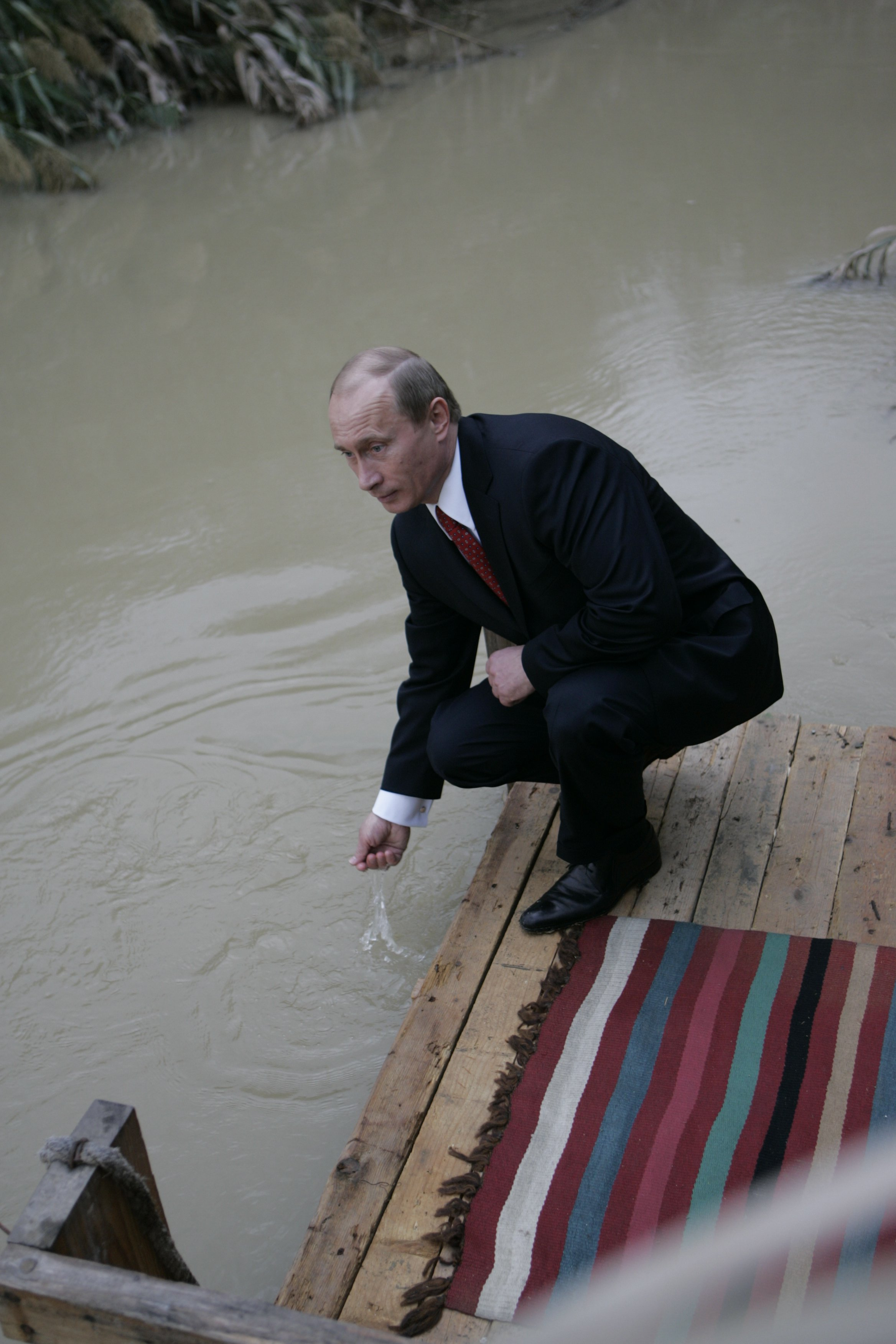
فلاديمير بوتين رئيس الوزراء الروسي في المغطس على ضفة نهر الأردن، أثناء زيارة له للشرق الأوسط عام 2007.

المسيحية الأرثوذكسية، الإسلام، البوذية واليهودية هي الديانات التقليدية في روسيا، وتُعتبر من الناحية القانونية جزءاً من «التراث التاريخي» في روسيا. تقديرات الدينيين تتذبذب كثيراً بين المصادر وتشير بعض المصادر إلى أن عدد اللادينيين يتراوح بين 16-48% من السكان. لا يوجد إحصاء رسمي للدين في روسيا، وتستند التقديرات إلى الدراسات الاستقصائيَّة فقط. حسب إحصائية مركز الأبحاث الأمريكي لعام 2010 حوالي 73.6% من سكان روسيا من المسيحيين. ويشير كتاب حقائق وكالة الاستخبارات الأميركية عن العالم بنسخته الصادرة العام 2011 إلى أن 70.3% من الروس هم مسيحيين. وتشير إحصائية مركز ليفادا لعام 2012 أن حوالي 76% من سكان روسيا هم من المسيحيين. عيد الفصح هو العيد الديني الأكثر شعبية في روسيا ويحتفل به أكثر من 90% من جميع المواطنين الروس بما في ذلك عدد كبير من المنظمات غير الدينية. أكثر من ثلاثة أرباع الروس يحتفلون بعيد الفصح بصنع كعكة عيد الفصح التقليدية، البيض الملون، والباسخا. بالرجوع إلى مشهد تنصير الروس في كييف في القرن العاشر، الأرثوذكسية الروسية هي الديانة السائدة في البلد؛ حوالي 100 مليون مواطن روسي يعتبرون أنفسهم مسيحيين أرثوذكس. 95% من الأبرشيات الأرثوذكسية المسجلة تنتمي إلى الكنيسة الروسية الأرثوذكسية في حين أن هناك عددا أقل من الكنائس الأرثوذكسية. ومع ذلك فإن الغالبية العظمى من المؤمنين الأرثوذكس لا يحضرون الكنيسة بشكل منتظم. أصغر الطوائف المسيحية في روسيا هي الكاثوليك، الأرمن، والبروتستانت. تقديرات عدد المسلمين في روسيا يتراوح بين 7-9 مليون نسمة بحسب مصادر محلية إلى 15-20 مليون نسمة بحسب مصادر غربية وإسلامية. أيضاً هناك 3 إلى 4 ملايين من المهاجرين المسلمين في دول ما بعد الاتحاد السوفيتي. معظم المسلمين يعيشون في منطقة الفولغا، الأورال، القوقاز، وموسكو وكذلك في سان بطرسبرغ وغرب سيبيريا. البوذية موجودة تقليديا في ثلاث مناطق في الاتحاد الروسي هي بورياتيا، توفا وكالميكيا. التحريض الديني ينشأ غالبا على أسس عرقية، باختصار السلاف الأرثوذكس أغلبيتهم الساحقة مسيحيين، الناطقين بالتركية هم مسلمين في الغالب، والمغول بوذيون.

### الرعاية الصحية

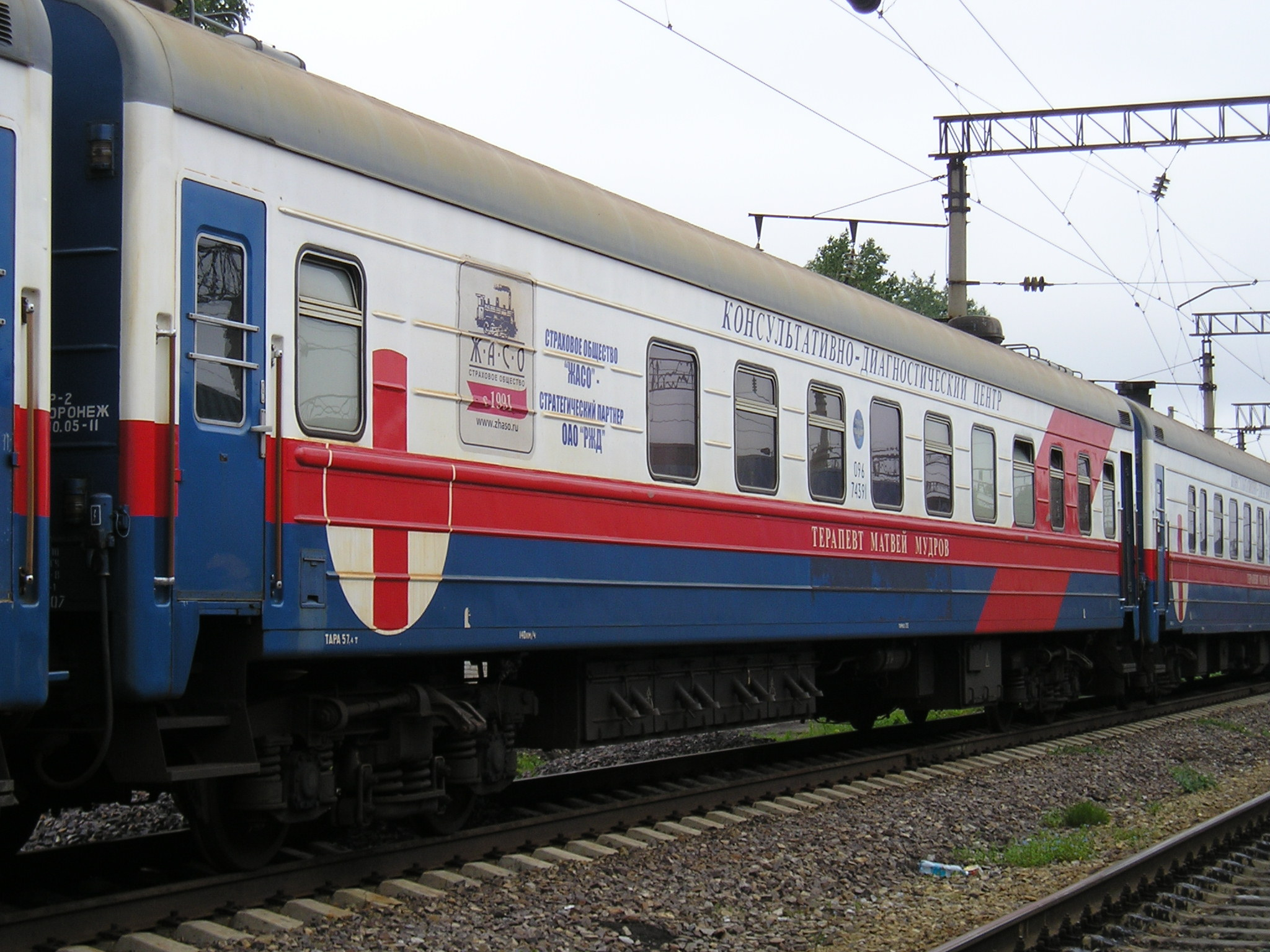
عيادة متنقلة تستخدم لتوفير الرعاية الصحية في محطات السكك الحديدية النائية

يكفل الدستور الروسي الرعاية الصحية الشاملة لجميع المواطنين، ومع ذلك تقتصر الرعاية الصحية المجانية بصورة جزئية بسبب نظام البروبيسكا. كان العلاج مجانيًا في الاتحاد السوفيتي السابق وما زالت الحكومة الحالية تهتم بتقديم العناية والرعاية الصحية للسكان، تمتلك روسيا عددًا كبيرًا من الأطباء والممرضين والمستشفيات، والعاملين في مجال الرعاية الصحية أكثر من أي دولة أخرى في العالم تقريبا،  ولكن هناك مشكلات تتعلق بالأجور المنخفضة وعدم توفر الدواء والأجهزة وأحيانًا قلة الخبرة في الرعاية الصحية. منذ تفكك الاتحاد السوفيتي تدهورت صحة الشعب الروسي كثيرًا نتيجة التغيرات الاجتماعية والاقتصادية ونمط الحياة، في عام 1993 بدأ برنامج التأمين الذي يعمل على تمويل الرعاية الصحية. وقد بدأ القطاع الخاص مؤخرًا بالمساهمة في مجال الرعاية الصحية في روسيا. اعتبارا من عام 2009 كان متوسط العمر المتوقع في روسيا 62.77 سنة للذكور و74.67 سنة للإناث. أكبر العوامل التي تسهم في انخفاض العمر النسبي المتوقع لذكور هو ارتفاع معدل الوفيات بين الذكور في سن العمل وهي أسباب يمكن الوقاية منها (مثل; تسمم الكحول، والتدخين، وحوادث المرور، والجريمة العنيفة)  نتيجة الفرق الكبير لمتوسط العمر المتوقع بين الجنسين بسبب التأثير المستمر للخسائر الكبيرة في الحرب العالمية الثانية، حيث اختلال التوازن بين الجنسين لا يزال قائم حتى يومنا هذا، وبالتالي هناك 0.859 ذكر لكل أنثى.

### التعليم
يلتحق الأطفال بالمدارس لمدة 11 سنة من عمر 6 ـ 17 سنة، ومدة الدراسة بالمدارس من 9 سنوات للمرحلة الابتدائية وسنتان للمرحلة المتوسطة، يختار الطالب بعدها الالتحاق إما بالمدارس الثانوية أو بالمدارس المهنية. والمدارس الثانوية تركز على العلوم والرياضيات بالإضافة إلى مواد أخرى. واللغة الإنجليزية هي اللغة الأجنبية التي يتعلمها الروس على نطاق واسع. بينما الهدف من المدارس المهنية تدريب الطلاب للعمل مهنيِّين في مجالات الصناعة والزراعة. التعليم المجاني مكفول لجميع المواطنين بموجب الدستور،  لكن التعليم ما بعد المرحلة الثانوية المدعوم يعتمد على قدرة الطالب التنافسية بدرجة كبيرة. في الحقبة السوفيتية كان التعليم شديد المركزية حيث يلقّن الطالب المبادئ في النظرية الماركسية اللينينية كعنصرًا رئيسيًا في المناهج الدراسية في كل مدرسة. وكانت الحكومة السوفيتية تتحكم في التعليم باعتباره وسيلة لتقدُّم الاشتراكية وتطوُّرها وانتشارها. ما زال التعليم العام مجانيًا كما كان في السابق، كما أتيحت الفرصة لإنشاء مدارس خاصة. وهناك اتجاه لتغيير المناهج المدرسية، لإعداد الطلاب لمواكبة التوجهات الاقتصادية الجديدة وأيضًا لتلبية رغبات ومصالح القوميات الروسية المختلفة. وصل الإنفاق الحكومي عام 2004 على قطاع التعليم إلى 3.6٪ من الناتج المحلي الإجمالي، أي 13٪ من الموازنة العامة للدولة.

## النقل

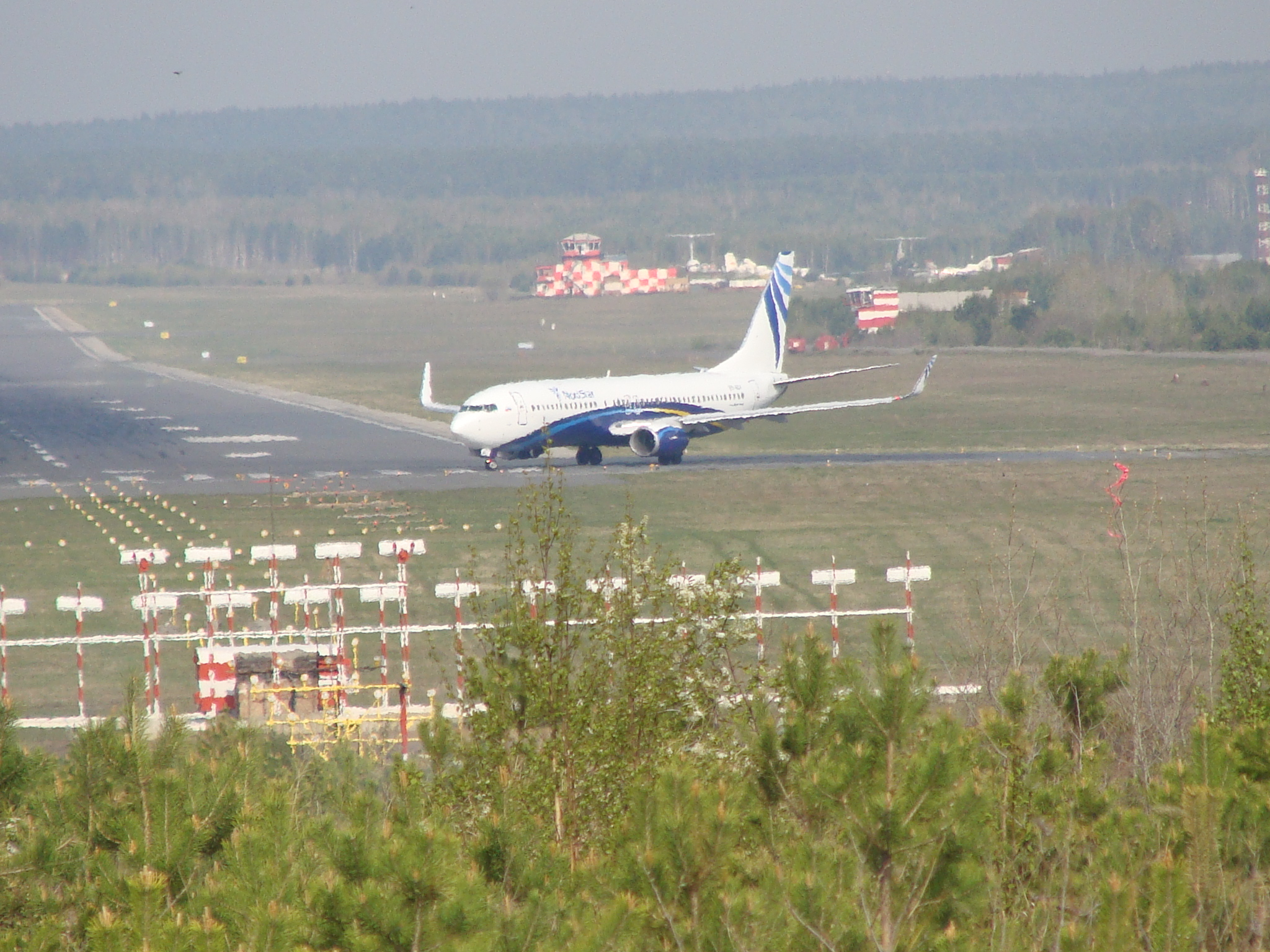
طائرة من طراز بوينغ 737 تابعة لـ NordStar

نظرا لكبر مساحتها ومناخها القاسي، فإن توزيع نظم النقل والاتصالات يتسم بعدم التساوي في أرجاء البلاد، كما أن هذه الوسائل تعد متخلفة بالنسبة للشبكات المماثلة في أوروبا الغربية والولايات المتحدة واليابان. تنقل معظم البضائع بالقطارات. يعود تاريخ مترو الأنفاق في روسيا إلى 15 مايو عام 1935 حيث افتُتح أول خط له طوله 11.6 كيلومتراً يحتوي على 13 محطة. وبدأت حركة القطارات فيه بين المحطتين النهائيتين آنذاك «سوكولنيكي» و«بارك كولتوري»، وكذلك في خط فرعي صغير نحو ساحة «سمولينسكايا». وبلغ عدد الركاب كل يوم حينذاك 177000 راكب. أما في الوقت الحاضر فيقوم مترو الإنفاق في موسكو بنقل 9 ملايين راكب يوميا، وذلك عبر 12 خطا و26 عقدة و182محطة مزودة بأنظمة المراقبة والإنذار. النقل بالسكك الحديدية في روسيا في معظمها تخضع لسيطرة الدولة حيث تحتكر الدولة تشغيل السكك الحديدية الروسية. تملك الشركة 3.6٪ من الناتج المحلي الإجمالي في روسيا بما يمثل 39٪ من حركة الشحن الإجمالي (تشمل خطوط الأنابيب) وأكثر من 42٪ من حركة نقل الركاب. إجمالي طول خطوط السكك الحديدية العاملة بالديزل يتجاوز 85,500 كم،  مما جعلها في المرتبة الثانية بعد الولايات المتحدة. ما يزيد عن 44,000 كم من خطوط سكك الحديد تعمل بالكهرباء  وبلك يكون الأكبر عالميا. على العكس من معظم دول العالم السكك الحديدية في روسيا تستخدم مقياس عريض لسكة يصل إلى 1,520 مم (4 قدم 11 في 5⁄6), ما عدا 957 كيلومترا في جزيرة سخالين تستخدم مقياس ضيق نحو 1,067 مم (3 أقدام في 6). تعتبر سكة الحديد العابرة لسيبريا الأكثر شهرة في روسيا، والأطول في العالم حيث تمتد على سبع مناطق زمنية وهي أطول سكة حديد في العالم، من موسكو إلى فلاديفوستوك (9,259 كم، 5,753 ميل)، من موسكو إلى بيونغيانغ (10,267 كم، 6,380 ميل)  من كييف إلى فلاديفوستوك (11,085 كم، 6,888 ميل).
بحلول عام 2006 كان مجموع الطرق في روسيا يصل 933,000 كيلومتر من الطرق، منها 755,000 كم معبدة. وبعض هذه تشكل نظام الطرق الفيدرالية الروسية السريعة. بمساحة كبيرة من الأراضي تجعل كثافة الطرق في روسيا هو الأدنى من جميع دول البريك ومجموعة الثماني. لدى روسيا 1216 مطارا  أكثر المطارات ازدحاما: شيريميتيفو، دوموديدوفو، وفنوكوفو في موسكو، بولكوفو في سانت بطرسبرغ. يتجاوز مجموع طول مدرجات الطائرات في روسيا 600,000 كم.
تجعل شبكة الطرق المتخلفة ورداءة المناخ وكبر مساحة الدولة، من نقل الشاحنات وسيلة غير فاعلة وباهظة التكاليف، مما أدى إلى انخفاض نصيبها إلى 5٪ من جملة البضائع المنقولة. أما نصيب النقل النهري، فهو أقل من ذلك نظرا لتجمد معظم الأنهار معظم شهور السنة. وتلعب القنوات، مثل قناة الفولجا الدون وقناة موسكو، دورا مهما في حركة النقل النهري. وتقوم الخطوط الجوية الروسية، إيروفلوت، بنقل المسافرين بين المدن الروسية وبين روسيا والدول الأخرى. تملك روسيا موانئ مهمة منها أرخانجلسك وكالينينغراد وميرمانسك وناخودكا وسانت بطرسبرغ وفلاديفوستوك. وتتعرض بعض هذه الموانئ للتجمد خلال بعض شهور السنة. يزداد إنتاج السيارات في روسيا، لكنه يقل عما هو عليه في الدول الغربية. ففي روسيا ما يعادل 56 سيارة لكل 1,000 شخص. أما النقل العام فمتطور ورخيص ولكنه يعاني من الازدحام، ويشمل السيارات والحافلات والترام. ونظام الهاتف غير متطور ويستغرق توصيل الهاتف للمساكن الجديدة عدة سنوات.

## الثقافة

### المطبخ الروسي
في نهاية القرن التاسع عشر وبداية القرن العشرين بدأ المطبخ الروسي ينافس المطبخ الفرنسي الشهير من حيث تأثيره وشعبيته في أوروبا. ودخلت بعض المأكولات الروسية الأصيلة إلى قوائم الطعام في المطاعم في جميع أنحاء العالم ولعل أشهرها كان ستودين، شي،  أوخا وبليني. شهدت بداية مرحلة تطور المطبخ الروسي ظهور خبز الجودار الذي يعتبر حتى يومنا هذا جزءاً لا يتجزأ من أية مأدبة في روسيا، إلى جانب شتى المأكولات المصنوعة من العجين والفطائر الروسية. وفي الوقت نفسه ابتكر الروس مجموعة متنوعة من المشروبات منها الـكيسيل الذي كان يصنع في البداية من حبوب الشوفان والقمح والجودار وبعد فترة بدأ الروس يستخدمون من مختلف أنواع الفواكه في إعداده. كما احتلت العصائد بشتى أنواعها حيزا هاما في قائمة الطعام الروسية بعد أن كان تناولها قبل ذلك يقتصر على الأفراح والمناسبات الدينية. من الأطباق الروسية الأصيلة شوربة البورش،  الباسخا التي يعدها الروس في عيد الفصح خصوصًا،  سيرنيكي،  درانيكي (كباب وبطاطا)  سلطة سليودكا بود شوبوي  سلطة فينيغريت  الخولوديتس (مقبلات باردة)  وسلطة اوليفيه المعروفة بالسلطة الروسية.

### العمارة

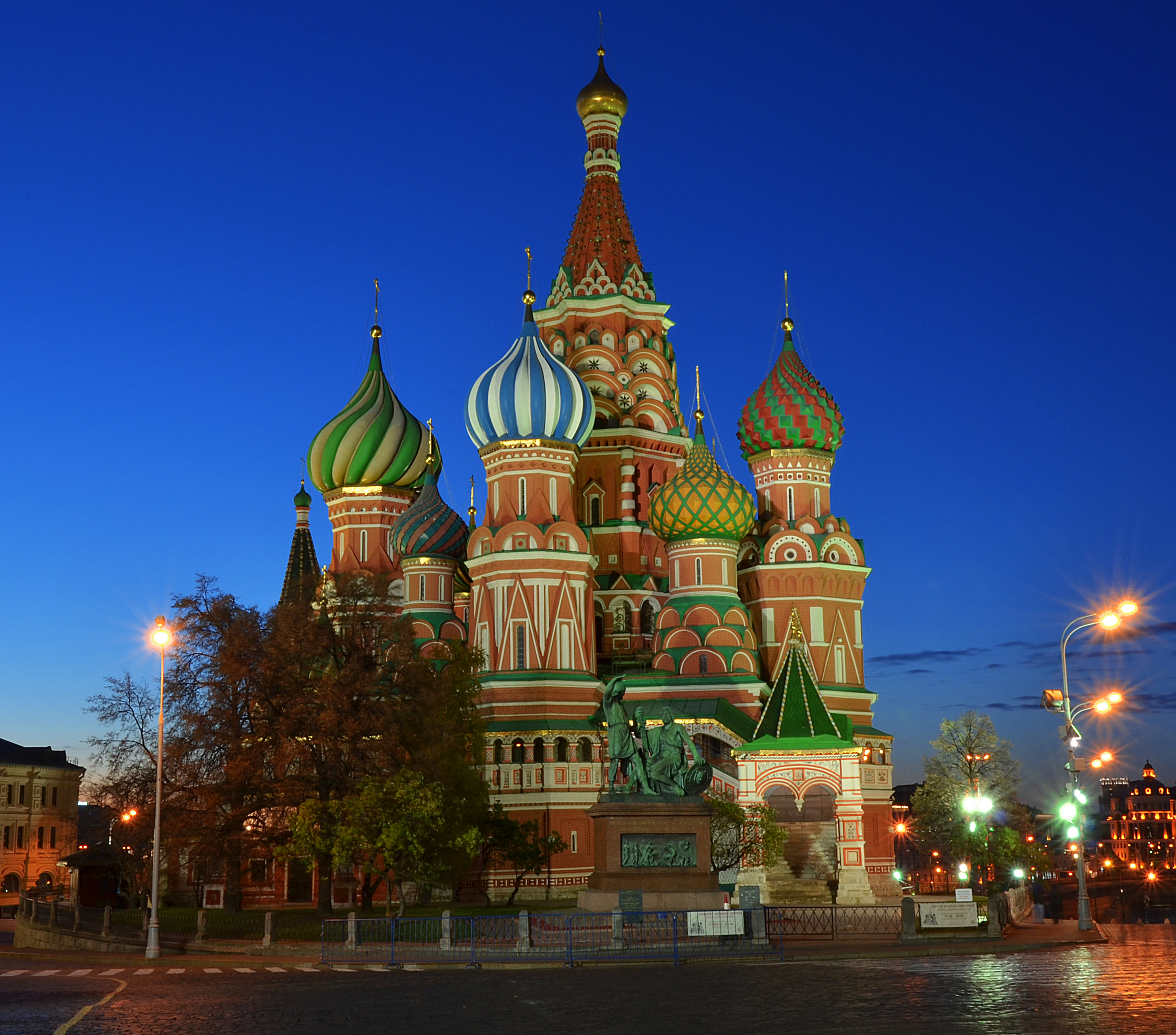
كاتدرائية القديس باسيل في موسكو، من روائع العمارة الروسية

يواصل فن العمارة الروسي على التقاليد التي أرسيت جذوره في الدولة البيزنطية ومن ثم الدولة السلافية الشرقية (روس كييف) وبعد سقوط كييف استمر تاريخ العمارة الروسية في إمارتي فلاديمير–سوزدال ونوفغورود ومن ثم في الدول التي أعقبتها - مملكة موسكو والإمبراطورية الروسية، والاتحاد السوفيتي، وروسيا المعاصرة. عندما اعتنقت روس القديمة المسيحية كانت تعرف السباكة والنحت على الخشب وسك النقود وكان الصاغة الروس آنذاك معروفين في العالم. كان فن العمارة موجودا أيضا إلا أنه من الصعب الآن معرفة درجة تطوره في تلك المرحلة، لأنه لم يصلنا أي شيء يذكر من عصر ما قبل المسيحية: فمنها ما قضى عليها الزمن والجزء الأكبر منه دمره البشر. وهدم المسيحيون بحماس كل ما كان يذكر بتعدد الآلهة. تأثرت العمارة الروسية في الغالب من العمارة البيزنطية، فكانت الكنائس الأرثوذكسية القديمة، مزينة بالقباب الكثيرة، المذهبة أو المطلية بألوان زاهية. جلب فيورافانتي أرسطولي وغيره من المعماريين الإيطاليين، تيارات النهضة إلى روسيا منذ أواخر القرن الخامس عشر. يعتبر القرن العاشر عصر نشوء الدولة الروسية، واتحاد القبائل السلافيية حول كييف، والخطوات الأولى للثقافة المسيحية. وهو قرن الحروب العديدة مع القبائل الرحل، ولهذا فإن أي أثر معماري في هذه الفترة يحمل علامات المباني المحصنة وحتى الكنائس بنيت أخذين بعين الاعتبار إمكانية استخدامها كقلاع. كان القرن الحادي عشر، عصر ازدهار فن العمارة في كييفسكايا روس، ويمكن أن تؤخذ كمثال على فن العمارة في هذا العصر، البوابة الذهبية في كييف المبنية في عام 1037، حيث أستخدمت البوابة للدخول الاحتفالي إلى عاصمة روس القديمة، وتقع في الجزء الجنوبي للمدينة. وكانت هذه البوابة تمثل المدخل الرئيسي للمدينة، وهي إحدى البوابات الرئيسية الثلاث للمدينة والتي بنيت في فترة حكم يارسلاف الحكيم.
كان العصر الحادي عشر، عصر التغيير حيث نُقلت العاصمة، ومقر المطران من كييف إلى فلاديمير. وظهر في الفن المعماري طراز جديد هو طراز فلاديمير–سوزدالسك. عصر مايسمى بطراز باروكو ناريشكين السابق لباروكو الروسي، هكذا سمي القرن السابع عشر وسمي هذا الطراز نسبة إلى عائلة النبلاء ناريشكين. فعليا كانت أسرة ناريشكين أول من بنى الكنائس في الإمبراطورية الروسية على طراز الباروكو، ونظرا لكون جميع القصور التي أنشأتها أسرة ناريشكين على طراز الباروكو تقع في منطقة موسكو لذللك أصبحت تسمية باروكو موسكو مرادفة لتسمية «باروكو ناريشكين»، ويتفق المؤرخون على أن هذا الطراز يمثل جسرًا يربط بين خصوصية أبنية «موسكو القديمة» و«موسكو الحديثة». ظهر الطراز التركيبي في سنوات 1920 – 1930 وكان هو الرد الروسي على طراز باوهاوس الألماني وهو فرع من فروع فن العمارة التكعيبية، وينحصر دور المهندس المعماري بإظهار تركيب المبنى. في أواسط الخمسينات والستينات صدر قرار خروتشوف ب«محاربة التطرف في العمارة» وظهر طراز يعود إلى الخيار الموسيلليني في الطراز التركيبي. في عهد بريجينيف غلبت المباني الموشورية الضخمة، وجلبت الفترة بعد العهد السوفيتي، الفترة تنوعا في فن العمارة الروسي، حيث أمتزجت كل الطرز المعمارية سواء التقليدية الروسية أم الأجنبية. عند الحديث عن فن العمارة الروسية لابد من التطرق إلى ظاهرة مثل (داتشا) وهو بيت في ضواحي المدينة والذي يعيش فيه أصحابه فترة الصيف عادة. ترتبط هيئة البيت بالخيال والإمكانيات المالية لصاحبه.

### الفنون

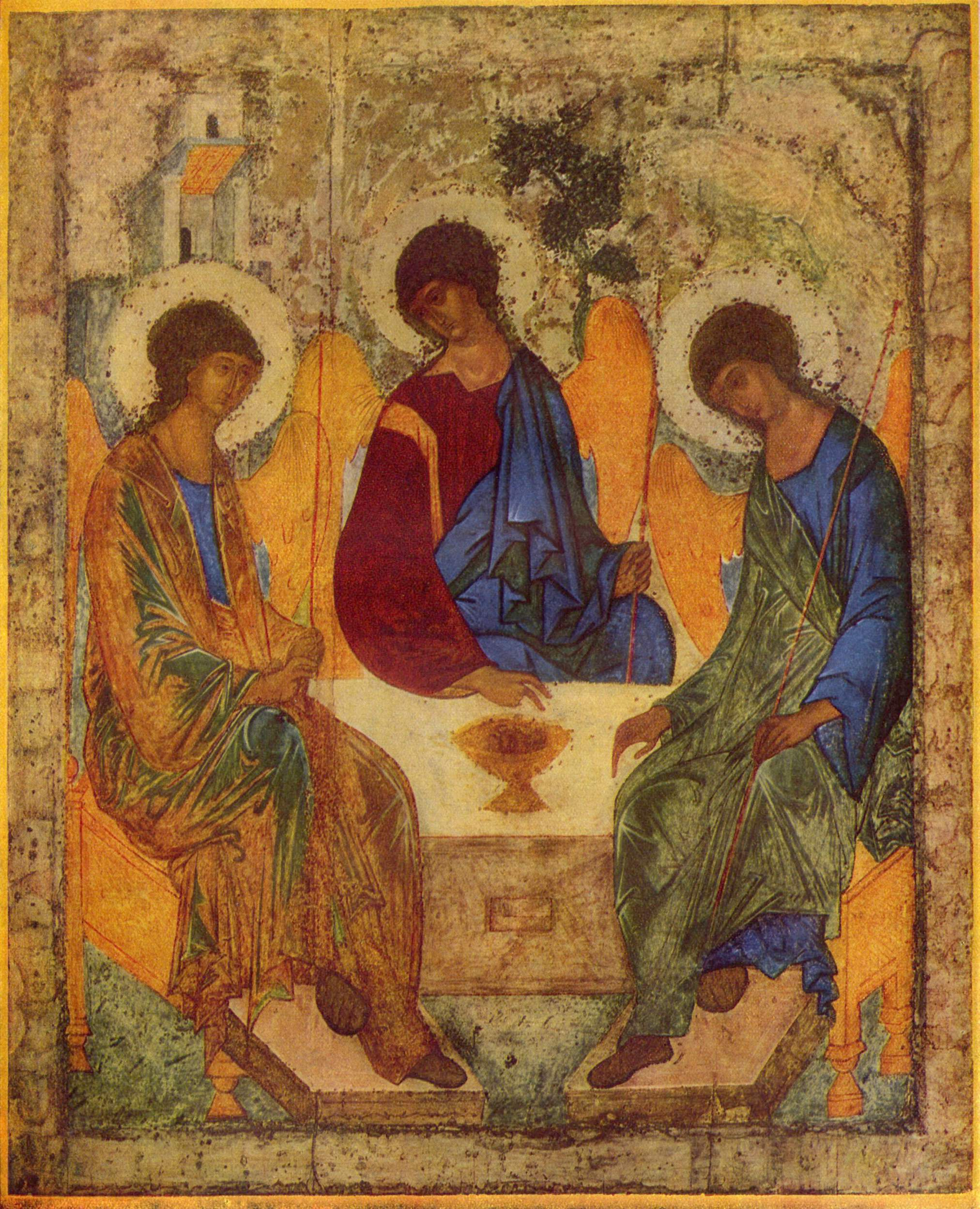
أيقونة الثالوث بواسطة اندريه روبليف

تعتبر روسيا موطنا لعدد كبير من المسارح. ويرجع ذلك إلى ما تميزت به من فنون مسرحية وموسيقية، ومن بينها مسارح الموسيقى، والدراما، والمسارح الكوميدية، ومسارح الأطفال. أزدهر الرسم الجداري في روسيا القديمة بين القرنين الرابع عشر والسادس عشر، وبرز الرسام غريك فيوفان (نحو1340)، والرسّام أندريه روبلي المتميّز بشاعريته وعمق أعماله، وديونيسي (1440ـ1503). ووصل النحت النافر إلى مستـوى عالٍ في كنائس فلاديمير سوزدال، وتطورت في القرن السادس عشر الطباعة الخشبية في الكتب. وفي القرن السابع عشر طغت السمة التزيينية على الرسوم الجدارية، التي غطت جدران الكنائس، وانتشرت طباعة المعدن. انتشرت في روسيا قديما الحرف الشعبية الفنية مثل; خوخلوما التي كانت تنتج أواني وأشياء خشبية مثل الملاعق والكؤوس والموبيليا وغير ذلك مطلية بألوان زاهية ذهبية وحمراء وأحيانا خضراء فاتحة على خلفية سوداء. ولا يستخدم الذهب في عملية الطلاء نهائيا بل يستخدم القصدير الفضي اللون أو مسحوق الالمينيوم. في ضواحي موسكو كانت هناك بلدة تسمى جوستوفو اشتهر سكانها بفن الرسم على الصواني المعدنية. وبفضل ريشة هؤلاء تصبح الصواني المعدنية تحفا فنية، وإلى الشمال الشرقي من العاصمة موسكو كان هناك أكثر من 20 قرية إندمجت مع بعضها لتشتهر بالصناعات الخزفية. إحدى هذه القرى تسمى غجيل، من هنا جاءت تسمية تحف غجيل الخزفية. في عام 1740 تأسس مسرح المدرسة العسكرية ونشط حتى العام 1757 الذي يعد المنعطف الأكثر أهمية في تاريخ المسرح الروسي، أي حين تأسس المسرح المحترف الكبير (البولشوي) والصغير (المالي) للمسرح والباليه والموسيقى في كل من سانت بطرسبرغ وموسكو، وبتمويل مباشر من البلاط. إلا أن الرقابة المتشددة أدت إلى منع أو تأجيل أو تعديل الكثير من المسرحيات ذات الطابع الانتقادي، كأعمال ميخائيل ليرمونتوف (1814ـ1841) ، وألكسندر غريبويدوف (1795ـ1829) وغيرهما، ولذلك جرت محاولات كثيرة لإصلاح الأوضاع المسرحية، كان أهمها محاولة المسرحي نيكولاي جوجول التي توّجت بالنجاح عند عرض مسرحية المفتش لجوجول عام 1836 بحضور القيصر، إضافة إلى محاولة ألكسندر أوستروفسكي في أعماله لخلق كوميديا ناقدة جادة، بعيداً عن الكوميديا الهابطة السائدة، والمتأثرة بمسرح الفودفيل الفرنسي، والتي تركز على التهريج اللفظي والحركي، في التأليف والتمثيل. وفي عام 1885 صار أوستروفسكي مديراً لمسرح مالي في موسكو، وكان النظام القيصري قد سمح منذ عام 1883 بافتتاح المسارح الخاصة. تعزز المسرح الناطق باللغة الروسية في المرحلة السوفيتية في جميع أرجاء الاتحاد السوفيتي، وعلى توحيد النظام المسرحي إدارياً ومالياً وفنياً، ولكن مع انهيار الاتحاد السوفيتي تقوض النظام المسرحي بأكمله نتيجة فقدان الدولة الراعية والحامية، وتشتت أعضاء الفرق، وصار غالبيتهم عاطلين عن العمل. وفي العقد الأخير من القرن العشرين، مع تبني الحكومة الروسية نظام اقتصاد السوق على الصعد كافة، أخذت تظهر تجمعات مسرحية جديدة.

### السينما، الرسوم المتحركة، والإعلام

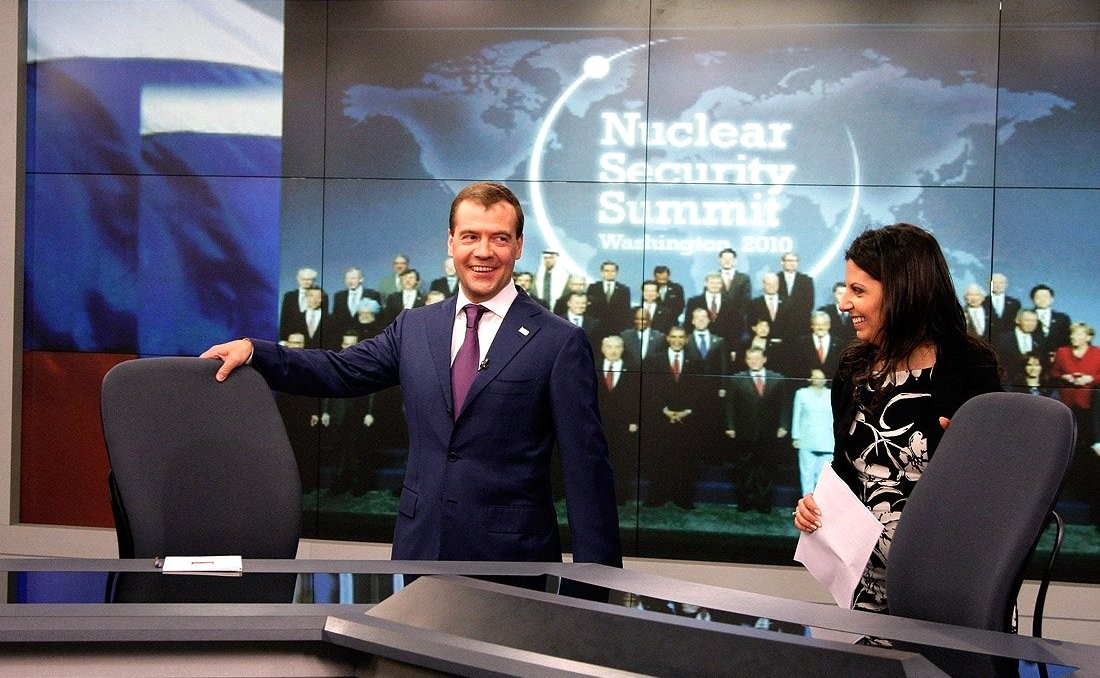
الرئيس الروسي دميتري ميدفيديف عام 2010 في أستوديو واشنطن على تلفزيون روسيا اليوم

جاءت السينما إلى روسيا مع الفرنسيين في عام 1896، وبدأ بافتتاح دور السينما في روسيا في عام 1903. في عام 1911 عرض على الشاشة أول فيلم روائي طويل في روسيا هو الدفاع عن سيفاستوبول، وشهدت السينما الروائية الروسية مرحلة الازدهار الأولى في أعوام الحرب العالمية الأولى وبرزت فيها ممثلات وممثلون مشهورون كما تطورت الصحافة السينمائية بسرعة. وحين كانت الحرب في ذروتها في عام 1916 صدرت في روسيا 11 مجلة سينمائية لكن لم يتبق ما مجموعه 2,700 فيلم أنتج في زمن الإمبراطورية الروسية حتى عام 1917 سوى 300 فيلم سينمائي. حظيت صناعة الأفلام في العهد السوفيتي باهتمام كبير وتألقت آنذاك كوكبة رائعة من المخرجين من أمثال دوفجينكو وبودوفكين وألكسندروف وغيرهم. ثم ظهرت في أعقاب الحرب العالمية الثانية نهضة جديدة للفن السينمائي في الاتحاد السوفيتي أقترنت بأسماء بوندارتشوك وتشوخراي وآخرين من المخرجين البارزين. الأفلام السوفيتية تركت أثرا في السينما العالمية وحصلت على العديد من الجوائز من بينها فيلم الحرب والسلام عام 1965 من إخراج سيرغي بوندارتشوك الذي فاز بجائزة الأوسكار لأفضل فيلم بلغة أجنبية في عام 1968. وحصل فيلم موسكو لا تعرف الدموع من إخراج فلاديمير منشوف في عام 1980 على نفس الجائزة كما حاز فيلم الغرانيق تطير من إخراج ميخائيل كلاتازوف على الجائزة الذهبية في مهرجان كان السينمائي عام 1958. وكذلك فيلم طفولة إيفان للمخرج أندريه تاركوفسكي الذي نال جائزة الأسد الذهبي في مهرجان البندقية السينمائي عام 1962،  وفيلمه الآخرسولاريس الذي حصل على جائزة في مهرجان كان السينمائي عام 1972. أعتبرت أعمال تاركوفسكي ليس أعمالا فنية فحسب بل فلسفة بحد ذاتها. ورثت الأسرة السينمائية الروسية المعاصرة تقاليد السينما السوفيتية لذلك ظهرت مجموعة من الأفلام الروسية تناولت قضايا وهموم معاصرة، وأستطاعت عبرها أن تضيف الجديد إلى السينما العالمية وتنتزع عددا من الجوائز في المهرجانات العالمية مثل: فيلم فوزفراشينيا أو العودة لمخرجه الروسي أندريه زفياغينتسيف الذي فاز بجائزة الأسد الذهبي في مهرجان البندقية السينمائي الدولي عام 2003، والفيلم الدرامي الجزيرة للمخرج بافل لونغينالذي الذي حصل على عدد من الجوائز المحلية. ولا يمكن أن نتجاهل هنا فيلم الفصيلة التاسعة للمخرج والممثل فيودور بوندارتشوك الذي يدور حول أحداث حقيقية وقعت أثناء الحرب في أفغانستان. ويعتبر هذا الفيلم من أكثر الأفلام شعبية في روسيا.

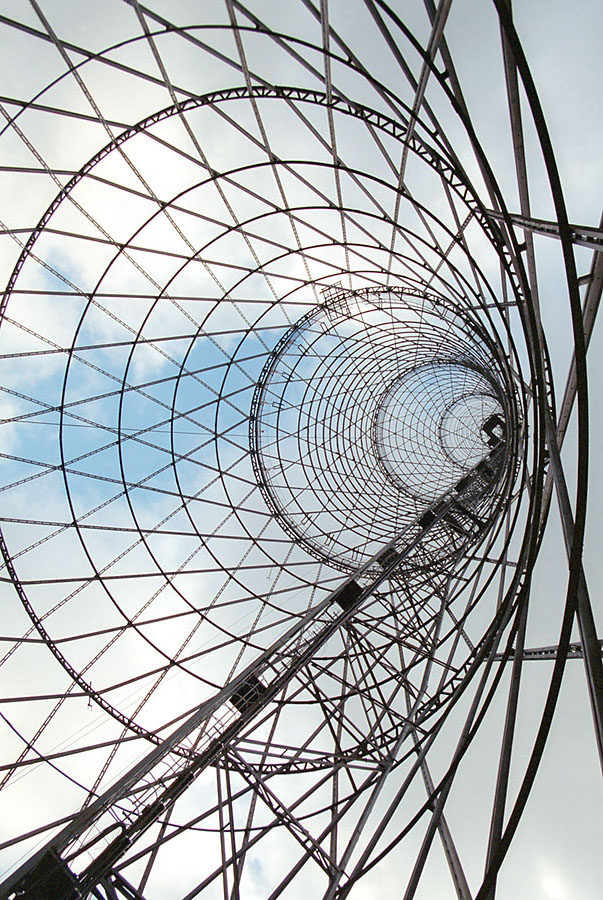
غطى برج شوخوف موسكو بموجات الراديو والتلفزيون

الرسوم المتحركة الروسية تعود إلى وقت متأخر من زمن الإمبراطورية الروسية. خلال الحقبة السوفيتية كان أستوديو سويز مولتفيلم أكبر منتج للرسوم المتحركة. تطورت الرسوم المتحركة السوفيتية بمجموعة كبيرة ومتنوعة من التقنيات الرائدة والأنماط الجمالية مع مخرجين بارزين من بينهم ايفان ايفانوف-فانو، فيودور كهتروك، وألكسندر تاتارسكاي. العديد من أبطال الكرتون السوفيتي مثل النمط الروسي ويني-ذا-بوه، الذئب والأرنب نو، بوجودي!، كانت هي الصور المميزة لسينما في روسيا والعديد من الدول المحيطة بها. كانت أواخر التسعينات فترة أزمة في السينما والرسوم المتحركة الروسية على الرغم من إعطاء السينمائيين يدا حرة لتعبير عن انفسهم تم تخفيض الدعم الحكومي كثيرًا مما أدى إالى قلة عدد الأفلام المنتجة. جلبت السنوات الأولى من القرن الواحد والعشرين ازدياد عدد المشاهدين والازدهار لهذه الصناعة لاحقا على خلفية الانتعاش الاقتصادي. مستويات الإنتاج بالفعل أعلى من مثيلاتها في بريطانيا وألمانيا. كان إجمالي إيرادات شباك التذاكر الروسي في عام 2007، حوالي 565 مليون دولار أمريكي، بزيادة 37 ٪ عن السنة السابقة. كانت روسيا من بين الدول الأولى التي تطرح الإذاعة والتلفزيون لكنها كانت قنوات محدودة في العهد السوفيتي، في العقدين الماضيين ظهرت العديد من محطات الإذاعة والتلفزيون الخاصة والمملوكة للدولة. أطلقت قناة روسيا اليوم المملوكة للدولة بثها باللغة الأنجليزية في عام 2005 وأطلقت النسخة العربية في عام 2007. في السنوات الأخيرة عزز الكرملين من سيطرته على شبكات التلفزيون الرئيسية في البلاد وهي; القناة الأولى و«آر تي آر» و«إن تي في» ويقول النقّاد إن الصحافة المستقلة عانت نتيجة لذلك. أنتزع الكرملين السيطرة على قناة إن تي في عام 2001 وأمر بإغلاق محطة تي في 6 في يناير عام 2002. من الصحف الروسية: كومسومولسكايا برافدا التي يمتلكها فلاديمير بوتانين أحد أغنى أثرياء البلاد وموسكوفسكي كومسوموليتس ازفستيا وهي صحيفة يومية شعبية تابعة لفلاديمير بوتانين كما أن هناك صحيفة موسكو تايمز باللغة الإنجليزية وغيرها. أما الإذاعة والتلفزيون فهناك قناة روسيا اليوم وهي شبكة وطنية تديرها شركة الإذاعة والتليفزيون الروسية المملوكة للحكومة، القناة الأولى وهي شبكة وطنية تمتلك الحكومة 51% منها والباقي ملك لحملة أسهم، وإذاعة روسيا وهي شبكة وطنية تديرها شركة الإذاعة والتلفزيون الروسية المملوكة للحكومة.

### الموسيقى والرقص

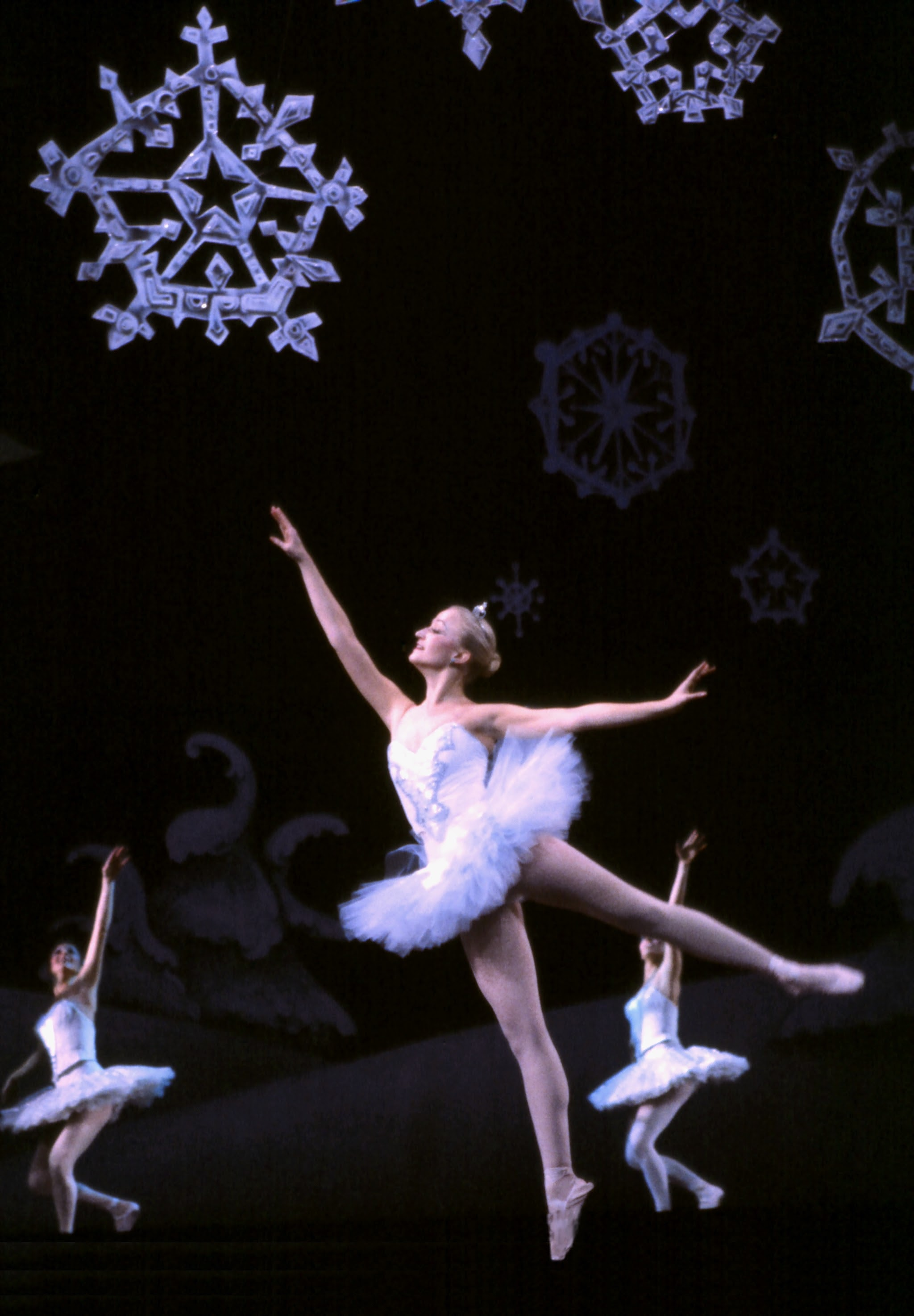
مشهد من باليه كسارة البندق، تأليف بيتر إليتش تشايكوفسكي

اعتمدت الموسيقى الروسية الألحان والأغاني الفولكلورية لمختلف المناطق والأقاليم الروسية الغنية بها، والتي تتصف بسمات موسيقية متميزة فيما بينها. ويغلب على الموسيقى الروسية استخدام السلم الموسيقي الصغير. يقول المؤلف الروسي ميخائيل غلينكا مؤسس المدرسة الموسيقية القومية الروسية في القرن التاسع عشر: «إن الشعب الروسي هو الذي صنع موسيقاه، ولسنا نحن سوى المنسقين لهذه الموسيقى». ومن معالم الموسيقى الروسية أنها تأثرت بثلاثة عناصر أساسية: الأغاني الشعبية والألحان الفولكلورية الراقصة القومية، والغناء الديني، والأوبرا الإيطالية. بقيت الموسيقى الروسية إلى منتصف القرن الثامن عشر الميلادي تتكون أساسًا من موسيقى صوتية تؤدى في الكنسية عند إقامة الطقوس وفي أداء الموسيقى الشعبية. وفي عهد الإمبراطورة إليزابث (1741 ـ 1762م) بدأت الموسيقى غير الدينية تزدهر، وخاصة بعد إنشاء أكاديمية الفنون في عام 1757م لتعليم الموسيقى، ولاقت الأوبرا الإيطالية في عهدها إقبالاً وشعبية. كان سيرجي رحمانينوف واحدا من أعظم المؤلفين الموسيقيين في القرن العشرين حيث كان عازفا للبيانو وقائدا للاوركسترا. في عهد كاثرين العظيمة (1762 ـ 1796م) ظهرت أول مجموعة للأغاني الشعبية الروسية في أربعة مجلدات. ويعزى إنشاء مدرسة روسية متميزة للموسيقى الكلاسيكية إلى ميخائيل جلينكا، وذلك في أوائل وأواسط القرن التاسع عشر حين مزج الموسيقى الشعبية والدينية في أعماله الموسيقية مستفيدًا أيضًا من موضوعات من تاريخ روسيا، كما في رائعته رسلان وليودميلا، وهي أوبرا تعتمد على أسطورة كتبها الشاعر الروسي ألكسندر بوشكين. وفي أواخر القرن التاسع عشر ازدهرت الموسيقى الروسية، وظهر موسيقيُّون من أمثال: موديست مسورجسكي ونيكولاي رمسكي ـ كورساكوف وبيتر إيلتش تشايكوفسكي وألكسندر بورودين. وقد ألّـفوا كثيرًا من الأوبرات والموسيقى الآلية، وكان الكثير من أعمالهم قد قام على أساس التاريخ الروسي والقصص الشعبية (الفولكلور). كان بيتر إليتش تشايكوفسكي أحد نوابغ الموسيقى العالمية حيث ألف السيمفونية الرابعة وأوبرا «يفغيني اونيغين» في موسكو، كما ألف الحان موسيقية للأوركسترا وللمواضيع التاريخية مثل مازيبا وعذراء اورليان، حيث بيّن الموسيقار تاريخ روسيا وفرنسا وأوبراه المشهورة ملكة البسطوني التي ألفها عام 1890 على أساس قصة لبوشكين، وفي أخر حياته ألف أكثر مؤلفاته مأساوية. وهي السيمفونية السادسة. في بداية القرن العشرين اشتهر كل من سيرجيل راتشيانينوف، وإيجور سترافنسكي عالميًا لمؤلفاتهم الموسيقية. كتب سترافنسكي عدة مؤلفات ذات مكانة كبيرة في الباليه، بما في ذلك طائر النار (1910م) وبتروشكا. بدأ الباليه الروسي يكتسب الشهرة على نطاق العالم في منتصف القرن التاسع عشر الميلادي، ومن شركات الباليه الرائدة وإلى يومنا هذا، باليه كيروف في سانت بطرسبرغ ومسرح البولشوي في موسكو.

### الأدب والفلسفة

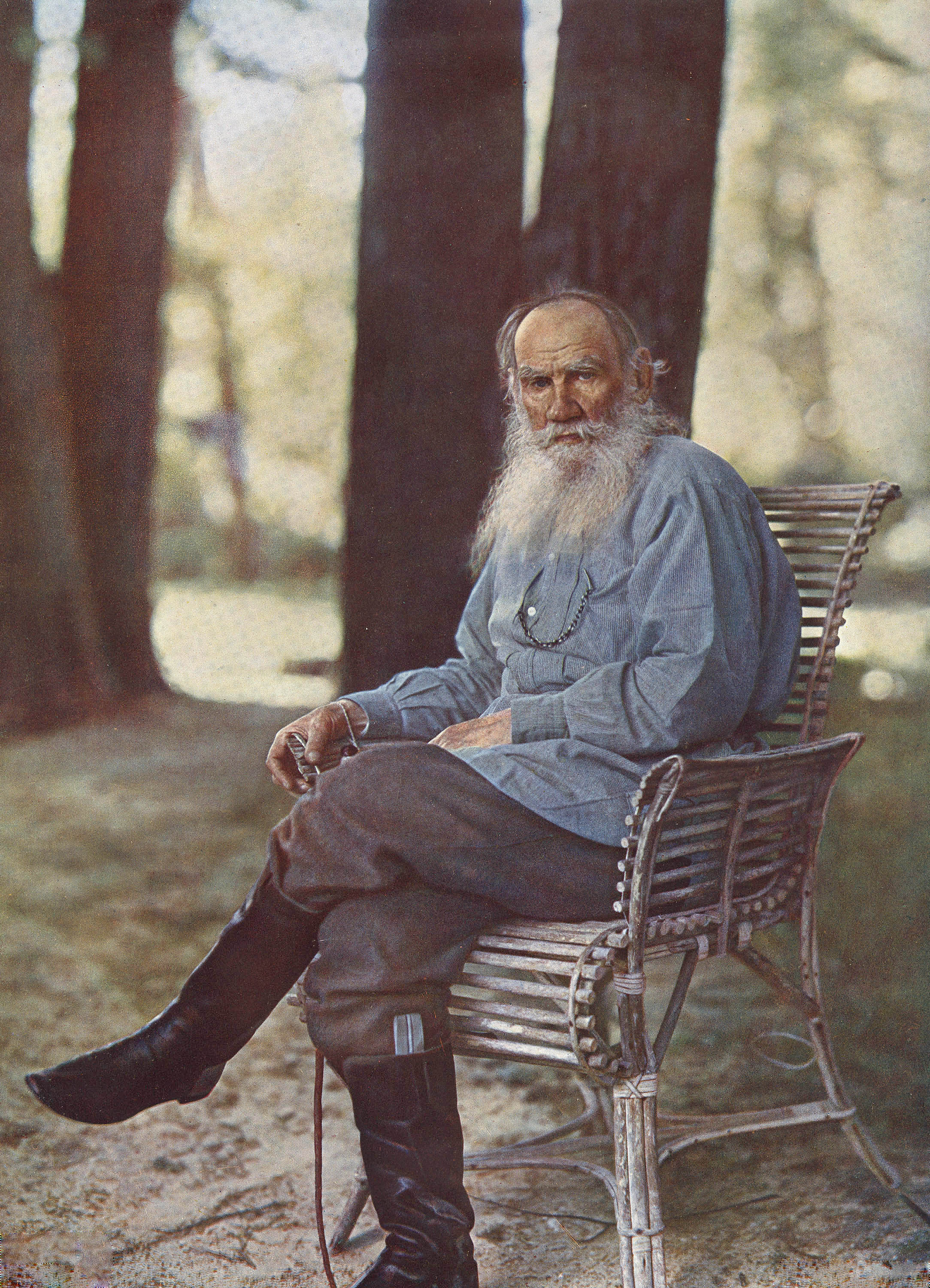
ليو تولستوي، روائي وفيلسوف.

شكل الأدب الروسي في تاريخ الأدب العالمي مرحلة مؤثرة بالكتابة وتنويعات الجمال ووسائل التعبير الكتابية. في القرن الثامن عشر، خلال عصر التنوير الروسي، تعزز تطور الأدب الروسي من خلال أعمال ميخائيل لومونوسوف ودينيس فونفيزن، وفي أوائل القرن التاسع عشر، ظهر بعضًا من أعظم الكتاب على الأطلاق. بدأت تلك الفترة والمعروفة أيضًا باسم العصر الذهبي للشعر الروسي مع ألكسندر بوشكين، الذي يعتبر مؤسس اللغة الأدبية الروسية الحديثة، وكثيرا ما كان يوصف بشكسبير الروسي. استمر العصر الذهبي في القرن التاسع عشر مع ميخائيل ليرمنتوف، ونيكولاي نيكراسوف، في الشعر، والمسرحيات مع ألكسندر أوستروفسكي، أنطون تشيخوف، والشعر مع نيقولاي غوغول، وأيفان تورغينيف. ليو تولستوي من عمالقة الروائيين الروس ومن أعمدة الأدب الروسي في القرن التاسع عشر والبعض يعدونه من أعظم الروائيين على الإطلاق. كما أنه روائي ومصلح اجتماعي وداعية سلام ومفكر أخلاقي وعضو مؤثر في أسرة تولستوي، أشهر أعماله روايتي (الحرب والسلام) و (أنا كارنينا) وهما يتربعان على قمة الأدب الواقعي، فهما يعطيان صورة واقعية للحياة الروسية في تلك الحقبة الزمنية. أما فيودور دوستويفسكي فقد كان واحدا من أكبر الكتاب الروس ومن أفضل الكتاب العالميين، وأعماله كان لها أثر عميق ودائم على أدب القرن العشرين، العديد من أعماله العروفة تعد مصدر إلهام للفكر والأدب المعاصر، وفي بعض الأحيان يذكر أنه مؤسس مذهب الوجودية.
في أعقاب الثورة الروسية 1917 غادر البلاد العديد من الكتاب البارزين، والفلاسفة، وكان منهم إيفان بونين، فلاديمير نابوكوف، نيقولا بيرديائيف. بينما انضم جيل جديد من الكتاب الموهوبين معًا في محاولة لخلق طبقة عاملة مميزة مناسبة لثقافة الدولة السوفيتية الجديدة. في الثلاثينات شُددت إجراءات الرقابة على الأدب تماشيا مع السياسة الاشتراكية. وبحلول أواخر الثمانينات كانت القيود المفروضة على الأدب قد خففت، وبقدوم التسعينات تجاهل الكتاب بصورة متزايدة الخطوط العريضة الرسمية. كان من الكتاب البارزين في الاتحاد السوفيتي، ميخائيل بولغاكوف، ميخائيل شولوخوف، فلاديمير ماياكوفسكي، أندريه فوزنيسينسكي.

## الرياضة

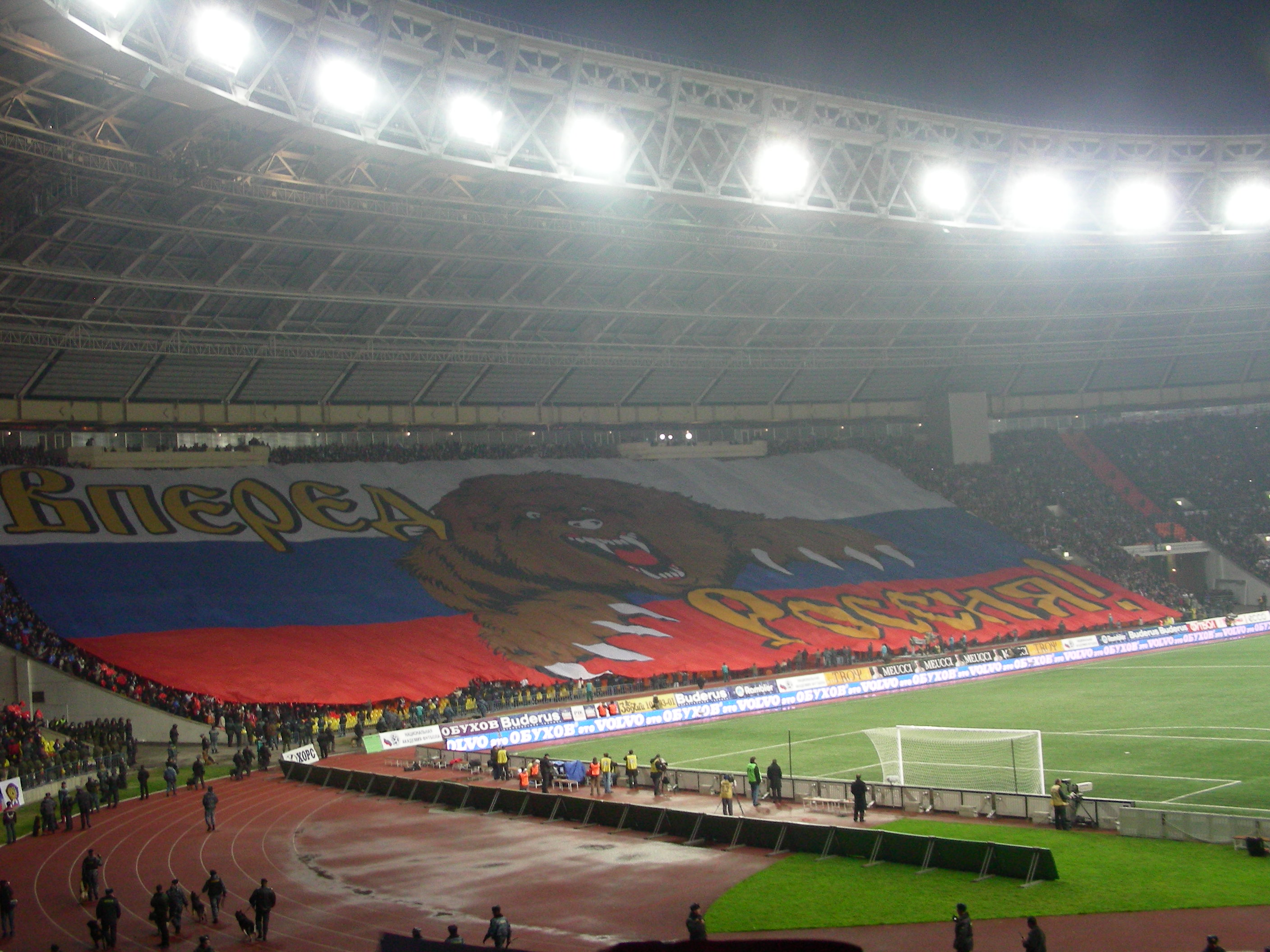
مشجعو كرة القدم الروس

مجموع ميداليات الاتحاد السوفيتي وروسيا، يضعان روسيا في المرتبة الثانية بين دول العالم من حيث عدد الميداليات الذهبية الحاصلة عليها في كل من دورة الألعاب الأولمبية الصيفية والشتوية. كانت روسيا على الدوام من بين الأفضل في العالم في رياضات ألعاب القوى، رفع الأثقال، المصارعة، مبارزة سيف الشيش، التزلج الريفي، بياثلون، تزلج سريع، التزلج الفني على الجليد، والتنس جنبا إلى جنب مع كرة السلة، كرة اليد، الكرة الطائرة وهوكي الجليد. فازت روسيا في عامي 2008 و2009 ببطولة العالم لهوكي الجليد، متقدما على كندا في تصنيف فرق هوكي الجليد عالميا. لدى روسيا خبرة في تنظيم بطولات أوروبا والعالم والألعاب الأولمبية الصيفية والشتوية. وقد أستضافت موسكو الألعاب الأولمبية الصيفية عام 1980. كما نالت مدينة سوتشي شرف إقامة الألعاب الأولمبية الشتوية عام 2014. بل إن موسكو كانت أولى المدن التي رشحت نفسها لإقامة أول دورة أولمبية للشباب في 2010.كما احتضنت روسيا بطولة كأس العالم لكرة القدم في 2018.
حصدت لاريسا لاتينينا والتي حملت حتى سنة 2012 الرقم القياسي لشخص فاز بمعظم الميداليات الأولمبية وتحمل إلى الآن لقب المرأة التي فازت بأكثر الميداليات الذهبية الأولمبية، جعلت لاريسا الاتحاد السوفيتي كقوة مهيمنة في الجمباز لسنوات عدة. منذ نهاية الحقبة السوفيتية نمت رياضة التنس وأصبحت من الرياضات الشعبية في روسيا حيث أنتجت عددا من اللاعبين الشهيرين، مثل ماريا شارابوفا التي صنفت في عام 2005 كأول لاعبة تنس روسية تتصدر التصنيف العالمي للاعبات التنس المحترفات. وتكاد لا تخلو أية دورة أو بطولة دولية بالتنس من اللاعبين واللاعبات الروس. أصبحت الروسية يلينا ايسنبايفا أول رياضية في التاريخ تجتاز ارتفاع 5 أمتار بالزانة وكان ذلك في العاصمة البريطانية لندن في 22 حزيران 2005، وحطمت ايسنبايفا الرقم القياسي العالمي للقفز بالزانة في 15 شباط 2009 داخل القاعة بتحقيقها لارتفاع 4.96 متراً. برع العديد من الروس في الشطرنج مثل أناطولي كاربوف بطل العالم الثاني عشر في الشطرنج حاز على هذا اللقب ست مرات في أعوام 1975 و1978 و1981 و1993 و1996 و1998 وتعد نتيجته في التصنيف العالمي قياسية بين ابطال العالم الحاليين والسابقين. استطاع غاري كاسباروف الفوز على بطل العالم أناطولي كاربوف ليتوج منذ ذلك الوقت بطلا للعالم في الشطرنج حيث لم يستطع أحد التغلب على كاسباروف رغم وجود منافسين أقوياء من شتى بلدان العالم، وكذلك لم تستطع التغلب عليه بعض برامج الكمبيوتر (مثل ديب بلو) التي صنعتها شركة آي بي إم. ظل كاسباروف متربعا على عرش الشطرنج حتى عام1996، في هذا العام استطاع برنامج (ديب بلو 2) المطور أن يهزمه، وكانت الهزيمة الأخرى على يد مواطنه الروسي فلاديمير كرامنيك عام 2000.

## السياحة

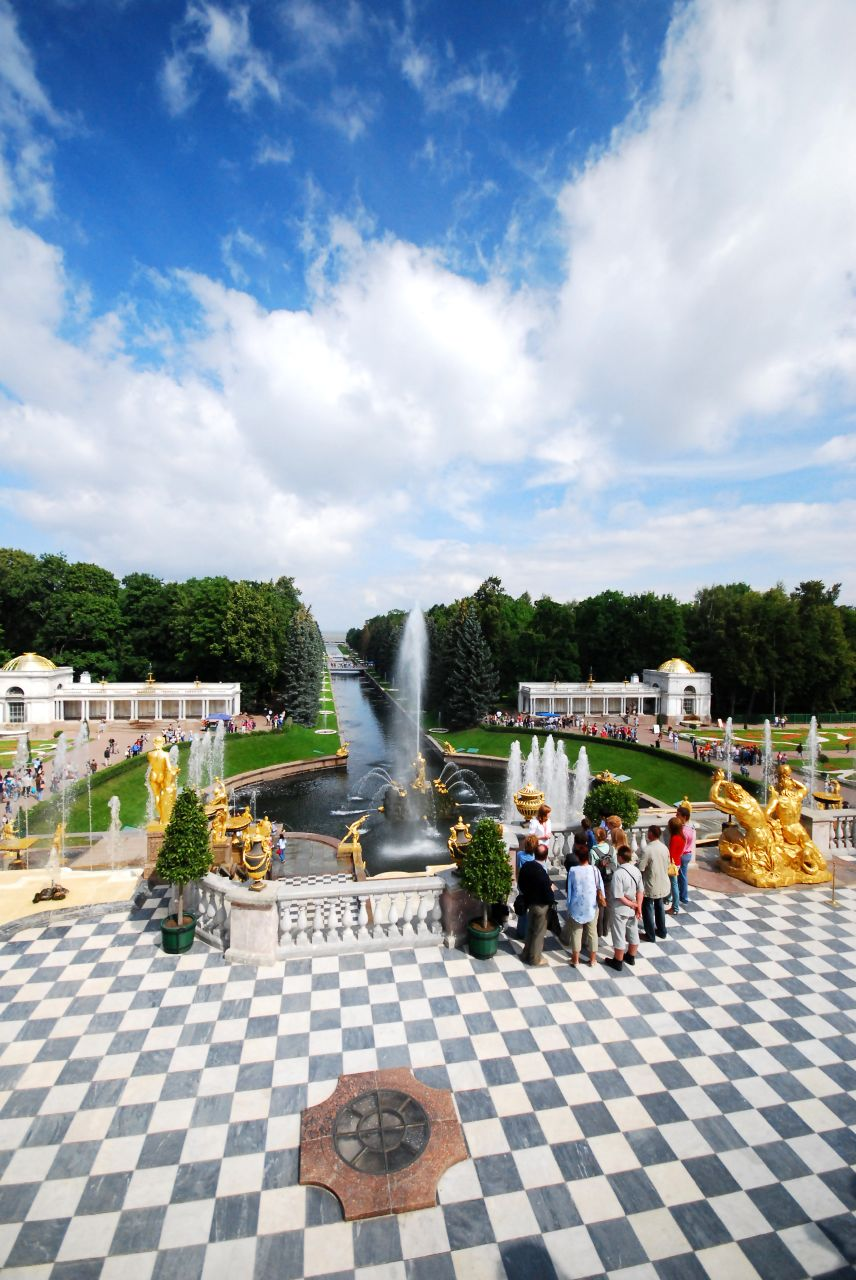
كاسكيد جراند في بترهوف هي مقصد سياحي شهير في سانت بطرسبرغ

تتمتع روسيا بقدرات ضخمة من اجل تطوير السياحة الداخلية وكذلك لاستقبال السياح الأجانب. فلديها كل ما يلزم من أراض مترامية الأطراف وتراث تاريخي وثقافي غني وفي بعض المناطق توجد الطبيعة العذراء التي لم تمسها أيادي البشر. تنداح أراضي روسيا من الغرب إلى الشرق لمسافة 10 الآف كيلومتر ومن خطوط العرض القطبية الشمالية إلى خطوط العرض الجنوبية شبه الاستوائية لمسافة 3 الآف كيلومتر. ويتيح تنوع التضاريس الأرضية في تطور الكثير من أصناف السياحة. وتوجد لدى روسيا أماكن اصطياف على ساحل البحر الأسود في الجنوب وساحل بحر البلطيق في الشمال مما يجعلها صالحة للاستجمام على البلاجات وللعلاج وللمعافاة في البحر. ويوفر أقصى الشمال الفرصة لمراقبة الشفق القطبي والقيام برحلات لغرض التعرف على شعوب الشمال وكذلك للمشاركة في جولات في الزحافات التي تجرها الأيائل في براري التوندرا. بالإضافة إلى العلاج في المصحات في الأماكن التي توجد فيها ينابيع المياه المعدنية. وتعتبر البحار في شمال وغرب البلاد من الاتجاهات الرئيسية للسياحة. وكقاعدة تكون البحيرات الكثيرة هناك ذات منظر خلاب ومياهها نقية. علما أن نقاوة المياه فيها ليست ظاهرية فقط إذ يمكن تماما شرب الماء من بحيرات كاريليا  وبحيرة بايكال.
أما الغابات في وسط روسيا وسفوح الجبال في القوقاز وغابات سيبيريا والشرق الأقصى فتكثر فيها الحيوانات والطيور ولهذا فإنها تجذب هواة رحلات الصيد. في مقاطعة أستراخان قد يريك الدليل طيور الفلامنجو والبطريق وغيرها من الطيور النادرة في أثناء التوجه إلى أماكن صيد الاسماك في دلتا الفولغا.

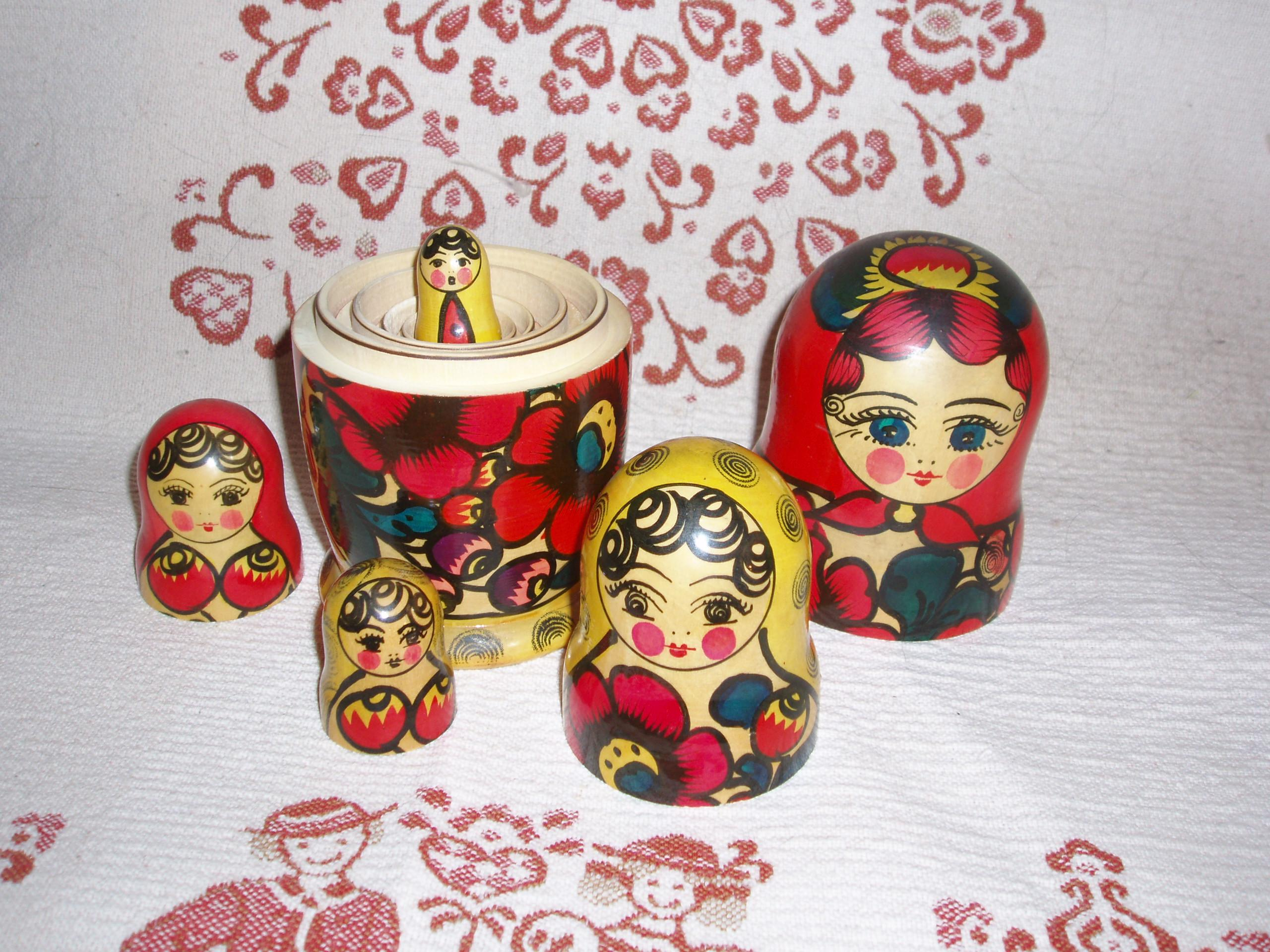
دمية روسية

تتميز منطقة الشرق الأقصى في إقليمي بريموريه وخاباروفسك بالغابات والأنهار وسفوح الجبال التي لم تمسها الحضارة وكذلك الوحوش البرية والنباتات النادرة، كما توجد في مكان واحد أشجار الصنوبر والشوح،  بينما تكثر في أعماق مياه الأنهار في غابات التايغا أسماك السلمون السيبيري، كما ويعيش هناك النمر السيبيري الشهير. كشف ودرس إجمالا في القوقاز والتاي والاورال ما يربو على 5 الآف كهف. وتحولت أهم هذه الكهوف إلى مواقع سياحية. تطلق تسمية طوق روسيا الذهبي على عدة مدن روسية قديمة يشاهد السياح فيها تلاوين بلاد الروس القديمة في عشرات الأثار المعمارية والثقافية والتاريخية حيث أدرج بعضها في مواقع التراث العالمي لليونسكو.
في قازان تتمازج الآثار المعمارية المسيحية مع الآثار الإسلامية  وتعتبر جمهورية توفا مركز للديانة البوذية في روسيا حيث تجد هناك الأصنام الحجرية الوثنية التي يرجع عهدها إلى ألفي عام. يشاهد السياح في المجرى الأوسط لنهر الفولغا كورنيشات مدن الفولغا القديمة سامارا  وساراتوف  واوليانوفسك.

## قراءات إضافية
- انهيار الاتحاد السوفيتى ونهوض روسيا الاتحادية «رياح التغيير المدوية في الأدب والسياسة والأقتصاد في النظم والأيدلوجيات والأفكار»، عبد الوهاب محمد الزنتانى.
- الشكلانية الروسية، فكتور ايرليخ.
- روسيا والمشرق العربي: لقاء الثقافتين، مجموعة مؤلفون، الناشر جروس برس.
- ستيفن كوهين. فشل الحملة الصليبية: أمريكا ومأساة روسيا ما بعد الشيوعية. نيويورك: نورتون، 2000، 320 صغحة. ISBN 0-393-32226-2

- سيرغي سولوفيوف. تاريخ روسيا من الازمنة الغابرة، ISBN 5-17-002142-9
- نيكولاي ميخائيلوفتش كرامزين، تاريخ الدولة الروسية، ISBN 5-02-009550-8
- المجموعة الكاملة لسجلات الروسية، موسكو، 2001، ISBN 5-94457-011-3.
- تاريخ كامبردج لروسيا. 3 مجلدات. كامبردج: مطبعة جامعة كامبريدج، 2006.

- القوة العسكرية وسياسة الطاقة بوتين والبحث عن العظمة الروسية، بافل باييف، مركز الإمارات للدراسات والبحوث.
- الدب ينقلب نمراً؛ روسيا: الولادة الجديدة، مروان إسكندر.
- العالم بدون روسيا (قصر النظر السياسي وعواقبه)، يفجيني بريماكوف.
- المتغيرات الداخلية والخارجية في روسيا الاتحادية، لمى مضر جريء الإمارة.

## وصلات خارجية
- Rsnet.ru نسخة محفوظة 5 أبريل 2008 على موقع واي باك مشين.—البوابة الرسمية للحكومية (بالروسية)
- Duma نسخة محفوظة 1 أبريل 2014 على موقع واي باك مشين.—الموقع الرسمي لمجلس الاتحاد (المجلس الأعلى للجمعية الفيدرالية) (بالروسية)
- Federation Council—الموقع الرسمي لمجلس الدوما (المجلس الأدنى للجمعية الفيدرالية)
- مكتبة الكونغرس لدراسات البلدان : روسيا
- Kremlin—موقع الرئيس الروسي الرسمي
- البنك المركزي الروسي
- دائرة الجمارك الفيدرالية الروسية
- وكالة الانباء الروسية ريا نوفوستي
- قناة روسيا اليوم الفضائية الإخبارية